# Église Saint-Germain d'Andrésy
Pour les articles homonymes, voir Église Saint-Germain.
L'église Saint-Germain est une église catholique paroissiale située à Andrésy, dans les Yvelines, en France. Son noyau est un édifice gothique de plan allongé, avec un vaisseau central avec triforium et fenêtres hautes, et deux bas-côtés, le tout voûté d'ogives, et se terminant par un chevet plat. Hormis sa grande fenêtre du chevet, qui fut aménagée après coup, la période de construction de cette église de dimensions considérables et de belle facture peut être située entre la fin du XIIe et le premier quart du XIIIe siècle. Comme la plupart des grandes églises de la région, elle subit des modifications de structure après la guerre de Cent Ans. À partir de 1517, la moitié orientale du bas-côté sud est reconstruite, et munie de quatre petites chapelles rectangulaires, le tout dans le style gothique flamboyant. Une génération plus tard, sous le règne de François 1er, un agrandissement de plus grande envergure est entrepris du côté nord. Pour l'adjonction d'un vaste collatéral, presque aussi large que la nef et son bas-côté sud réunis, l'ancien bas-côté nord est démoli, et l'élévation septentrionale du vaisseau central est successivement reprise en sous-œuvre. Le collatéral Renaissance est remarquable pour ses chapiteaux évoquant Saint-Maclou de Pontoise et trois verrières datant en partie d'origine, mais ses proportions sont peu favorables, tant pour l'aspect trapu que pour la stabilité. Deux autres verrières du XVIe siècle subsistent dans le bas-côté sud. L'église Saint-Germain a été classée monument historique par arrêté du 25 avril 1949, et reste toujours au centre de la vie de la paroisse. Elle accueille des messes dominicales chaque dimanche.

## Localisation

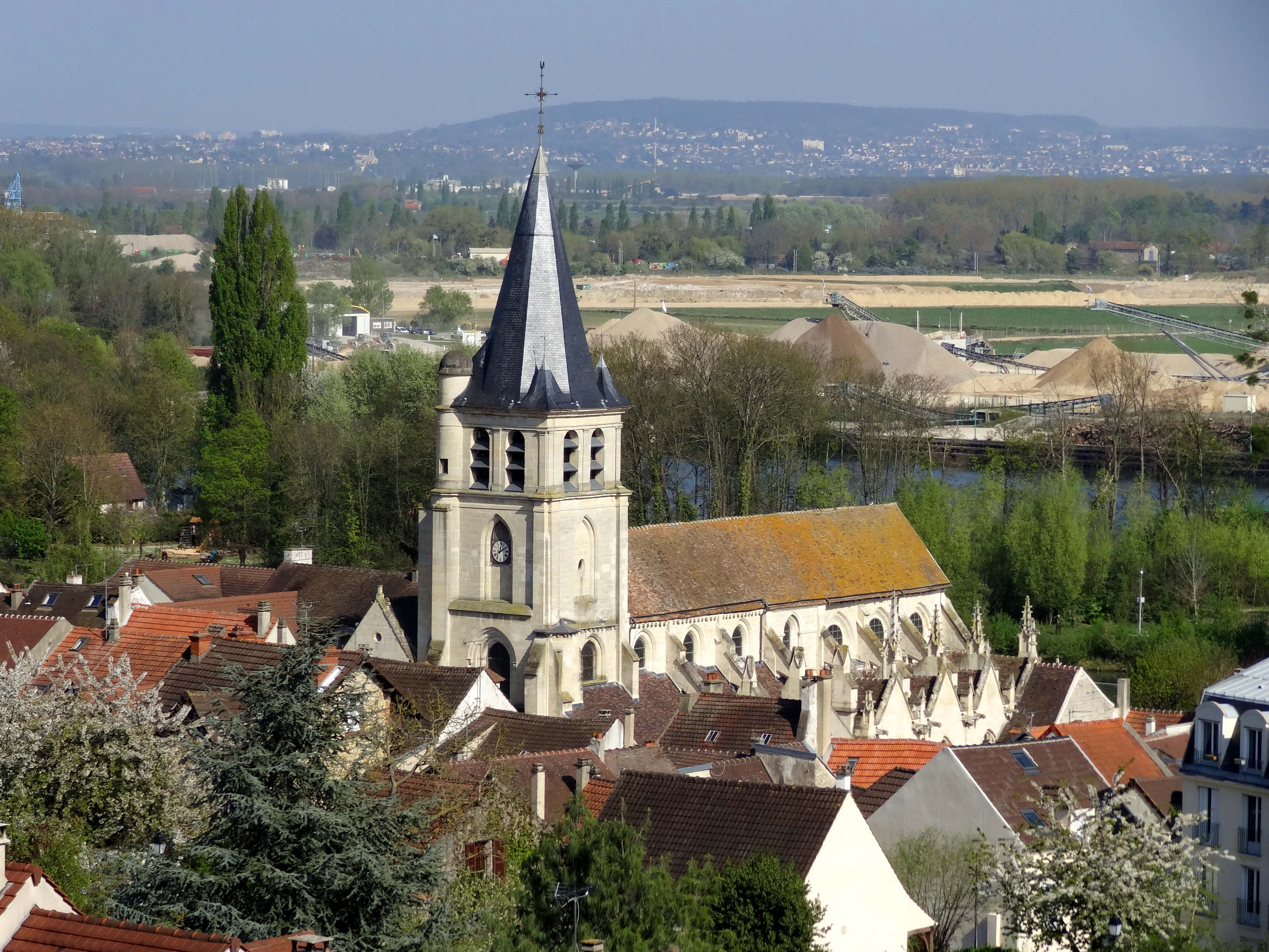
Vue depuis le sud-ouest.

L'église est située en France, en région Île-de-France et dans le département français des Yvelines, dans le Vexin français et dans la vallée de la Seine, sur la rive droite du fleuve, sur la commune d'Andrésy, en centre ville, entre le boulevard Noël-Marc, côté Seine, et la rue de l'Église, côté ville. C'est le chevet qui donne sur la Seine, et qui constitue l'élévation la mieux exposée à la vue, et par conséquent, c'est le portail au chevet du collatéral nord qui est habituellement utilisé. La rue de l'Église, sur laquelle donne la façade, n'est qu'une ruelle, et il est impossible de bénéficier d'une vue d'ensemble de la façade par manque de recul. Cependant, un porche a été édifié devant le portail occidental, habituellement fermé, et empiète sur la rue. Une ruelle encore plus étroite passe entre le mur latéral nord et les maisons voisines, et permet de relier directement les deux rues. L'élévation méridionale de l'église est totalement enclavée dans des propriétés privées. Le presbytère, en même temps maison paroissiale, se situe côté Seine, à droite de l'église (au nord).

## Historique

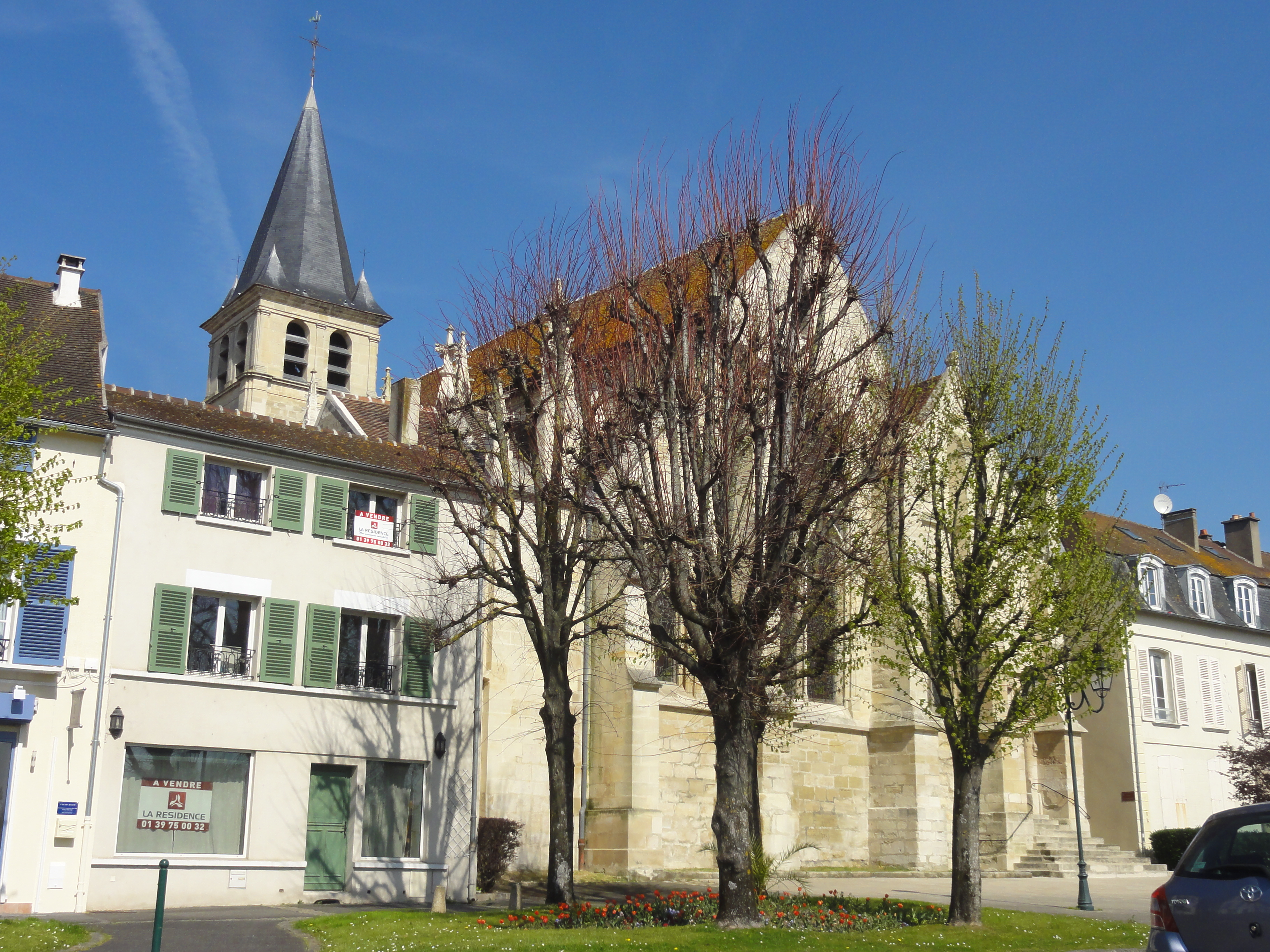
Vue depuis le sud-est.

La première mention connue d'Andrésy figure dans des lettres d'Inchad, évêque de Paris de 811 à 831, confirmées au concile de Paris de 829. Andresiacum est la première terre qu'il donne au chapitre de Paris. Charles II le Chauve confirme encore cette donation. On peut supposer que la paroisse ait la même ancienneté que le bourg. C'est la paroisse-mère de Jouy-le-Moutier, et celle de Vauréal constituent à son tour un démembrement de Jouy-le-Moutier. Ces trois paroisses, situées géographiquement dans le Vexin français, sont les seules paroisses du diocèse de Paris situées sur la rive droite de l'Oise (c'est à tort que Bernard Duhamel nomme Triel dans le même contexte). Elles relèvent de l'archidiaconé de Paris, dit « le grand archidiaconé », et du doyenné de Montmorency. Le saint patron d'Andrésy est saint Germain de Paris. Le collateur de la cure est le chapitre de Paris. La Révolution française bouleverse les hiérarchies ecclésiastiques, et Andrésy est rattaché au nouveau diocèse de Versailles avec l'ensemble des paroisses du département de Seine-et-Oise. Ce n'est qu'à ce moment que Maurecourt, jusque-là hameau d'Andrésy, devient une paroisse indépendante avec sa chapelle Notre-Dame-de-Lorette. Andrésy fait partie d'un regroupement paroissial avec Conflans-Sainte-Honorine et Maurecourt sous le titre de paroisses catholiques du Confluent. L'église Saint-Germain accueille des messes dominicales chaque dimanche.
L'église Saint-Germain est issue de trois principales campagnes de construction, et a en outre connu quelques remaniements et restaurations d'une certaine envergure. Les étapes de construction du Moyen Âge ne sont pas attestées par des documents. Elles peuvent être approximativement datées grâce à l'analyse stylistique, qui ne soulève aucun problème particulier. À partir du dernier quart du XIIe siècle, l'on élève en effet un édifice gothique ambitieux, mais d'un plan simple, avec un vaisseau central de huit travées accompagné de deux bas-côtés. Un projet d'ensemble est visiblement élaboré dès le départ, et successivement mis en œuvre au fil des décennies, sans changement de partie majeur en dépit des interruptions ponctuelles du chantier. Contrairement à l'usage, l'on commence apparemment par le bas-côté sud de la nef, et non par le chevet. Cette partie la plus ancienne de l'église montre les caractéristiques du dernier quart du XIIe siècle (et non du troisième quart, d’après Roselyne Bussière, car les chapiteaux de crochets ne sont pas encore répandus à cette époque). La nef est élevée entre la fin du XIIe et le début du XIIIe siècle, et le chœur suit au premier quart du XIIIe siècle. Avec lui, s'achève la première campagne de construction. Au début du XIVe siècle, le chevet est percé d'une fenêtre de dimensions exceptionnelles, et plus tard, un porche est bâti devant le portail occidental,.

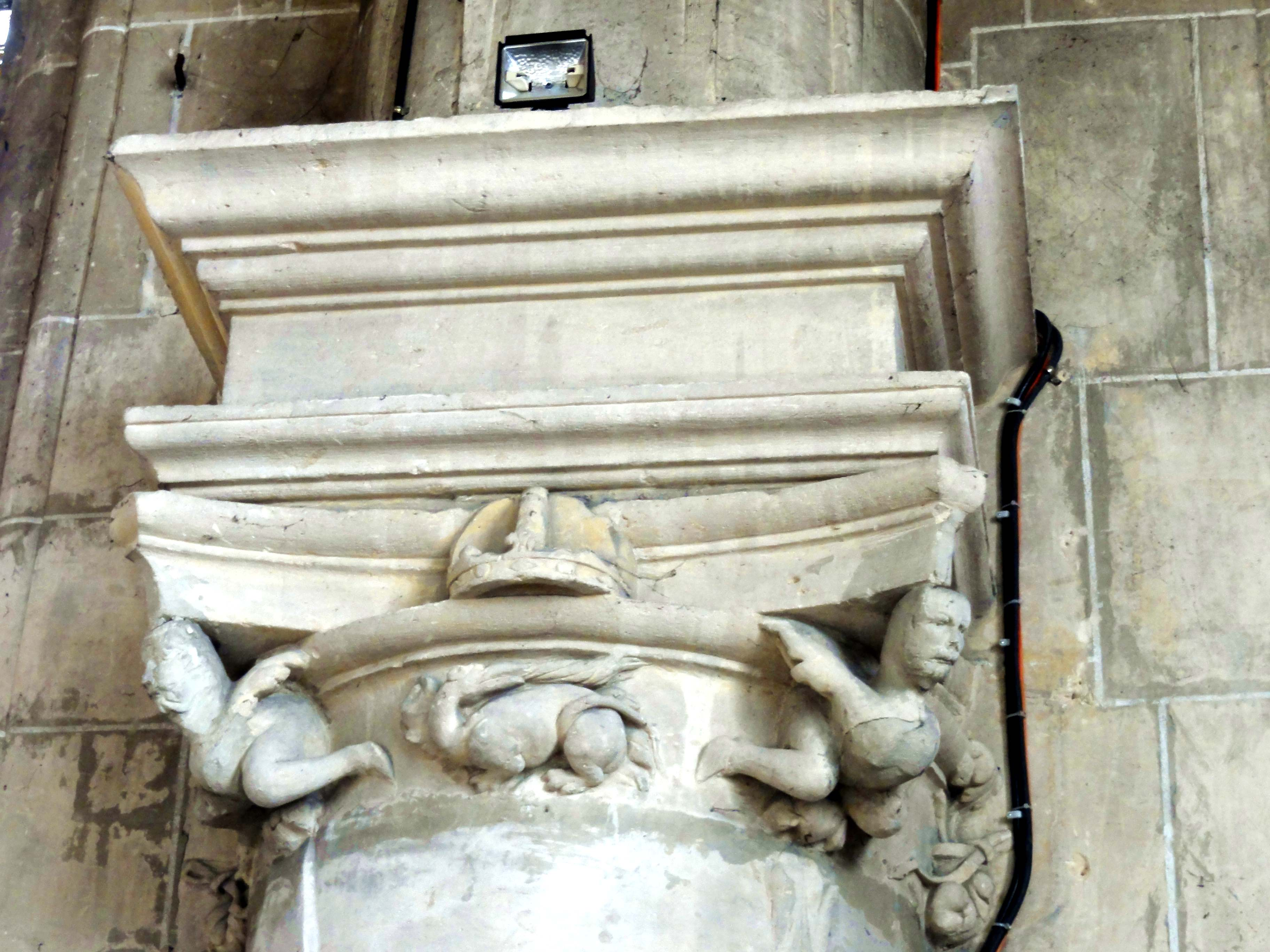
Collatéral nord, chapiteau du 2e doubleau côté nord, avec la salamandre de François Ier.

En 1517, les paroissiens demandent l'autorisation d'agrandir le chœur. C'est donc vraisemblablement par la suite que le bas-côté sud est reconstruit à partir de la dernière travée de la nef, et dédoublé par l'adjonction de quatre petites chapelles, dont la dernière a ultérieurement été transformée en sacristie. Ces parties affichent le style gothique flamboyant, et représentent la deuxième campagne de construction. Une vingtaine d'années plus tard, vers la fin du règne de François Ier, dont le salamandre figure sur le chapiteau au nord du deuxième arc-doubleau, la superficie de l'église est augmentée de moitié en remplaçant le bas-côté nord par un vaste collatéral plus large que la nef. Pour ceci, toute l'élévation septentrionale du vaisseau central est reprise en sous-œuvre en dessous de l'étage des fenêtres hautes, le triforium disparaît de ce côté, et les grandes arcades sont refaites dans le style de la Renaissance. Le collatéral et l'élévation nord du vaisseau central constituent la troisième campagne de construction. Une autre campagne de faible envergure concerne l'étage de beffroi du clocher au XVIIe siècle. La date de 1605 qui se lit sur la cloche pourrait coïncider avec la date d'achèvement. Ensuite, l'on n'a pas connaissance de travaux jusqu'au XIXe siècle. À l'issue des troubles révolutionnaires et de l'Empire, l'église se trouve dans un mauvais état. En 1835, des travaux de restauration d'urgence s'imposent, mais ils sont apparemment insuffisants, car en 1873 une voûte d'un bas-côté s'effondre (probablement dans le collatéral nord Renaissance). La reconstruction est dirigée par l'architecte Henry Barruel, en coordination avec l'architecte des bâtiments diocésains Paul Blondel. Certaines voûtes sont reconstruites selon le procédé Heurteaux (comme à Conflans-Sainte-Honorine en 1871/1873). Elles sont reconnaissables par leur décor en faux-appareil appliqué sur un enduit, qui cache la nature réelle des voûtes. L'édifice est inscrit au titre des monuments historiques en 1925, puis classé par arrêté du 25 avril 1949. Les principaux travaux effectués depuis portent sur les chapelles nord-ouest et sud-ouest en 1958, le porche occidental, le débouchage de la baie depuis longtemps muré au chevet du collatéral nord, et la démolition d'une maison mitoyenne de l'église en 1987,,.

## Description

### Aperçu général

Plan de l'église.

Bâtie perpendiculairement au quai de Seine à l'instar des maisons voisines, l'église est orientée un peu irrégulièrement vers le sud-est du côté du chevet. Elle répond à un plan simple à trois vaisseaux, rendu irrégulier par l'adjonction de quatre petites chapelles au sud des dernières travées, et par la construction du bas-côté nord. Ce plan sans transept ni déambulatoire, et à chevet plat, est partagé par un certain nombre d'églises relativement considérables d'Île-de-France, dont Brie-Comte-Robert, Gouvieux, Précy-sur-Oise, Triel-sur-Seine dans son état avant 1540, mais concerne souvent des édifices plus modestes, tels que Cormeilles-en-Vexin, Jouy-le-Moutier, Longjumeau, Louveciennes, Mareil-Marly, Montreuil, Servon ou Viarmes. L'église se compose d'une nef de cinq travées, dont la première sert de base de clocher et est subdivisée horizontalement entre un narthex et une tribune d'orgue ; d'un chœur de trois travées de même hauteur et de même largeur que la nef ; d'un bas-côté sud qui atteint la moitié de la largeur et de la hauteur du vaisseau central ; de quatre petites chapelles rectangulaires devant les quatre dernières travées du bas-côté sud ; et d'un collatéral nord de huit travées, qui est presque aussi large que la nef et le bas-côté sud réunis. Le vaisseau central est à trois niveaux d'élévation du côté sud, avec l'étage des grandes arcades, l'étage du triforium et l'étage des fenêtres hautes, ce qui correspond également à l'état primitif de l'élévation nord. Celle-ci comporte maintenant une courte section de murs aveugles entre les grandes arcades et les fenêtres hautes. Les autres parties de l'église sont à un unique niveau d'élévation. L'ensemble de l'église est voûté d'ogives, mais il n'y a pas de voûte soutenant la tribune d'orgue. L'on accède à l'église par le portail oriental du collatéral nord, ou par le portail occidental de la nef. Le vaisseau central et le collatéral nord sont recouverts indépendamment de toitures à deux rampants avec des pignons au chevet et en façade. Le bas-côté sud est muni d'un toit en appentis, et les chapelles, de toits en pavillon,.

### Intérieur

#### Collatéral nord

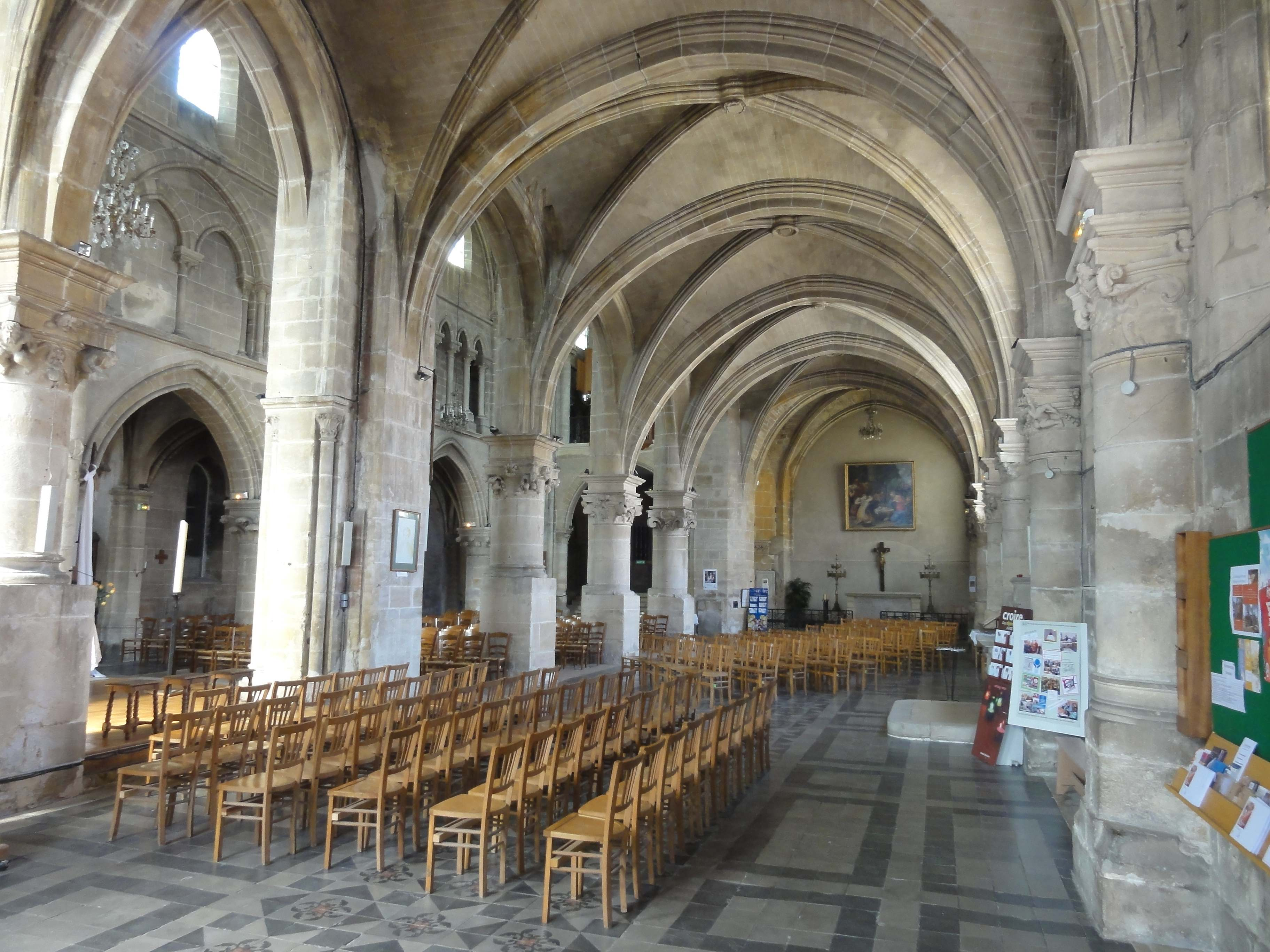
Vue vers le sud-ouest.

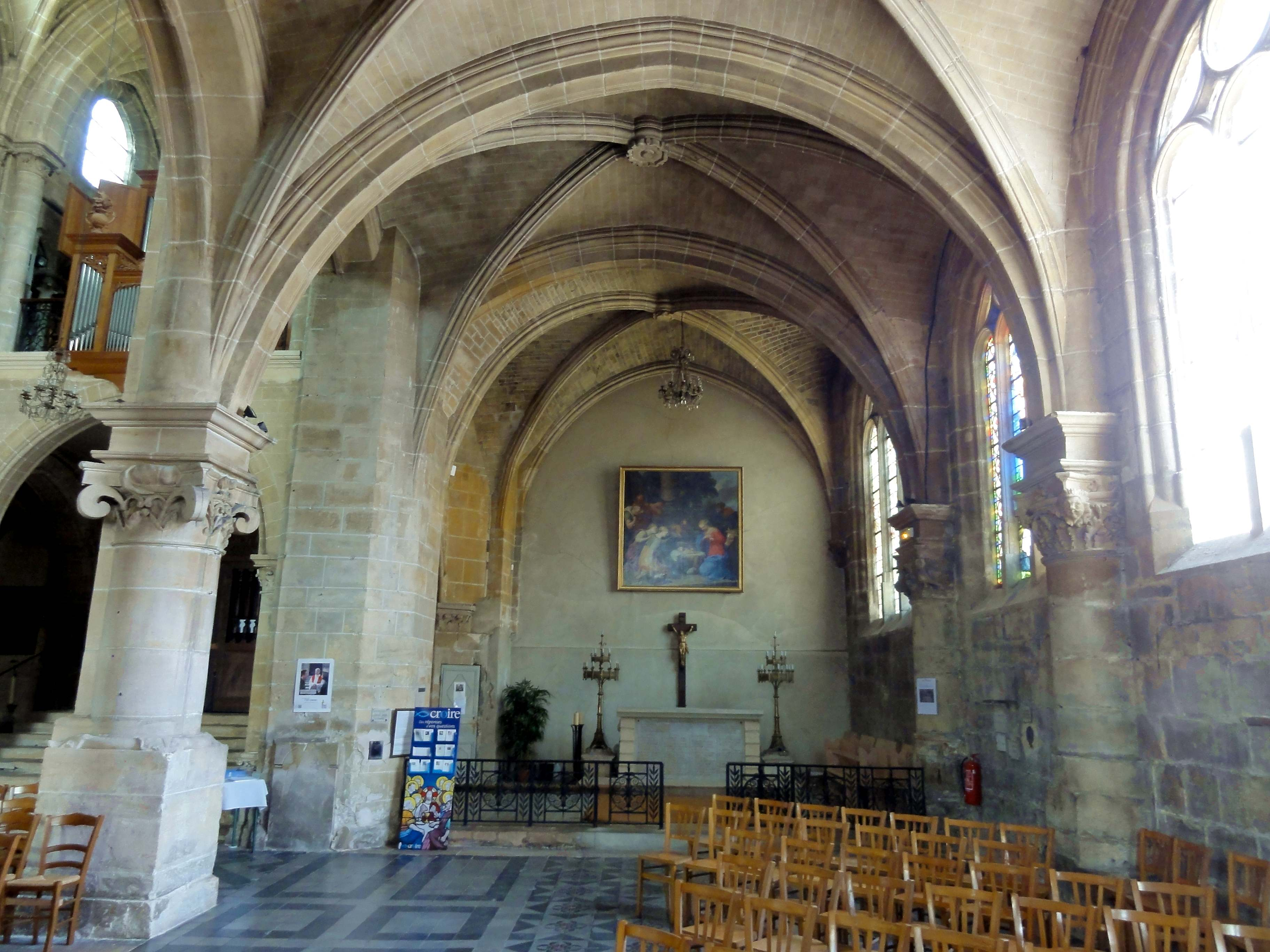
3e travée, vue vers l'ouest.

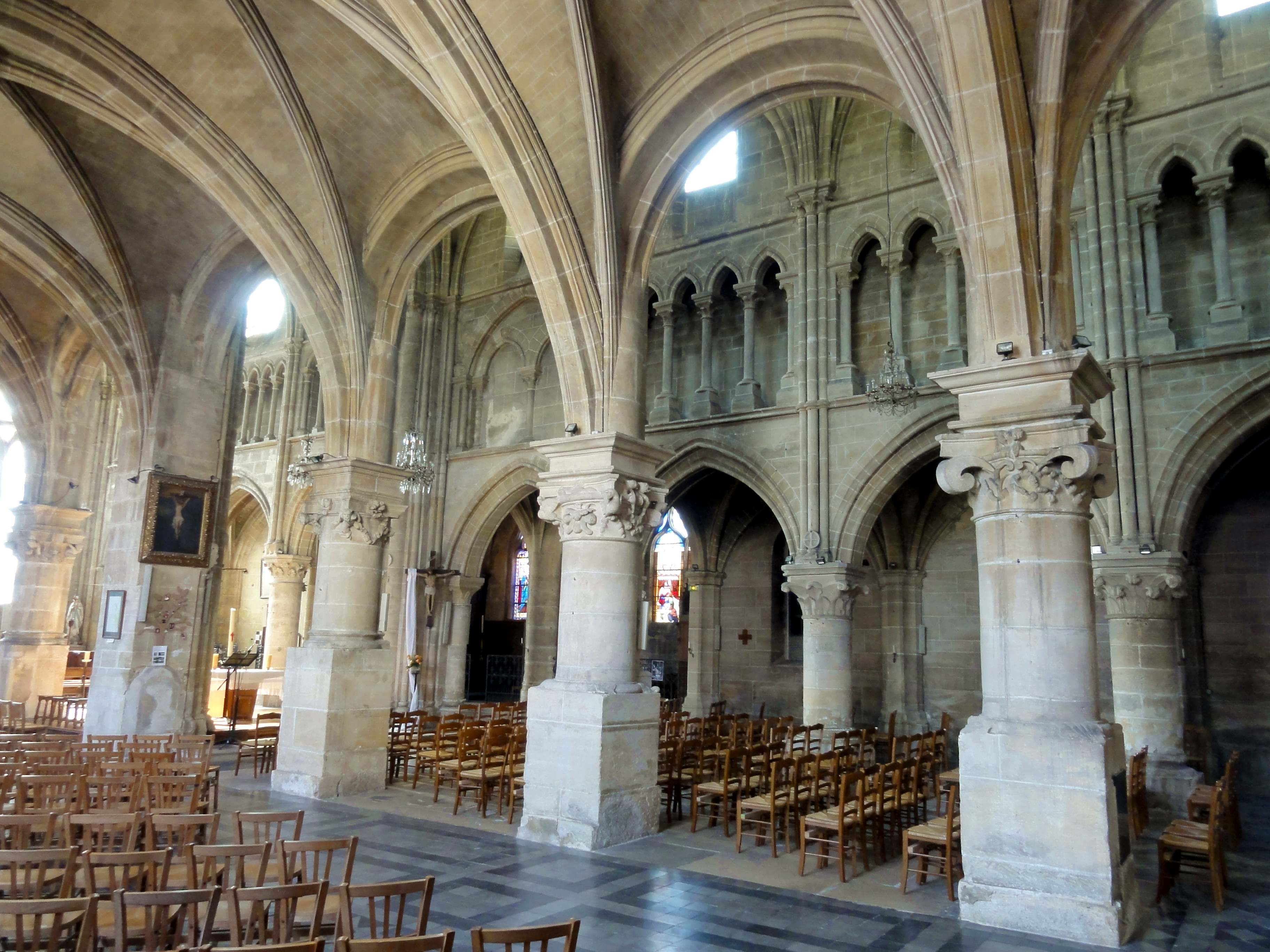
Vue vers le sud-est dans la nef.

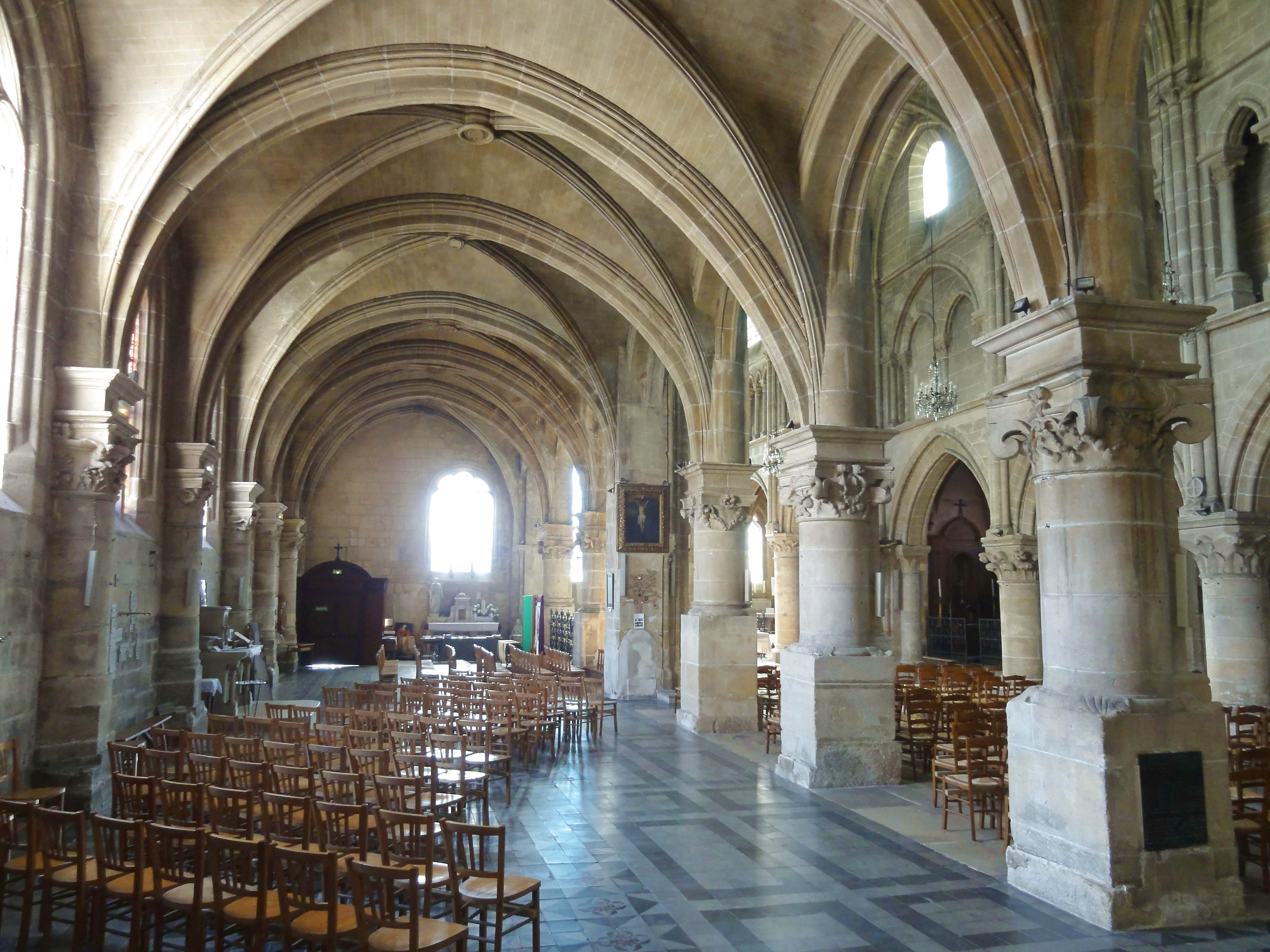
2e travée, vue vers l'est.

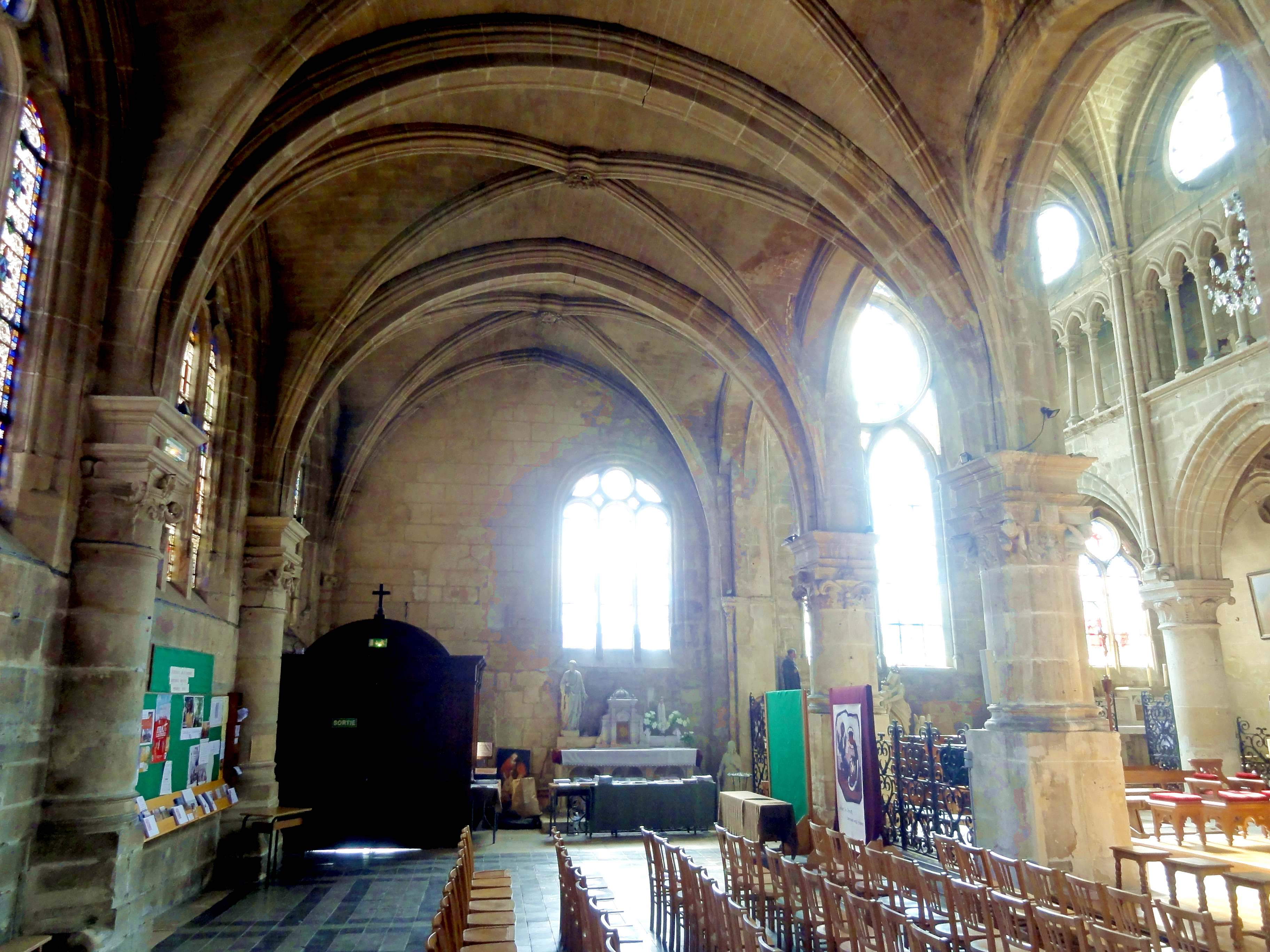
6e travée, vue vers l'est.

Le collatéral nord est éclairé par sept grandes fenêtres en plein cintre, dont le pourtour est mouluré de deux tores séparés par une doucine, et dont le remplage se compose uniformément de trois formes en plein cintre surmontées d'un oculus flanqué de deux demi-accolades. Plusieurs de ces fenêtres conservent des vitraux d'origine (voir le chapitre Mobilier). Aucun bandeau ne souligne la limite des allèges. Les travées du collatéral sont d'un plan barlong très prononcé, et deux fois plus larges que profondes, puisque la profondeur des travées est calculée pour les dimensions du vaisseau central. Le collatéral atteint presque la largeur réunie de la nef et du bas-côté opposé, mais seulement les deux tiers de la hauteur de la nef, ce qui lui confère des proportions trapues et peu heureuses : sa largeur est un peu supérieure à sa hauteur, et les piliers ne représentent que la moitié de la hauteur sous le sommet de voûtes. Ils seraient encore plus courts si les doubleaux perpendiculaires n'adoptaient pas un tracé en plein cintre surbaissé. Des voûtes aussi plates et d'une portée en même temps considérable sont problématiques, d'autant plus si elles ne sont solidement contrebutées que d'un seul côté, par les contreforts extérieurs. En face au sud, elles s'appuient uniquement sur les piliers de la nef. Il n'est donc pas étonnant qu'une voûte ait fini par s'effondrer en 1873, et la décision de refaire les voûtes du collatéral en matériaux légers fut sans doute judicieuse. Reste à savoir si la réfection concerne l'ensemble des voûtes, ou seulement une partie, et si les profils des ogives et doubleaux que l'on voit actuellement sont authentiques.
Des indices pourraient être fournis par les clés de voûte, qui sont des disques ou écussons frustes dans tout le collatéral de la nef, et non des clés pendantes opulentes que l'on pourrait attendre au milieu du XVIe siècle, surtout dans le contexte des chapiteaux de la Renaissance. Dans le collatéral du chœur, l'on voit deux écussons affichant encore leurs armoiries, et entourés d'une couronne de feuillages, ainsi qu'une rosace de feuillages, le tout dans le goût du style flamboyant finissant. Or, les armoiries ont généralement été bûchées à la Révolution, au moins si elles étaient accessibles (pas situées trop en hauteur), et il devrait s'agir d'une reconstitution néo-gothique. Le profil des ogives, qui se compose d'un mince tore devant un méplat de face, et de deux tores dégagés par des gorges de chaque côté, entre deux doubles ressauts en forme de doucine, entre dans la catégorie des profils émoussés qui ont cours sous le règne de François Ier, mais est également utilisé avec prédilection par les architectes néo-gothiques. Si ces constats et les clés de voûte soulèvent des doutes sur l'authenticité, la pénétration des nervures dans les fûts est aussi parfaitement maîtrisée que par les architectes flamboyantes. De part et d'autre de l'intrados méplat typique de la Renaissance, les doubleaux perpendiculaires comportent les mêmes tores que les ogives, et la mouluration torique des pourtours des fenêtres cadre avec la modénature des nervures des voûtes, si bien que le profil des ogives paraît cohérent avec les autres caractéristiques du collatéral, et pourrait malgré tout correspondre à celui employé vers 1545, quand le style flamboyant déclinant est encore très présent, et la jeune Renaissance française en plein essor.
Il est tout à fait remarquable quel effort fut entrepris au cours des années 1540 pour rendre le nouveau collatéral homogène, et reprendre en sous-œuvre la quasi-totalité de l'élévation septentrionale de l'église en dessous de l'étage des fenêtres hautes, ce qui était fastidieux et nécessitait un coûteux étaiement par des structures en charpente ajustées au millimètre près. L'on ne peut guère citer que l'église Saint-Maclou de Pontoise comme autre exemple dans les environs où la reconstruction à la Renaissance fut menée avec une telle rigueur. La reprise en sous-œuvre n'exclut que les deux piles nord du clocher, de part et d'autre de la première grande arcade, au nord du narthex ; le pilier isolé à l'intersection entre nef et chœur ; et le pilier engagé au droit du chevet. Les deux premières sont angulaires et purement fonctionnelles. Les deux derniers conservent leurs tailloirs du premier quart du XIIIe siècle du côté des grandes arcades du chœur, et leurs angles y sont adoucis par des colonnettes à chapiteaux de la même époque, ce qui suffit pour démontrer que le collatéral Renaissance se substitue bien à une construction gothique. Malgré la conservation de quatre piliers anciens, les grandes arcades ont été refaites sans exception. Leur profil n'est pas symétrique, car leur intrados méplat comporte un rang de claveaux inférieur délimité par deux filets, qui est désaxé vers le vaisseau central. De ce fait, les arcades ne donnent pas la meilleure impression en les regardant depuis le collatéral. Depuis le vaisseau central, elles sont en revanche agrémentées par plusieurs strates de modénature supplémentaires, qui s'estompent contre les pilastres retombant des chapiteaux du second ordre, et sont censées faire oublier que le tracé des grandes arcades est très surhaussé. En effet, les tailloirs ne se situent pas à leur niveau normal, mais plus bas, au même niveau que les tailloirs du XIIIe siècle. La raison est la limitation de la hauteur des voûtes du collatéral, qui, avec leur importante largeur, auraient autrement pu imposer l'obturation des fenêtres hautes du vaisseau central.
Les piliers isolés de la Renaissance sont au nombre de cinq, soit trois à côté de la nef et deux à côté du chœur. Ils sont monocylindriques et appareillés en tambour, avec l'exception importante qu'un pilastre s'y adosse du côté du vaisseau central. L'on peut se demander pourquoi l'architecte n'a prévu que trois tambours par pilier, et préféré de faire reposer les piliers sur de très hauts socles carrés, qui, à partir du troisième pilier, sont encore plus élevés que les fûts, et exacerbent leur manque de hauteur résultant de la position trop basse des tailloirs. Peut-être s'agissait-il de mieux faire résister les piliers aux fréquentes crues de la Seine. Les bases des deux premiers piliers se composent d'un faible ressaut et d'un gros tore flanqué de griffes aux angles. Les bases des deux autres piliers se composent d'un petit tore, d'une scotie entre deux listels, et d'un gros tore inférieur sans griffes. Les chapiteaux sont librement inspirés de l'ordre corinthien, avec des tailloirs incurvés qui débordent aux angles. À chaque pilastre du chœur, correspond la face antérieure d'un second chapiteau superposé au chapiteau principal. Les chapiteaux supportent une section d'entablement aniconique, dont la corniche en fort encorbellement comporte en haut une doucine. Les piliers engagés dans le mur latéral sont au nombre de sept, et reprennent les mêmes dispositions, sauf que les fûts sont plus longs, et les socles plus courts. Les quatre premiers piliers engagés ont perdu leurs bases. L'on sait par les documents que six « tailloirs en encorbellement » ont été refaits vers 1874, mais il n'est pas dit quels piliers sont concernés, et il n'est pas clair non plus s'il s'agit des corniches des entablements, qui constituent les tailloirs proprement dits des nervures des voûtes, ou des tailloirs des chapiteaux.
La plupart des chapiteaux sont d'un aspect original et sculptées avec beaucoup d'imagination, de sorte que l'on cherchera en vain les incontournables feuilles d'acanthe, sauf sur le dernier chapiteau. Certains ont probablement été refaits, comme le donne à penser le quatrième chapiteau du sud, où l'on trouve un simple cube à l'emplacement de l'habituelle rosace au milieu du tailloir à l'est. Sur les deux premiers chapiteaux du sud, l'anneau en haut de la corbeille accuse un profil torique anormal, et l'astragale manque sur le troisième et sur le cinquième chapiteau. Sur le premier chapiteau, les volutes sont rudimentaires, et manquent de grâce. Sur le deuxième, ils sont remplacés par des pélicans, et sur le troisième, d'hommes accroupies portant sur leur dos un angle débordant du tailloir tel qu'un atlante, et tenant une courte guirlande ramenée derrière la tête. Sur le quatrième chapiteau du sud, l'on retrouve des atlantes semblables, mais le chapiteau du pilastre arborent les volutes conventionnelles, et au milieu, deux têtes humaines superposées. Sur le cinquième chapiteau du sud, c'est la corbeille principale qui est ornée de ces volutes proprement corinthiennes, tandis que des têtes saillantes s'y substituent sur le chapiteau du pilastre. Globalement, la sculpture évoque nettement le collatéral nord de Saint-Maclou de Pontoise, et c'est également le cas des chapiteaux du second ordre au sommet des pilastres, sauf qu'à Pontoise, les piliers munis de pilastres ne portent pas de chapiteaux au niveau des grandes arcades. Tant à Andrésy qu'à Pontoise, les chapiteaux du second ordre sont également corinthiens, puisque les ordres dorique et ionique ne peuvent pas être employés au-dessus de l'ordre corinthien, qui est traditionnellement réservé aux chapiteaux supérieurs. Dans la nef, les pilastres sont décorés d'un losange garni d'une rosace à mi-hauteur, et d'un triangle sculpté de même au sommet. Dans le chœur, ce sont des cercles et hémicycles. L'on peut évoquer dans le même contexte les chapiteaux des sept piliers engagés dans le mur gouttereau, dont la sculpture est de la même facture. Il sera vain d'énumérer tous les motifs, mais au nord de l'avant-dernier doubleau, une couronne se détache au milieu du tailloir, et la corbeille affiche de face la salamandre de François Ier.

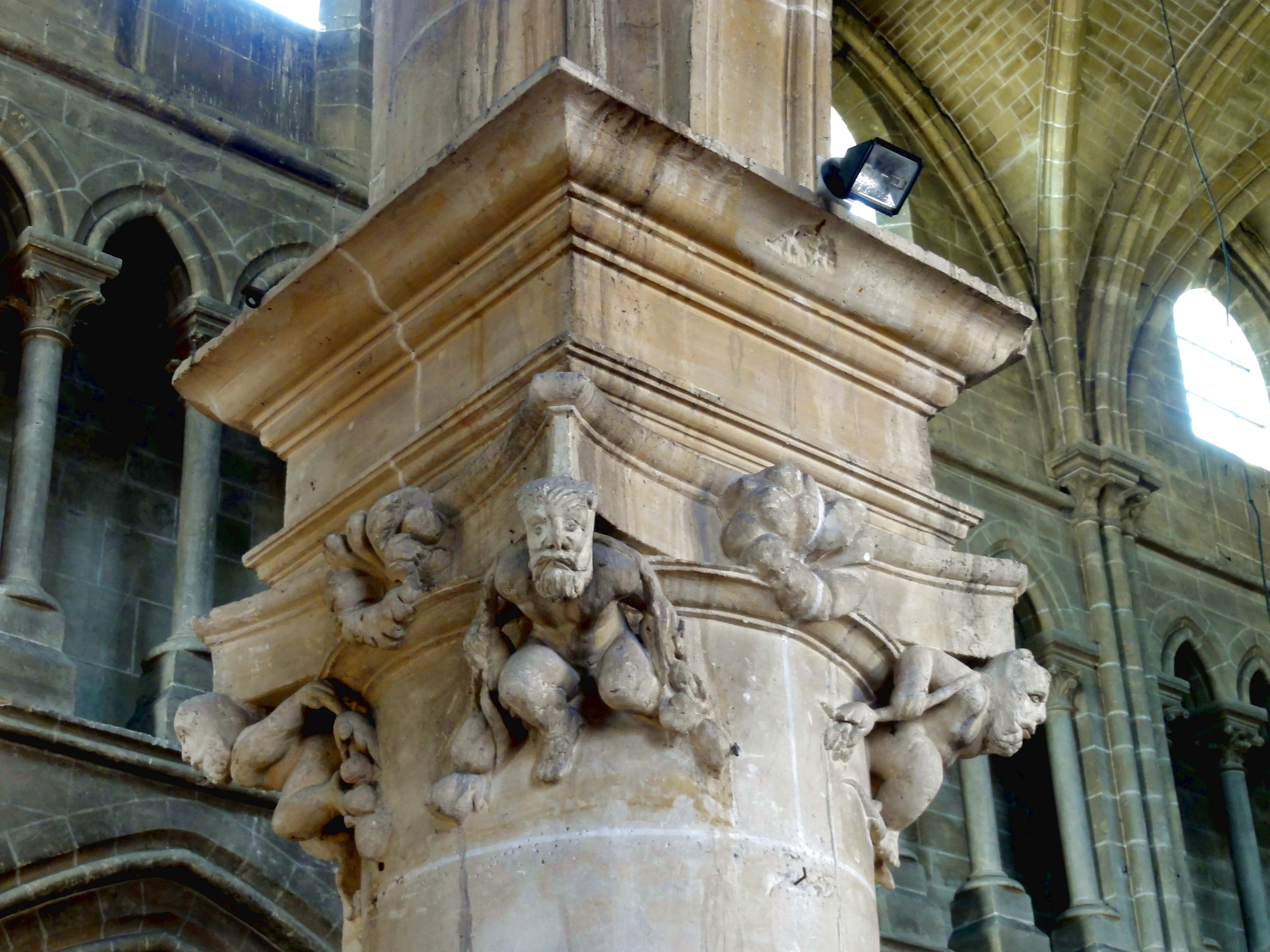
Collatéral, chapiteau du 3e pilier Renaissance.
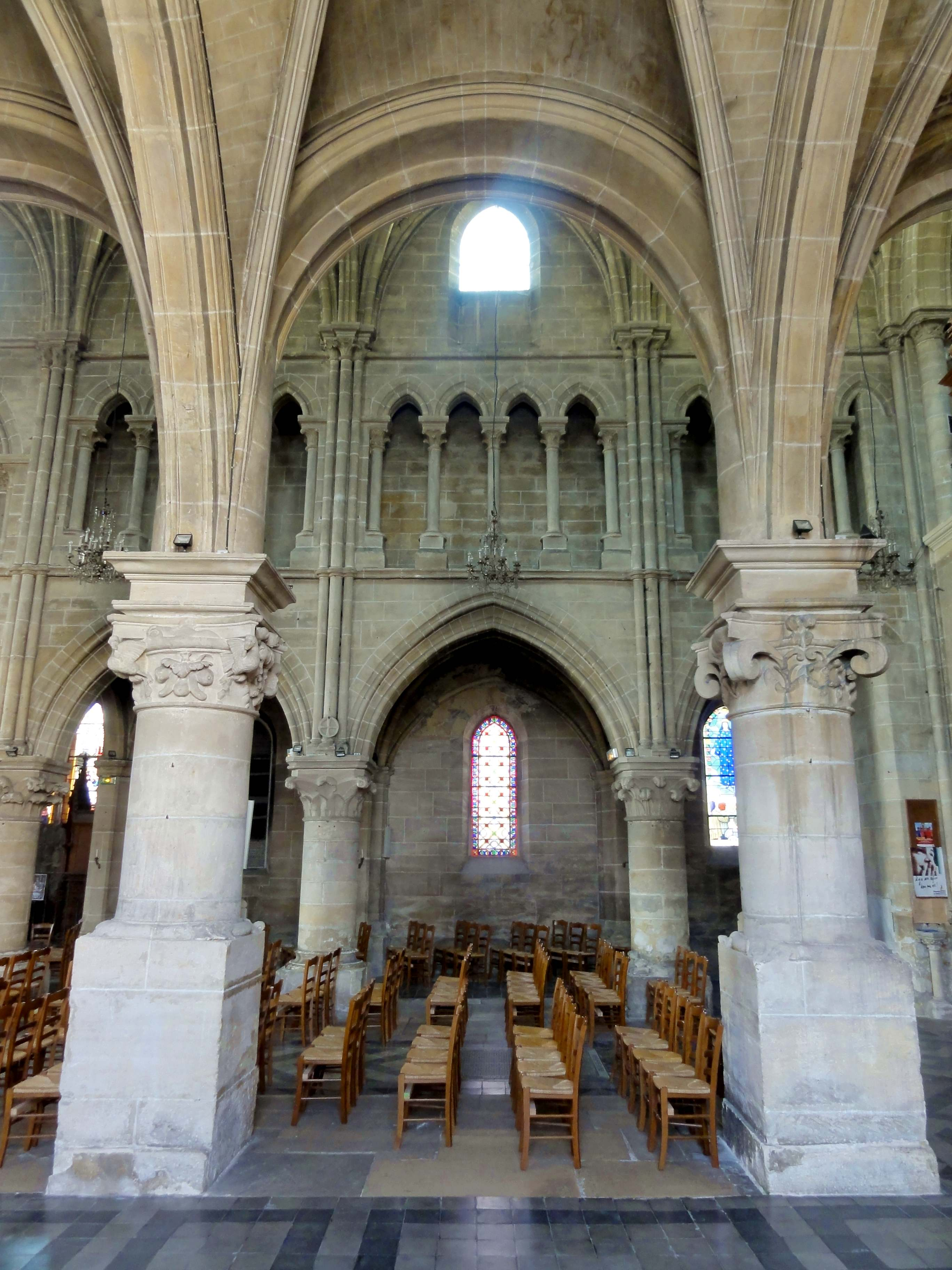
Collatéral nord, 3e travée, vue vers le sud.
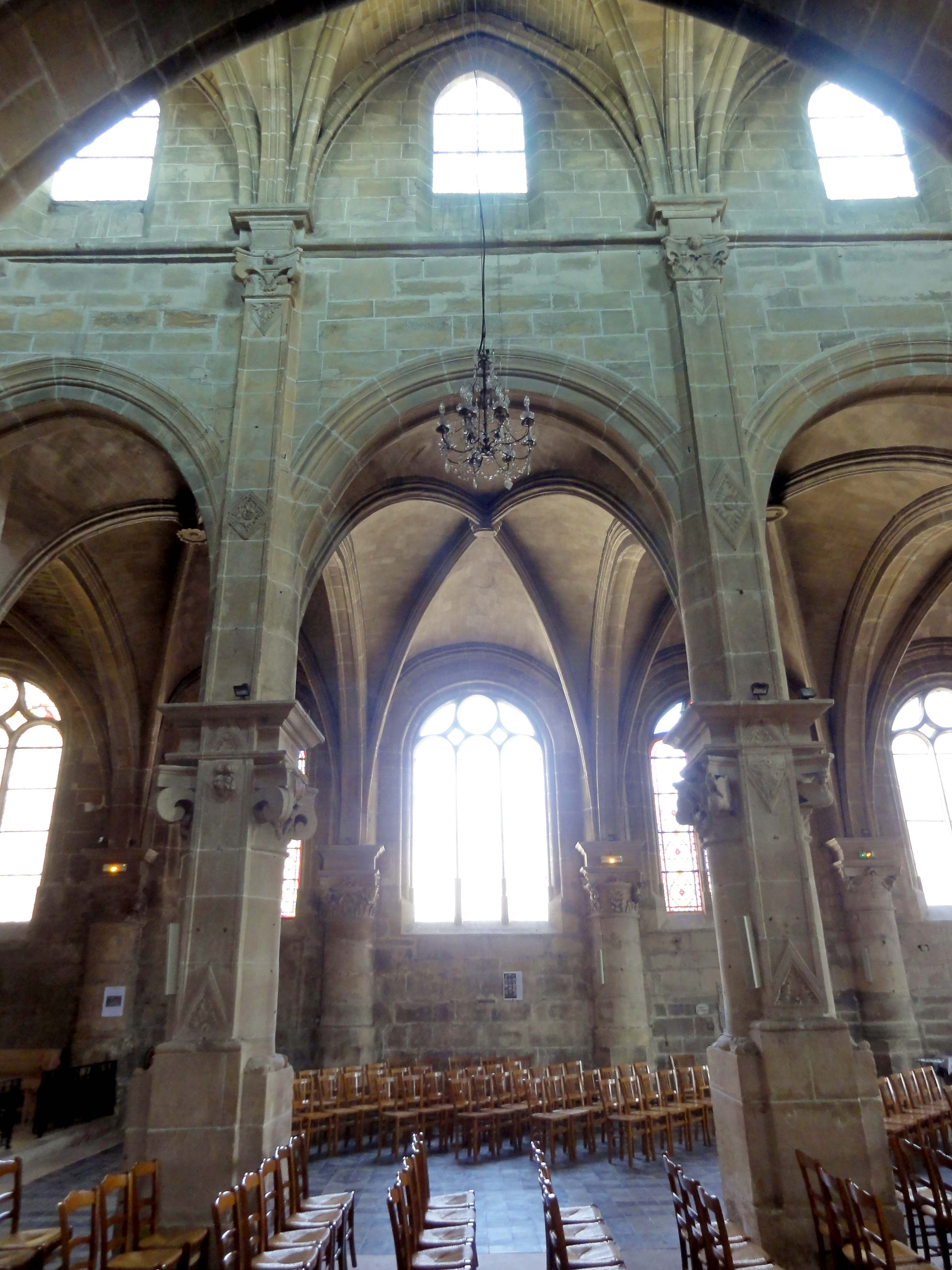
Nef, 3e travée, élévation nord.
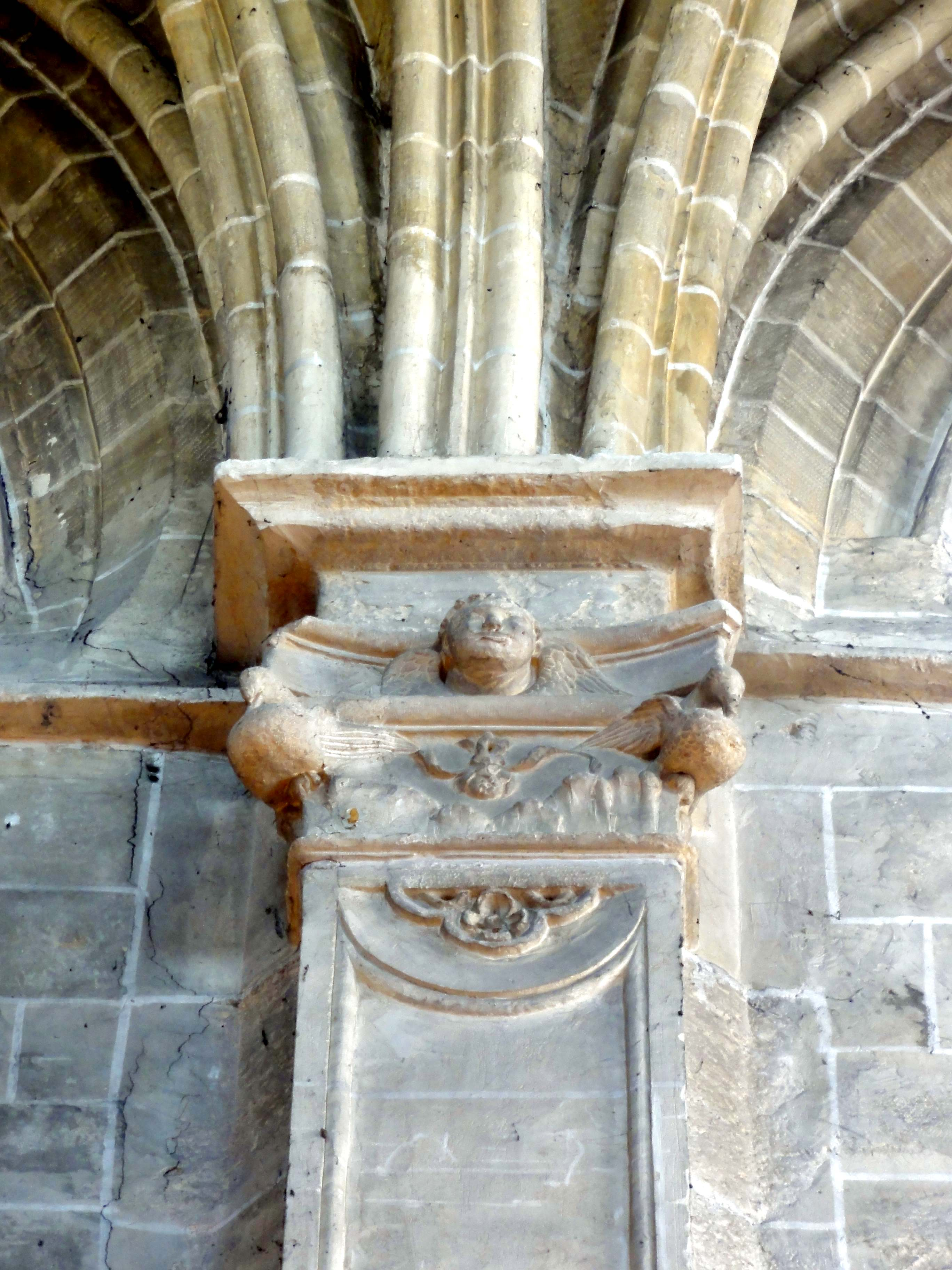
Chœur, pilastre du 1er doubleau, côté nord.
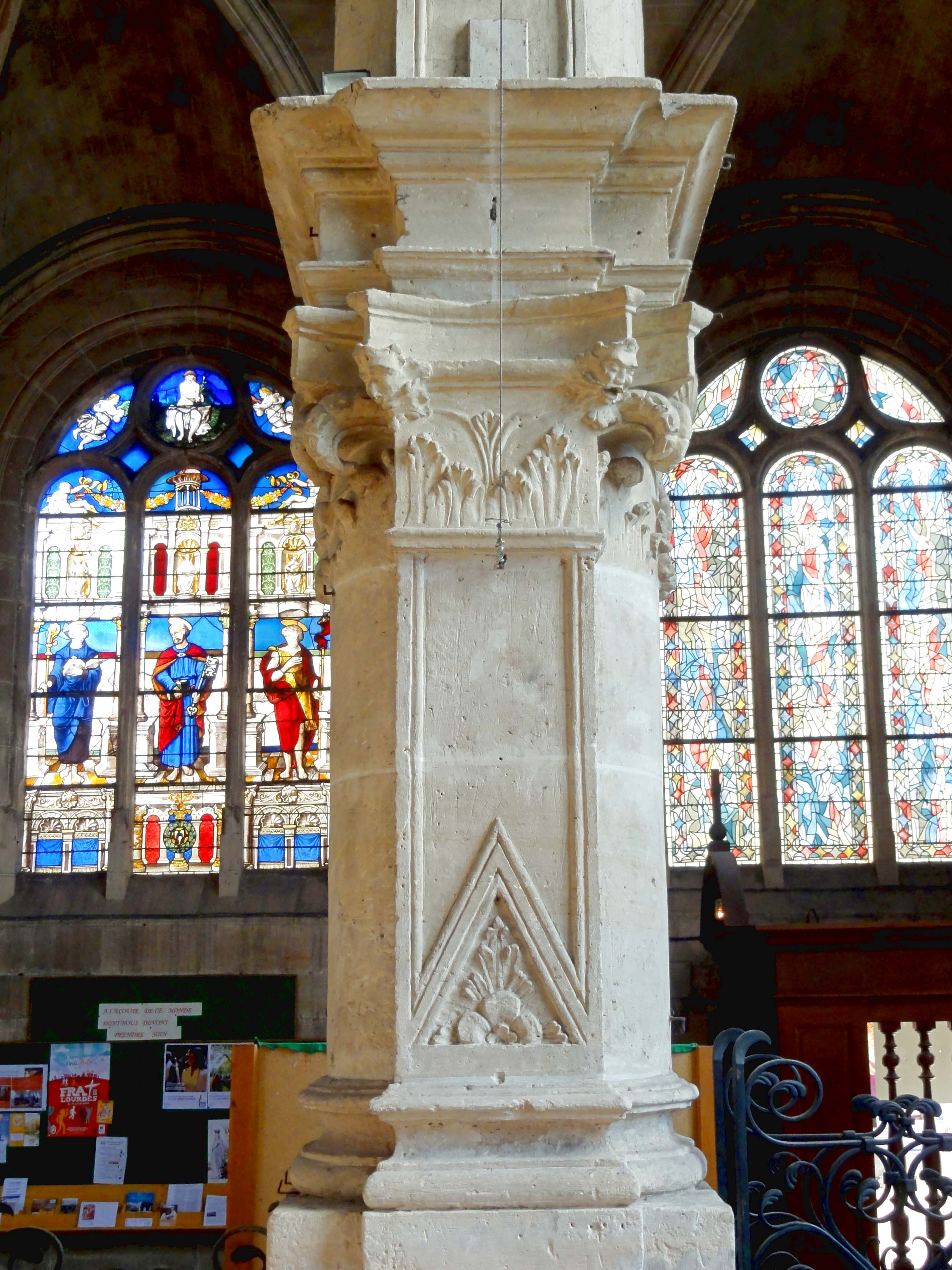
Chœur, dernier pilier libre du côté nord.
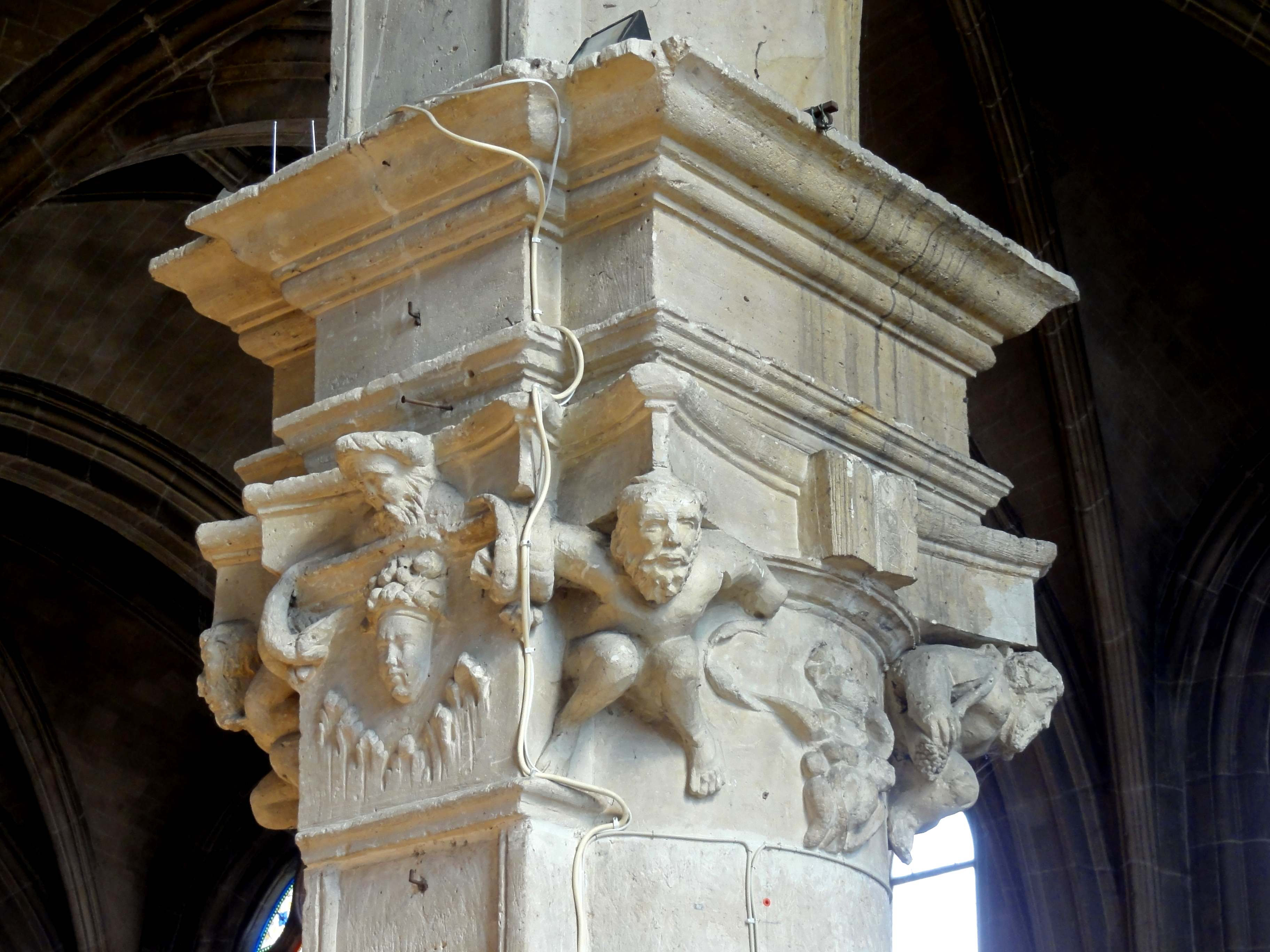
Chœur, chapiteau du 4e pilier Renaissance.

#### Nef

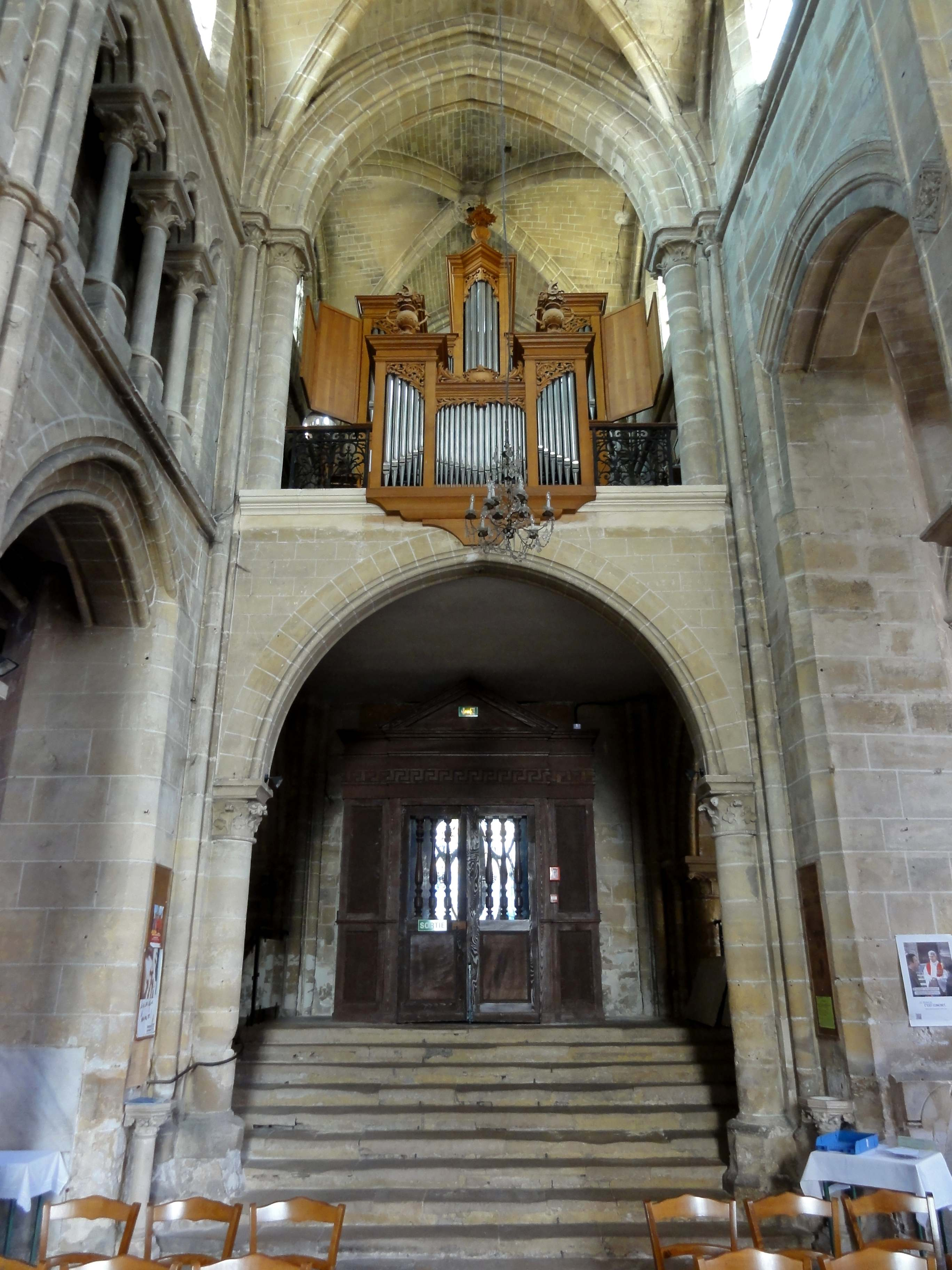
Nef, extrémité occidentale.

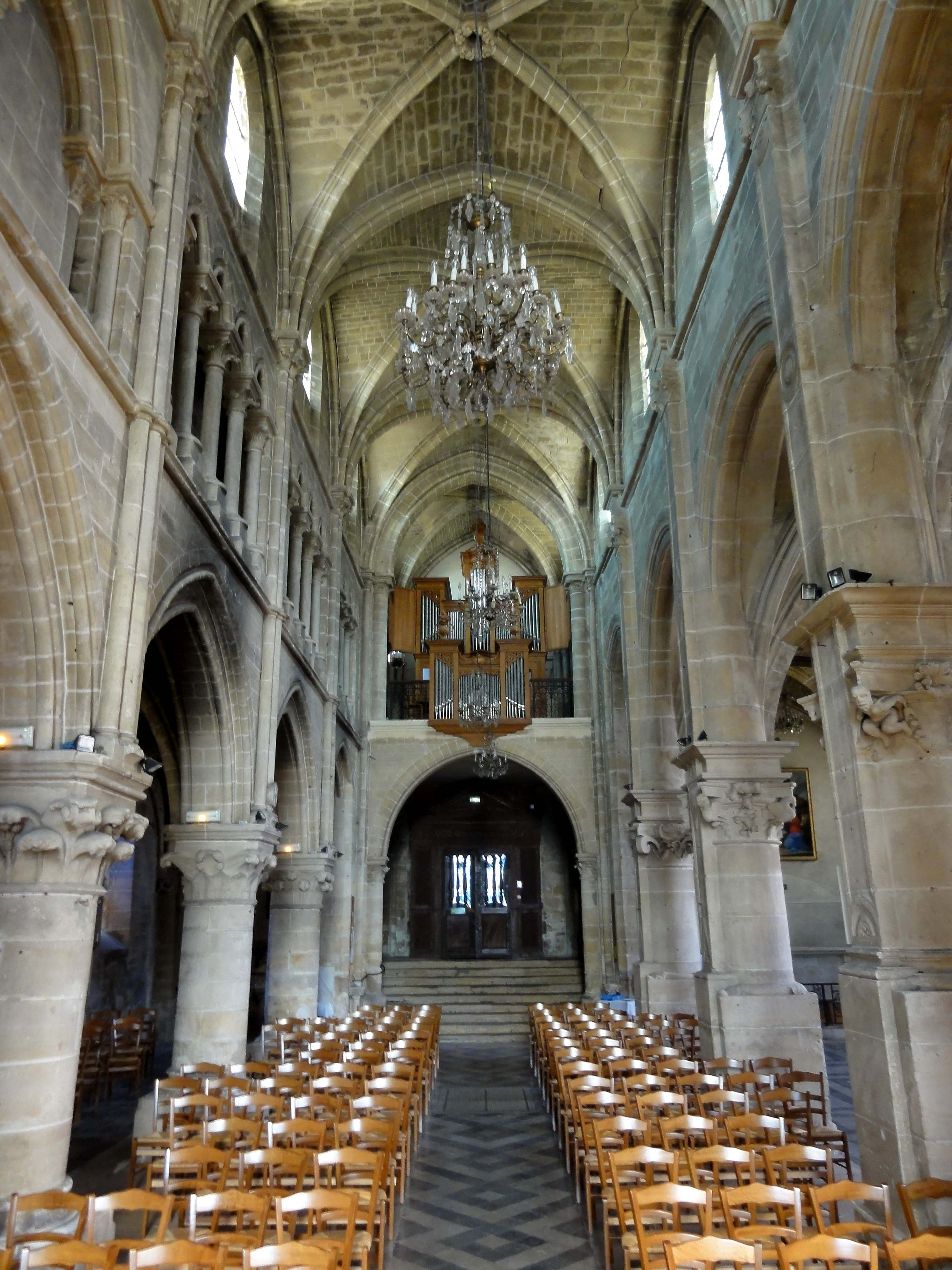
Nef, vue vers l'ouest.

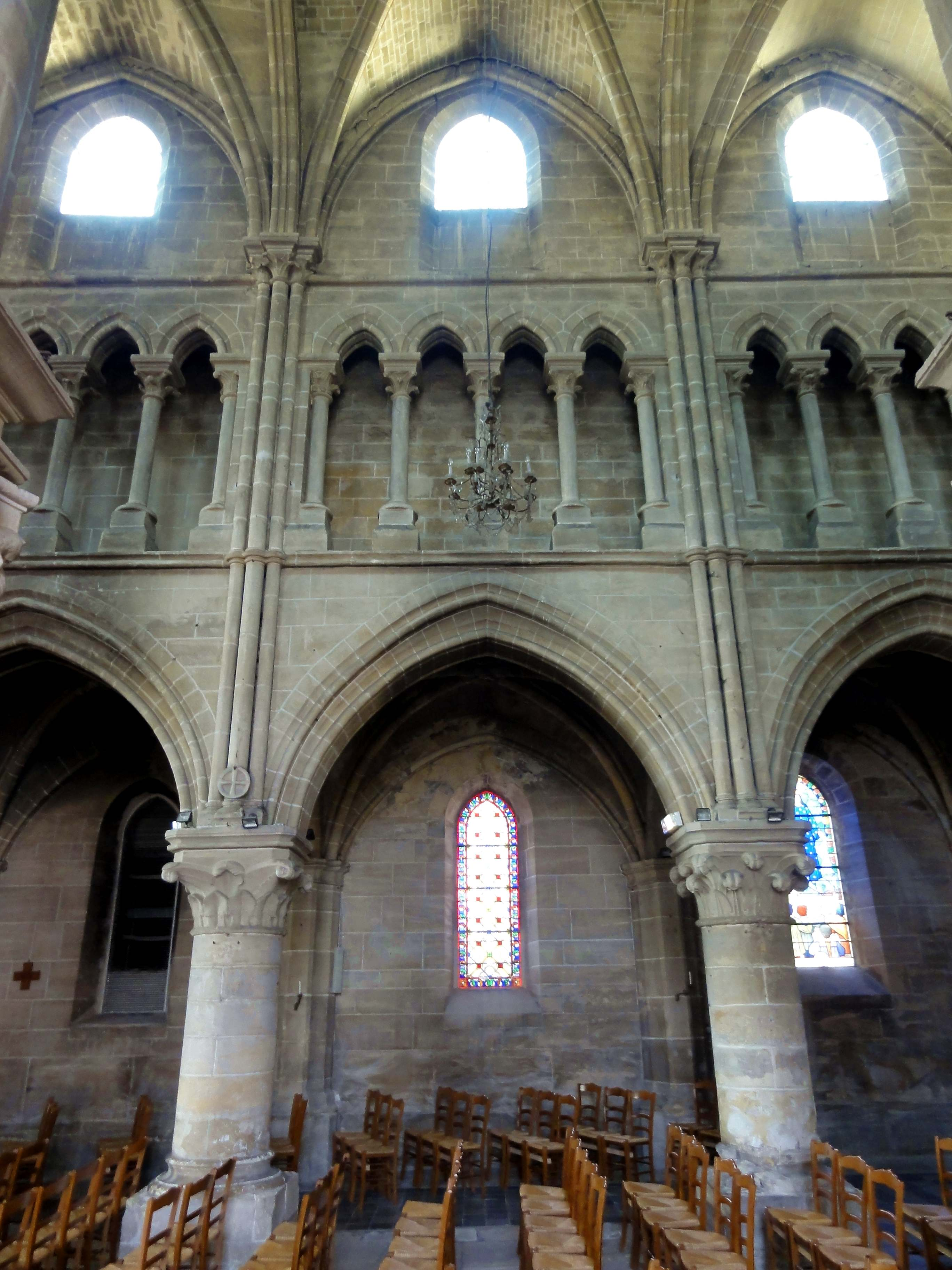
Nef, élévation sud.

La nef est lumineuse grâce aux fenêtres hautes sous la forme de larges mais courtes lancettes simples, et de proportions élancées, grâce à une hauteur au niveau des tailloirs des hautes-voûtes qui dépasse deux fois la largeur du vaisseau. Encore supérieure est la hauteur sous le sommet des hautes-voûtes, mais elle ne devrait en réalité pas dépasser les douze mètres, et ne paraît imposante que grâce à l'étroitesse relative du vaisseau, où l'on ne parvient à placer que quatre chaises de front de part et d'autre de l'allée centrale. La première travée, qui supporte le clocher, a toujours été différente des autres, et est séparée des travées suivantes par un doubleau renforcé, tel qu'on en trouve entre la nef et le chœur. Ce doubleau est à double rouleau. Le rang de claveaux supérieur est mouluré d'un tore de chaque côté, et le rang de claveau inférieur d'un méplat entre deux tores dégagés, ce qui est aussi le profil des grandes arcades, et un profil souvent employé pour les doubleaux autour de la croisée du transept. La retombée s'effectue sur les tailloirs carrés, à angles abattus, d'une forte colonnette pour un quart engagée dans un dosseret (ou pour moitié côté chœur), et de deux fines colonnettes, qui portent des chapiteaux sculptés de crochets. Comme différence entre les deux doubleaux renforcés, les fines colonnettes du premier supportent également une ogive et un arc formeret, alors qu'une colonnette supplémentaire leur est allouée devant le doubleau ouvrant sur le chœur. La tribune occidentale est moderne, ce qui explique que le narthex situé en dessous ne soit pas voûté d'ogives, contrairement à Lavilletertre. L'arcade occidentale de la tribune est collée entre les fortes colonnettes, qui ont été équipées de chapiteaux supplémentaires à sa retombée. Derrière les colonnettes, les deux piles orientales du clocher ont été remaniées et renforcées, mais l'on trouve encore la disposition primitive des supports au début du bas-côté sud. Tout le narthex est occupé par un escalier de neuf marches, ce qui évoque la basilique Notre-Dame-de-Bonne-Garde.
Les élévations latérales montrent une nette séparation entre les trois niveaux d'élévation grâce à des bandeaux moulurés d'un filet, d'un cavet et d'un tore. La moitié inférieure des élévations latérales incombe à l'étage des grandes arcades, et la moitié supérieure est partagée entre le triforium et l'étage des fenêtres hautes, qui se limite aux lunettes des voûtes et prend un peu moins de place que le triforium. Le profil des grandes arcades a déjà été signalé. Entre deux arcades, elles retombent sur les tailloirs carrés, aux angles abattus, de fortes colonnes monocylindriques appareillées en tambour, qui portent de gros chapiteaux de crochets. Le profil des tailloirs est analogue aux bandeaux qui apportent la scansion horizontale dans la nef. Les chapiteaux sont sculptés d'un ou deux rangs de crochets bien fouillés, associés à des fruits d'arum sur le troisième gros chapiteau, et d'un rang de feuilles de nénuphar en bas de la corbeille des deux premiers gros chapiteaux. Sous le premier chapiteau, l'astragale est torique ; sous les deux suivants, il est formé par un double chanfrein. Les bases se composent d'un petit tore, d'une scotie haute et profonde, et d'un gros tore inférieur très aplati, sans griffes d'angle. Les gros socles cubiques sont apparemment issus d'une restauration. Au début et à la fin des grandes arcades, les supports s'organisent de la même façon que ceux des doubleaux renforcées, et se compose donc d'une forte colonnette engagée entre deux fines colonnettes.
Les tailloirs des gros chapiteaux débordent vers le sud et vers le nord, et accueillent de ce côté une console et deux socles cubiques pour les faisceaux de trois colonnettes des hautes-voûtes. La colonnette médiane, correspondant aux doubleaux de la nef, est un peu plus forte que les autres, ce qui motive la console, qui permet un léger encorbellement. Les fûts sont bagués au niveau du premier bandeau horizontal. Ils portent les chapiteaux des nervures des voûtes au niveau du deuxième bandeau, et les tailloirs se situent donc un peu au dessus du bandeau, sauf dans la dernière travée, dont les parties hautes sont différentes. Dans la nef, les tailloirs des chapiteaux du deuxième ordre sont tous de plan carré, et sont tous disposés orthogonalement, ce qui n'est pas le cas dans le chœur. Les ogives des quatre premières travées sont formées par un tore en forme d'amande, dégagé par des gorges d'un bandeau en arrière-plan, et les clés de voûte portent des couronnes de feuillages, dont deux sont percées d'un trou au milieu. Les ogives de la dernière travée accusent une fine arête entre deux tores, et la clé de voûte est une couronne de feuillages flanquées de deux personnes en buste assez grandes, comme on peut en voir à Chars. En jugeant d'après la clé de voûte, cette dernière travée semble la plus ancienne.
Si jusque-là, on n'a pu constater que de vagues ressemblances avec la cathédrale Notre-Dame de Paris, il en va autrement du triforium de la cinquième travée, qui en est directement inspiré. Ce n'est en réalité qu'un triforium simulé, car les deux arcades sont murées, et une inspection des combles ne donne aucune trace d'une ancienne galerie. Le triforium simulé se compose d'un arc de décharge en arc brisé, qui retombe sur deux fines colonnettes en délit aux chapiteaux très effilés, et ceci par l'intermédiaire de tailloirs carrés au même profil que les autres et les bandeaux horizontaux, qui se poursuivent latéralement jusqu'aux colonnettes des voûtes. Sous l'arc de décharge, s'inscrivent deux arcades en arc brisé, qui sont également moulurées d'un tore (le reste est noyé dans les murs), et retombent ensemble sur trois colonnettes à chapiteaux plus fortes que les deux autres. L'on ignore pourquoi le triforium est différent dans les autres travées de la nef, où il est globalement analogue à celui du chœur. L'on peut seulement retenir que c'est dans la même travée que la voûte est elle aussi différente. Pour venir au triforium des quatre premières travées, il est dépourvu d'arcs de décharge, et se compose simplement de quatre arcades en arc brisé, qui sont moulurés d'un méplat entre deux tores comme les grandes arcades, et reposent sur les tailloirs carrés de cinq colonnettes à chapiteaux. Un triforium analogue existe dans les chœurs de Jouy-le-Moutier, Louveciennes et Sarcelles, ou avec seulement trois arcades, dans la nef de Marly-la-Ville.

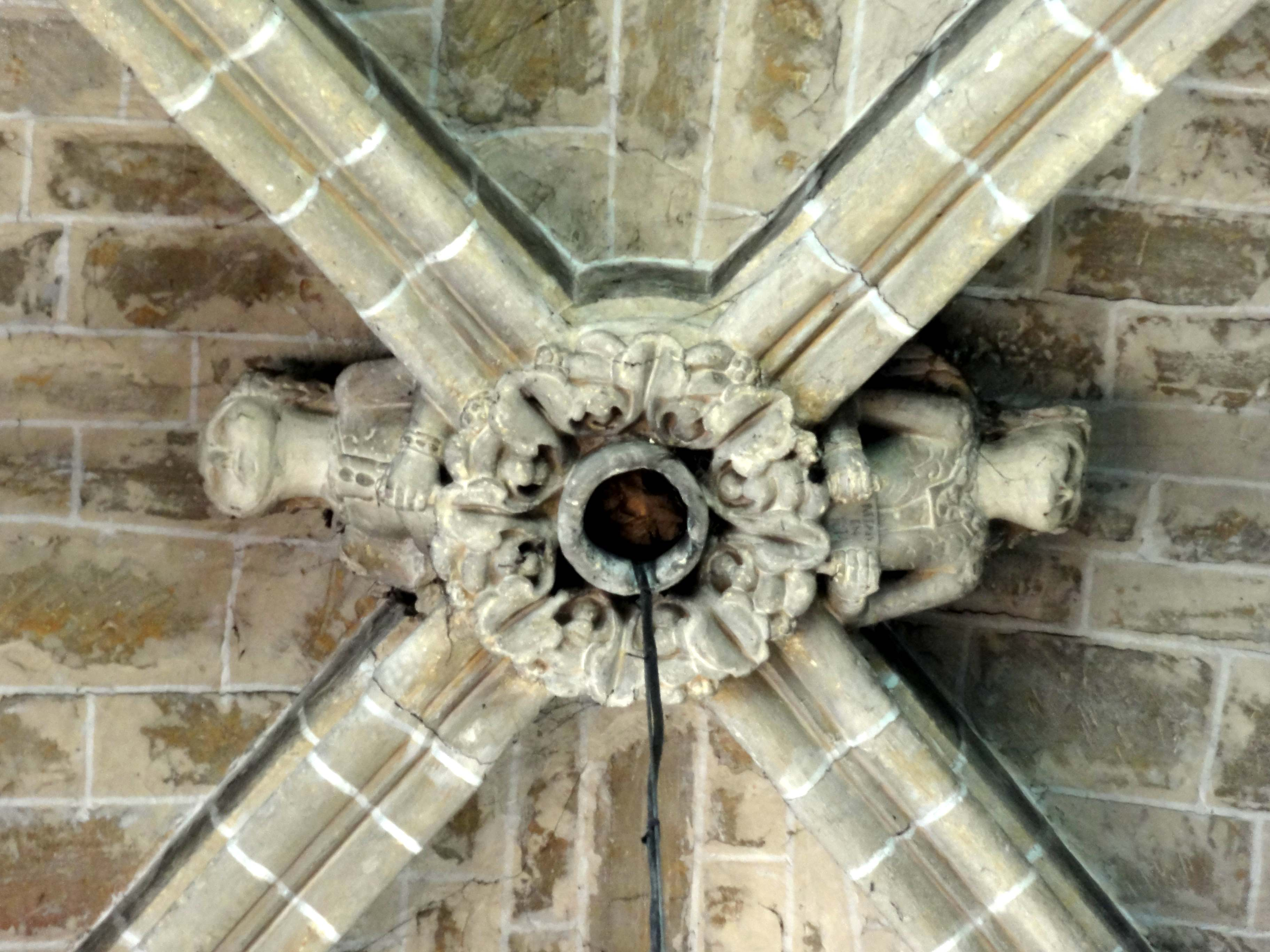
Clé de voûte de la 5e travée.
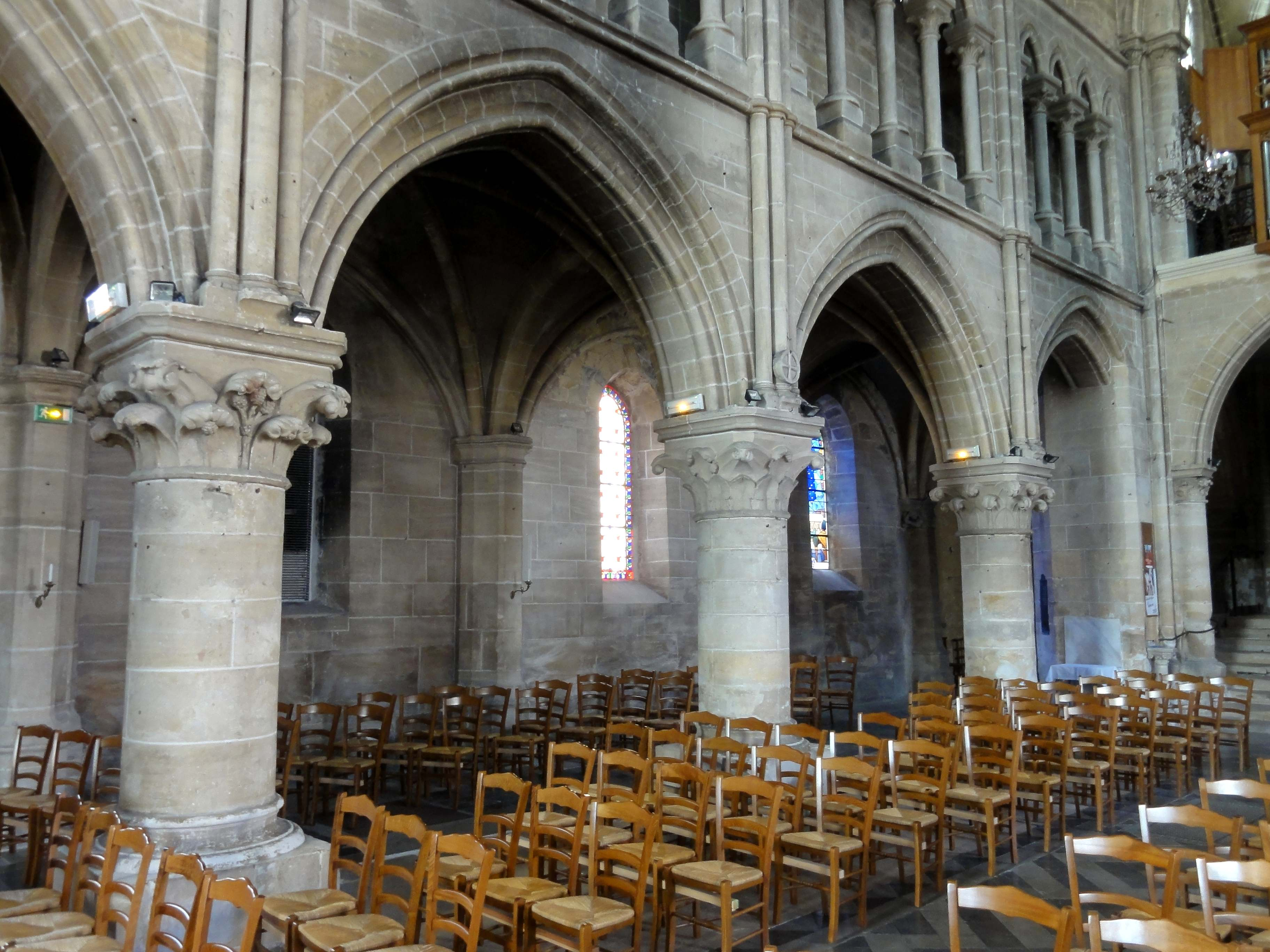
Grandes arcades du sud.
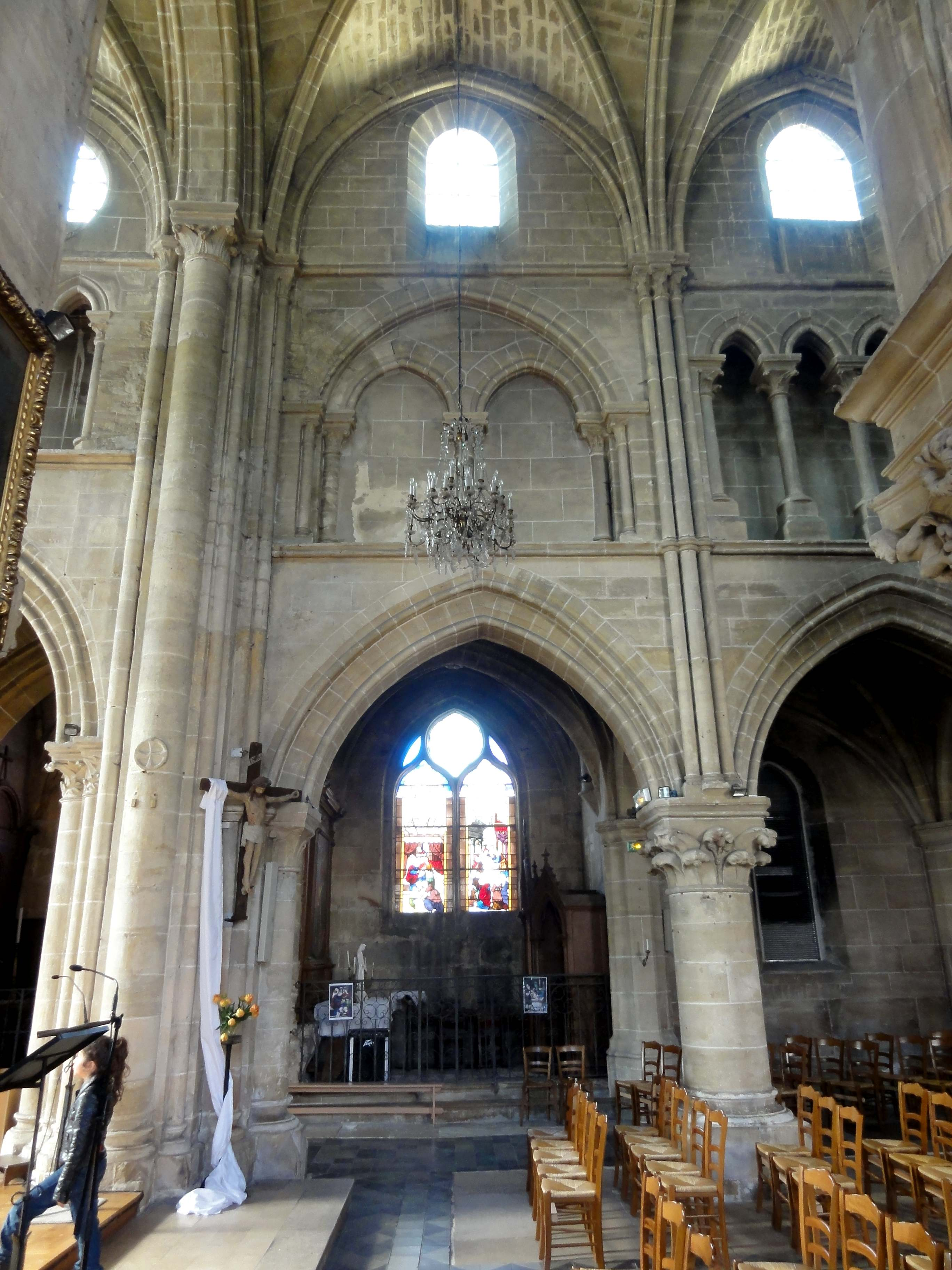
Dernière travée, élévation sud.
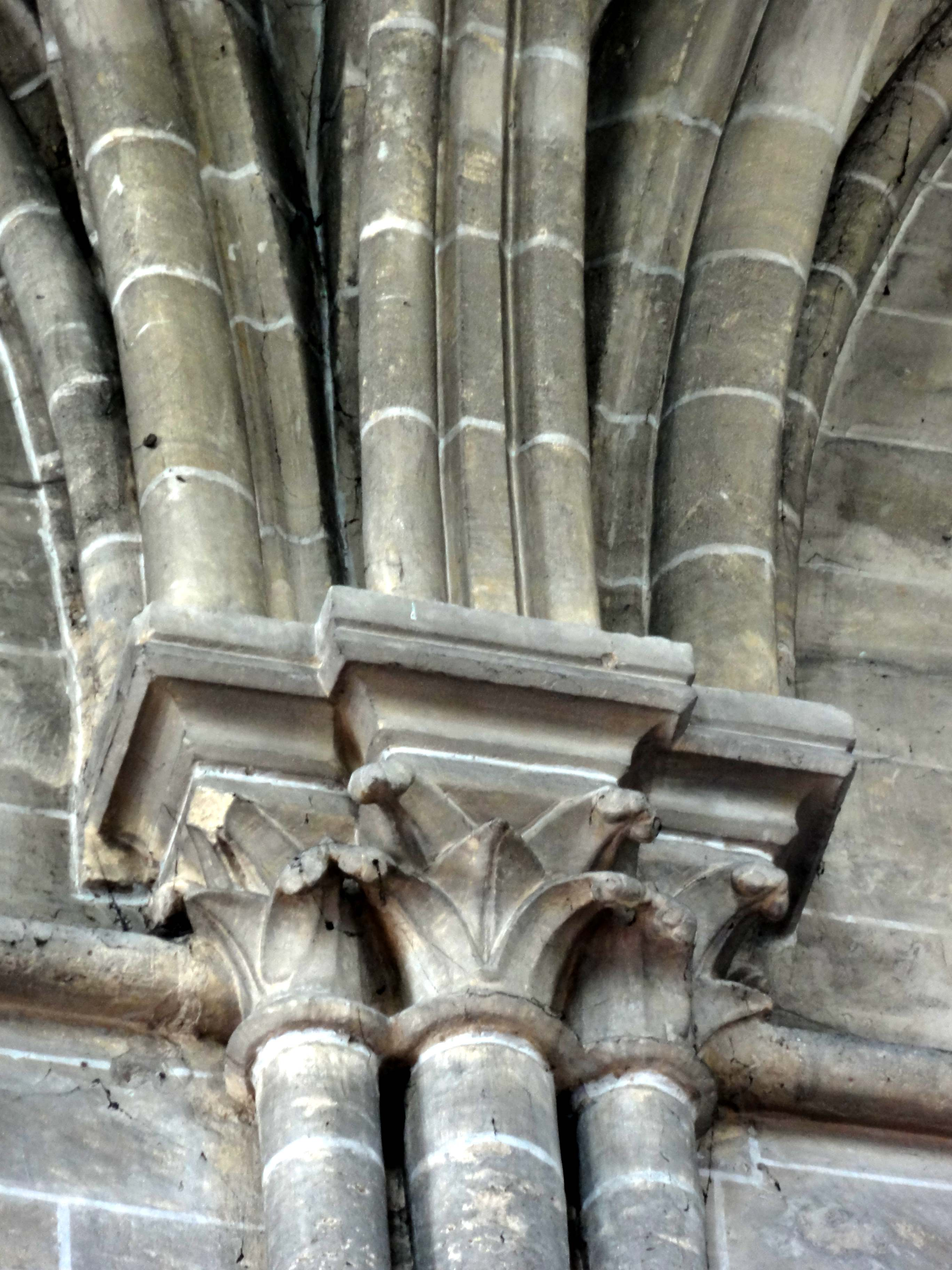
Chapiteaux du 2e ordre au sud du 2e doubleau.
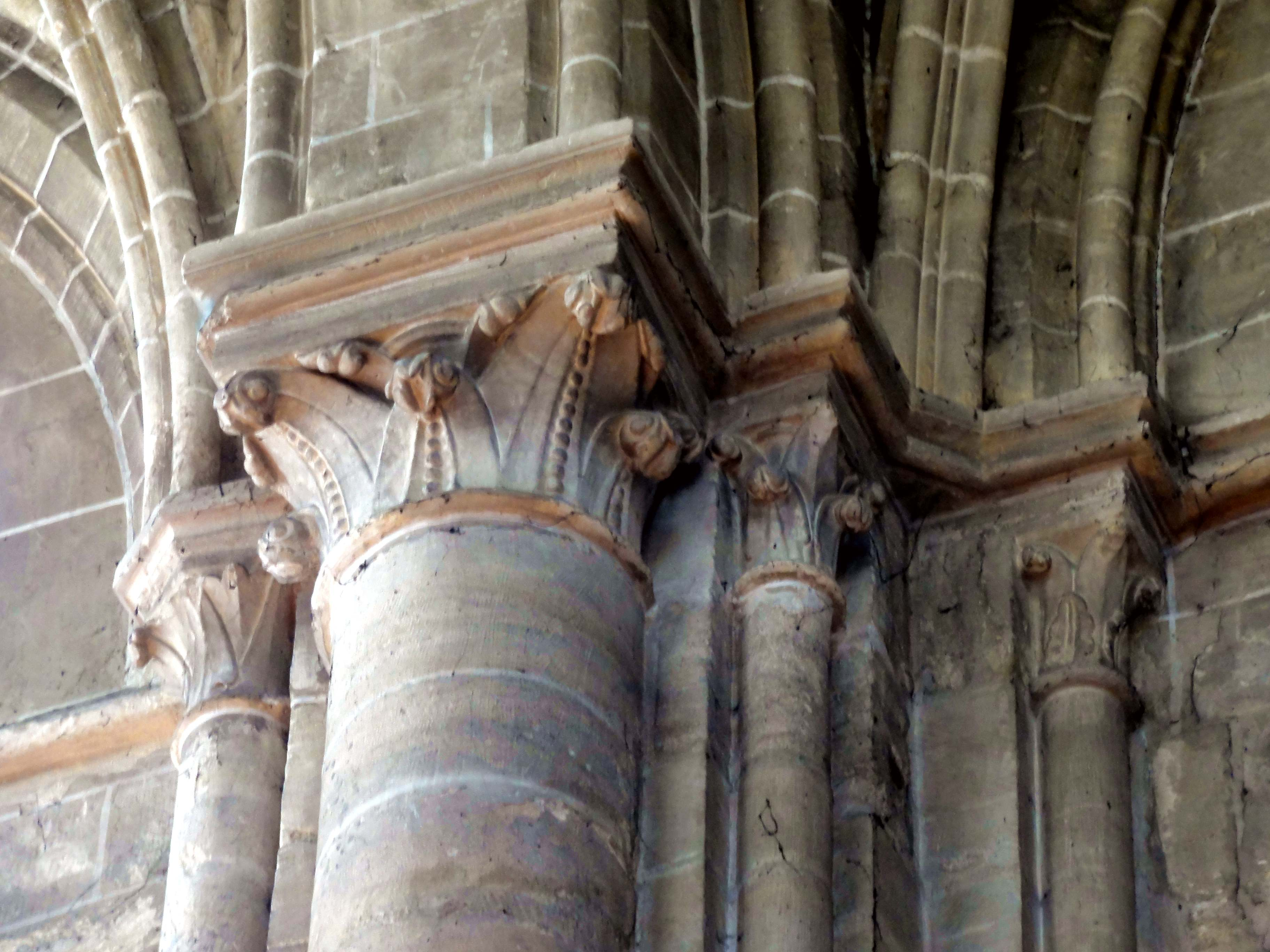
Chapiteaux du 2e ordre dans l'angle sud-est.
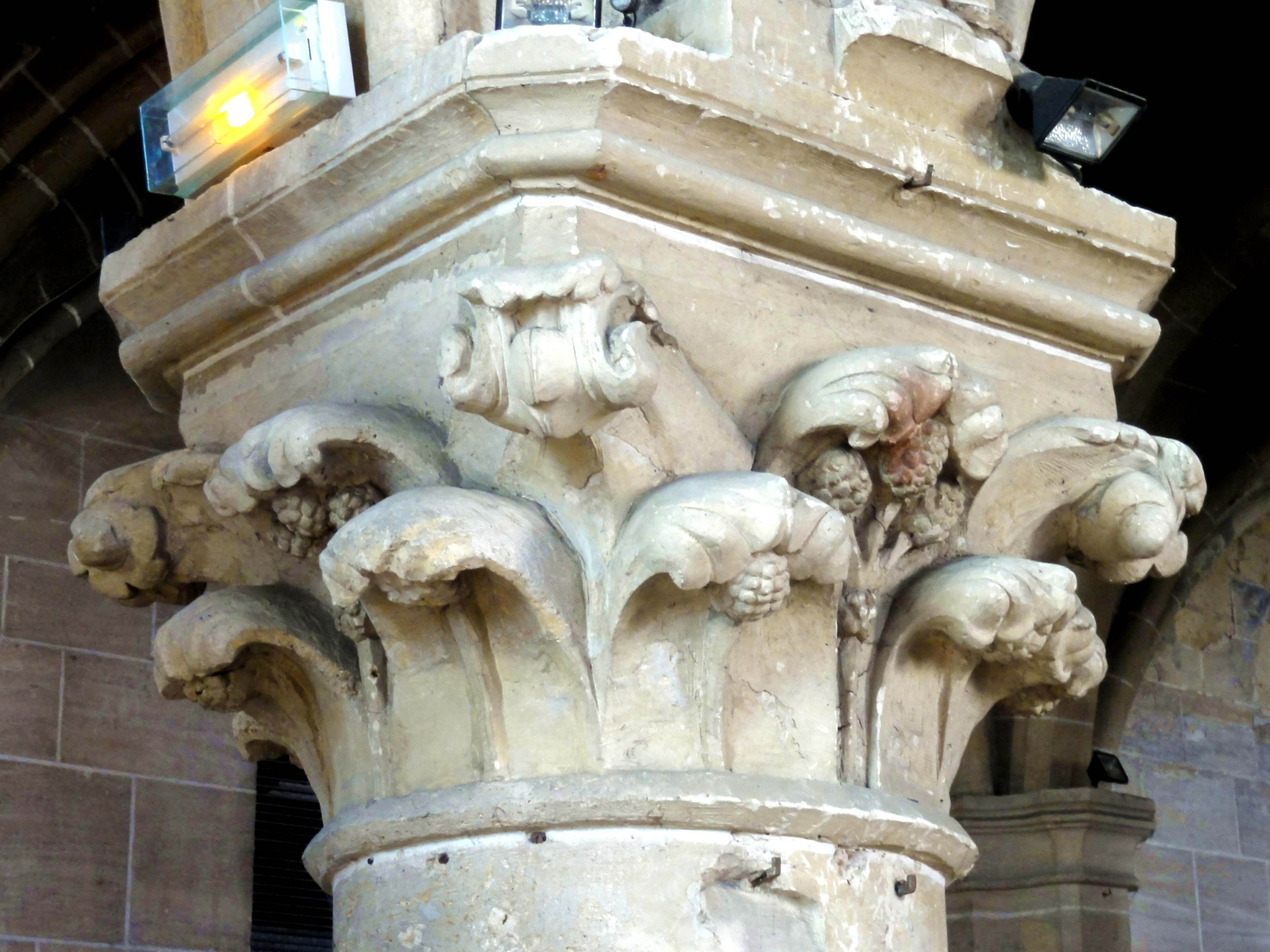
3e gros chapiteau des grandes arcades du sud.

#### Chœur

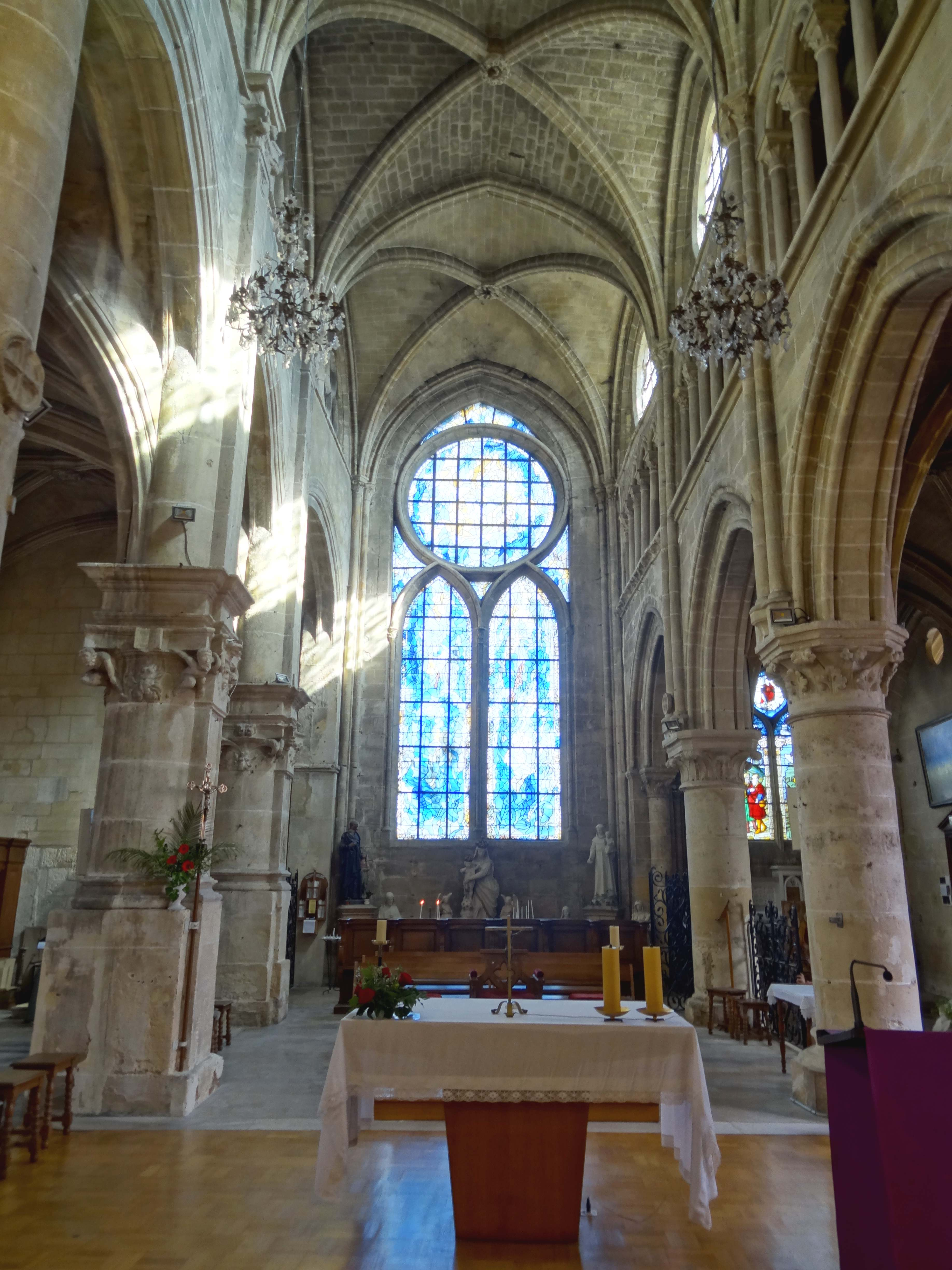
Chœur, vue vers l'est.

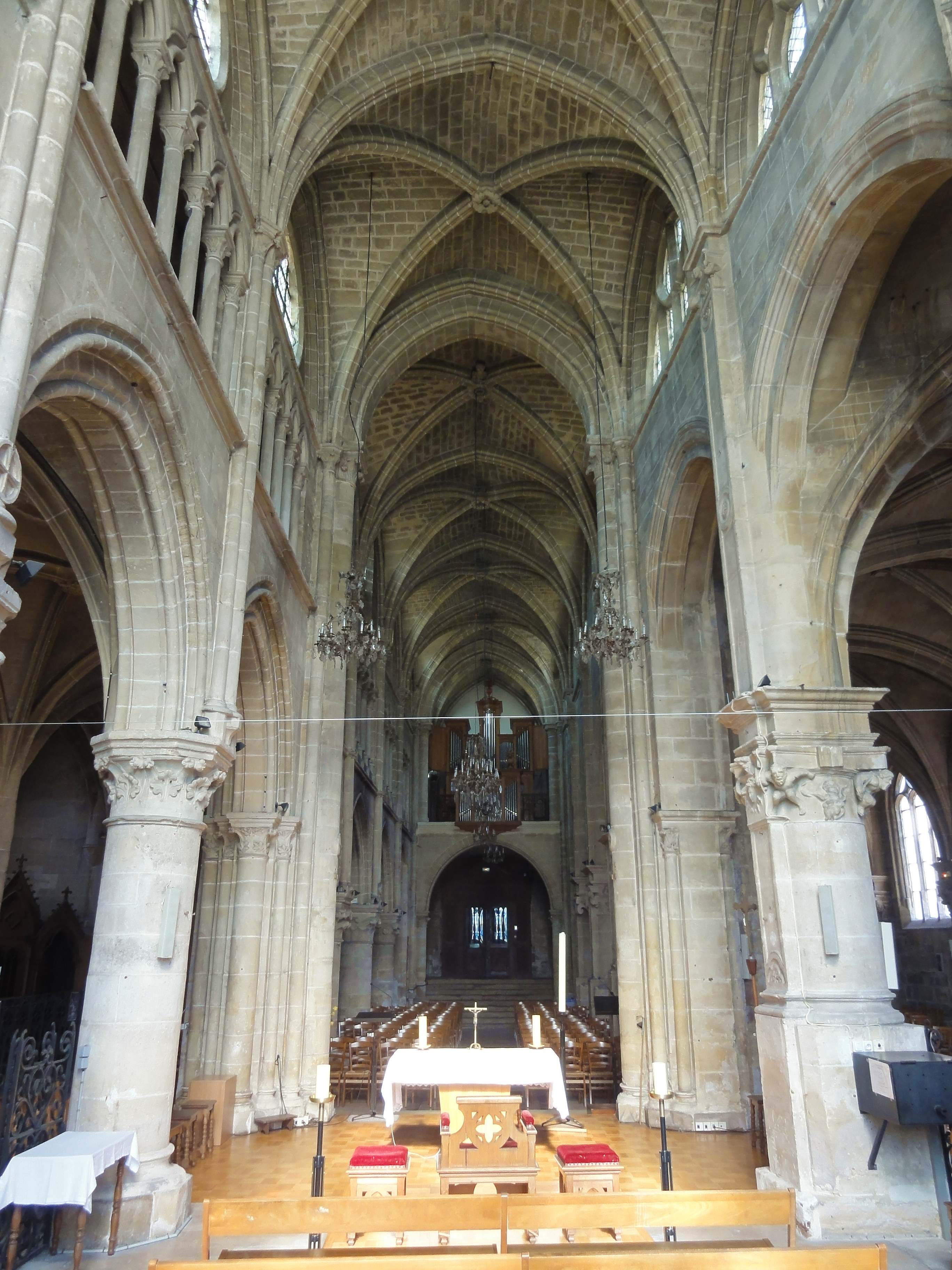
Chœur, vue vers l'ouest.

Le chœur de trois travées au chevet plat reprend largement des dispositions de la nef : ses élévations latérales s'organisent de la même manière, ses voûtes sont analogues aux quatre premières voûtes de la nef, et il en va de même des arcades du triforium. Cependant, il y a un certain nombre de différences de détail. Le premier des deux gros chapiteaux des grandes arcades du sud possède un tailloir octogonal, et est un peu moins volumineux que les autres. Le deuxième chapiteau ressemble pourtant de nouveau à ses homologues de la nef, où il a peut-être été récupéré lors de la reprise de l'élévation nord. Les grandes arcades sont d'environ 20 % plus élevées que dans la nef, ce qui va au détriment du triforium. Pour que ses arcades conservent les mêmes proportions et ne deviennent pas trop larges, leur nombre passe de quatre à six par travée. La première arcade du triforium de la première travée du chœur semble manquer. Comme déjà à l'est du doubleau renforcé au début de la nef, une seule colonnette dans les angles nord-ouest et sud-ouest monte du sol jusqu'à la retombée des hautes-voûtes, et accueille à la fois le rouleau supérieur du doubleau renforcé vers la nef, les formerets et les ogives. Le tailloir de son chapiteau est à angle abattu. La composition du pilier à l'intersection entre nef et chœur n'est donc pas symétrique. En plus, à la retombée des doubleaux intermédiaires, les tailloirs et chapiteaux réservés aux ogives sont implantés à 45° face aux ogives, ce qui est la disposition la plus fréquente à la première période gothique, qui a également été adoptée pour Notre-Dame de Paris. On peut signaler dans le même contexte la différence des piliers Renaissance au sud, qui a déjà été évoquée dans le contexte du collatéral nord, et consiste en la présence de pilastres devant les colonnes des grandes arcades.
Enfin, les fenêtres hautes sont également différentes. Au nord, elles occupent toute la place disponible entre les formerets et le bandeau qui délimite inférieurement l'étage des fenêtres hautes, et sont munies de réseaux flamboyant tardif, ou d'un curieux réseau constitué uniquement d'oculi dans la dernière travée. Au sud, les fenêtres hautes sont de grands oculi, comme dans les nefs de Frouville, Grisy-les-Plâtres (deux premières travées), Marly-la-Ville, Vallangoujard, et dans le chœur de Jouy-le-Moutier. L'authenticité de ces oculi n'est pas tout à fait assurée. La vaste baie du chevet mérite une mention spéciale. Elle occupe presque toute la largeur du mur, et toute sa hauteur à partir de la limite des allèges des autres fenêtres jusqu'au formeret. Son remplage, extrêmement simple, se compose seulement de deux lancettes en tiers-point surmontées d'un oculus. De la sorte, un écoinçon reste libre au-dessus de l'oculus. Les meneaux sont chanfreinés, mais sont précédés d'un fin tore, qui fusionne aux points de contact. Les tores portent des chapiteaux au niveau des impostes des lancettes. Cette fenêtre n'a son équivalent qu'à Cambronne-lès-Clermont et Jouy-le-Moutier, où l'on dénombre trois lancettes surmontées respectivement d'un trilobe et de trois oculi, et Cormeilles-en-Vexin, où le réseau est également plus complexe, et la fenêtre surmontée d'une deuxième. En plus des tores de son remplage, la baie est entourée d'un tore retombant sur de fines colonnettes à chapiteaux, qui remplit en même temps le rôle du formeret, mais semble issu de la même campagne que la fenêtre. Comme déjà mentionné, elle ne date pas d'origine, mais plutôt du début du XIVe siècle, et se substitue certainement à un chevet à plusieurs niveaux d'élévation, dont Précy-sur-Oise et Viarmes fournissent de bels exemples correspondant à la période de construction au premier quart du XIIIe siècle¨. L'on peut certainement exclure l'hypothèse d'une coursière ou d'un triforium, dont ne reste aucune trace, et qui supposerait un mur plus épais dans ses parties basses,.

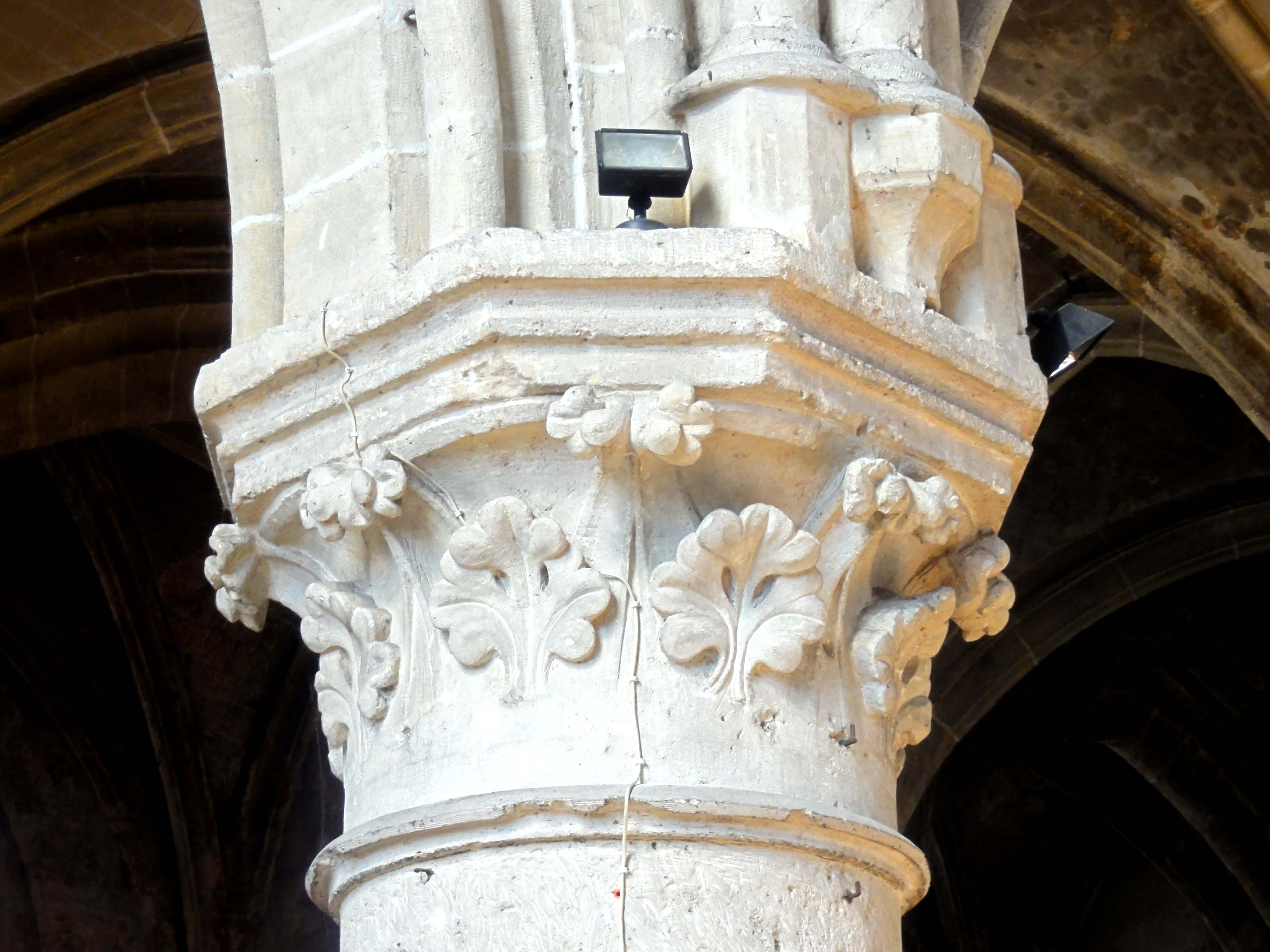
Chapiteau du 1er pilier des grandes arcades du sud.
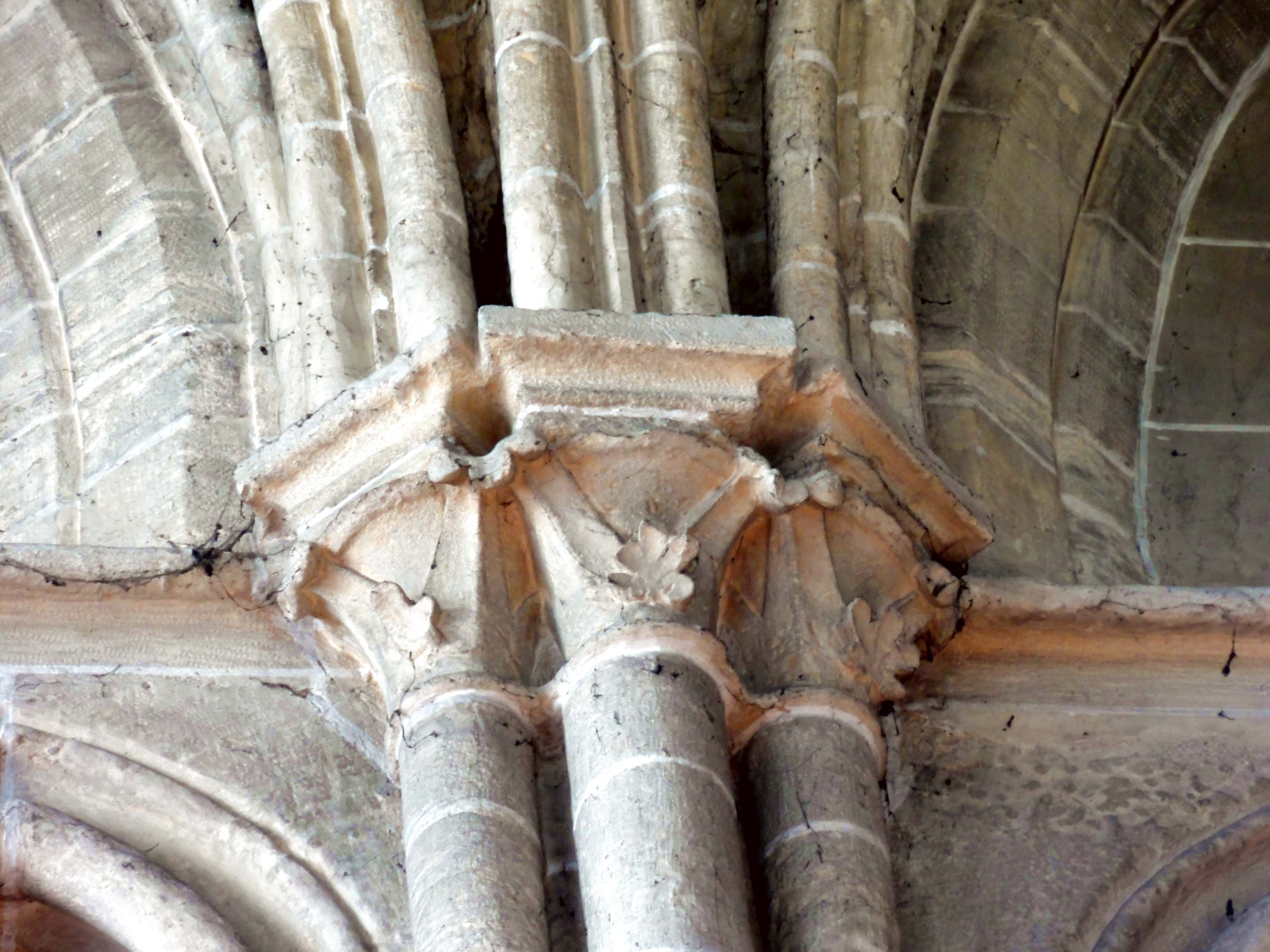
Chapiteaux du 2e ordre côté sud.
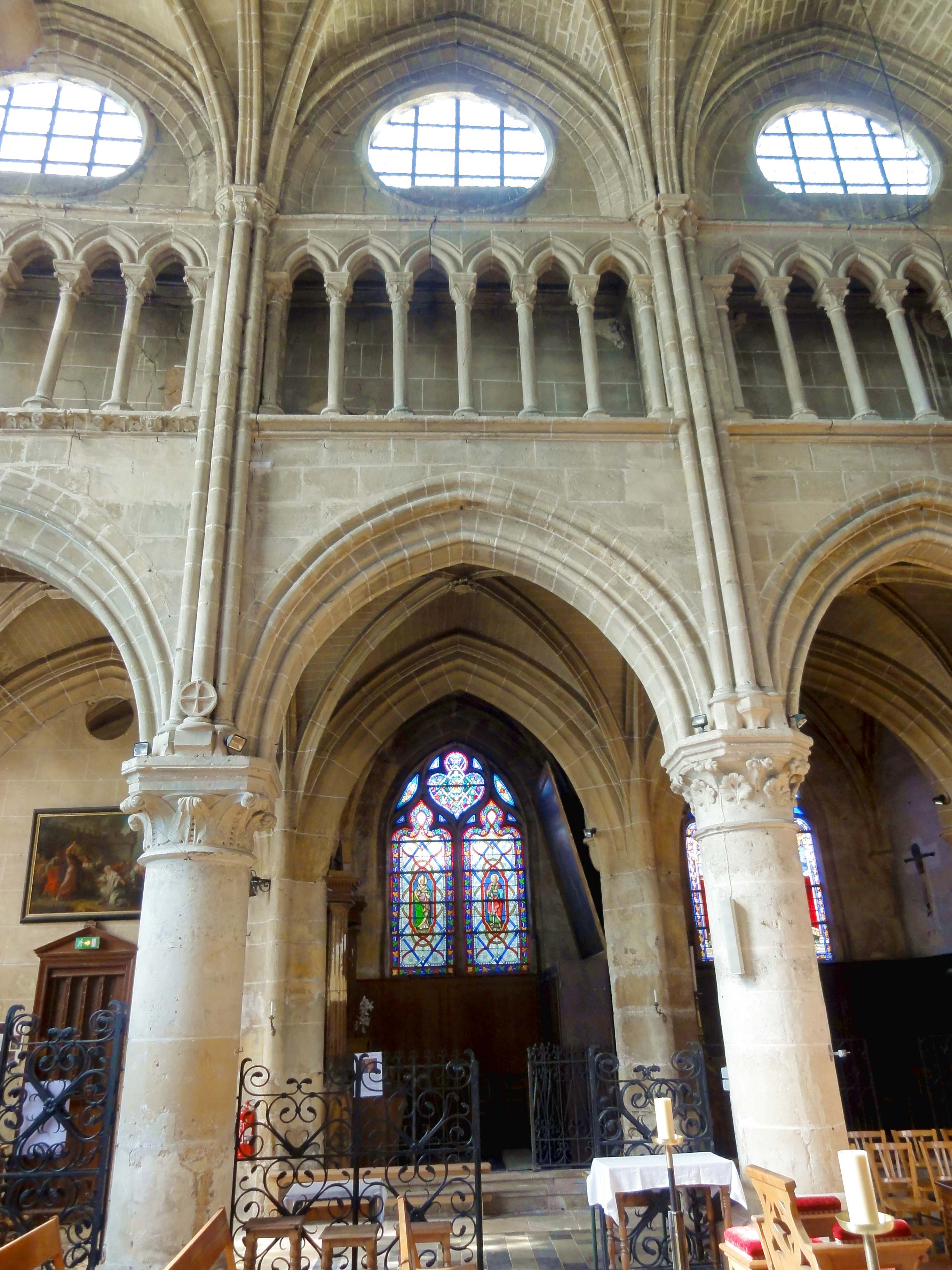
2e travée, élévation sud.
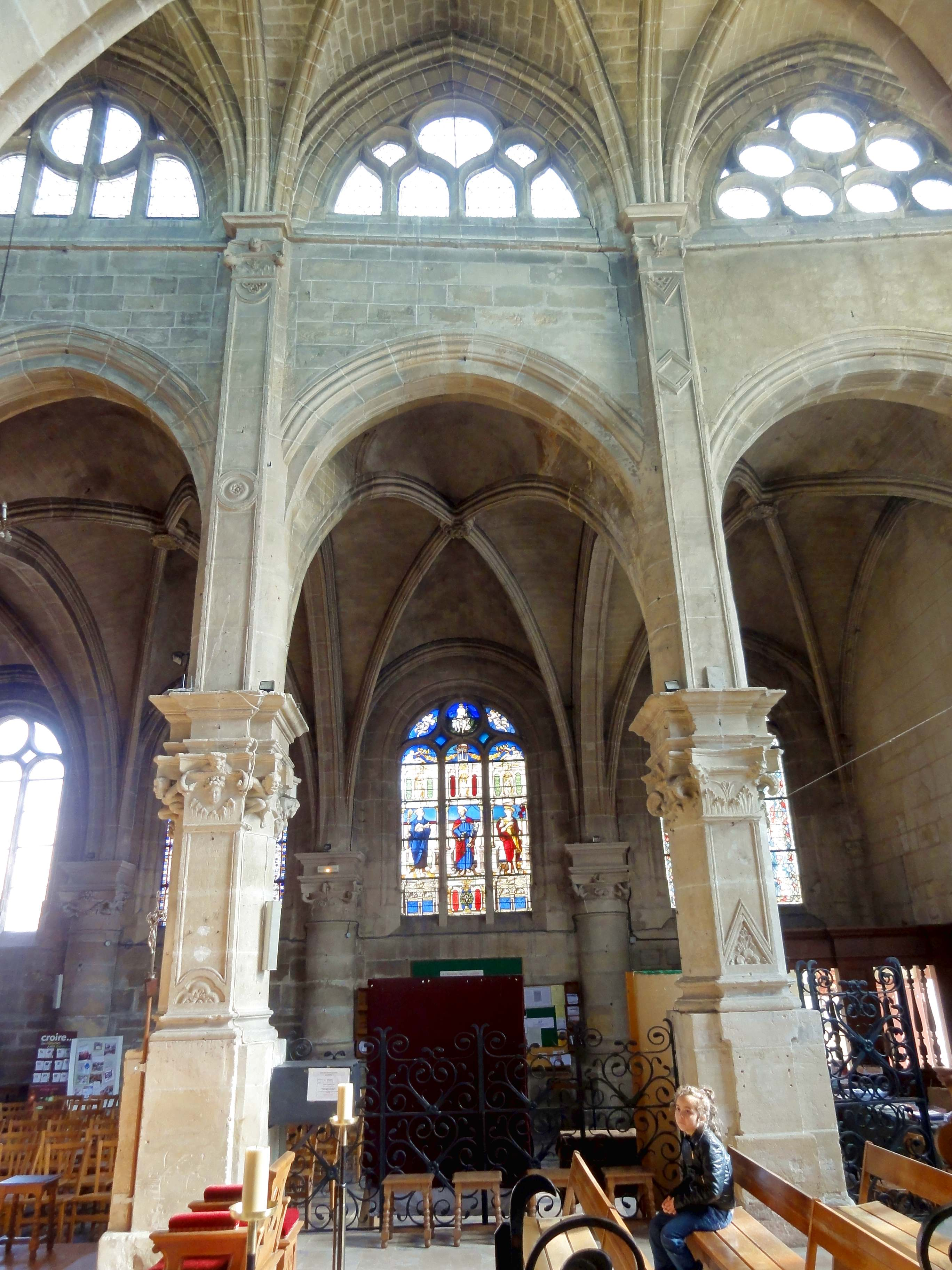
2e travée, élévation nord.
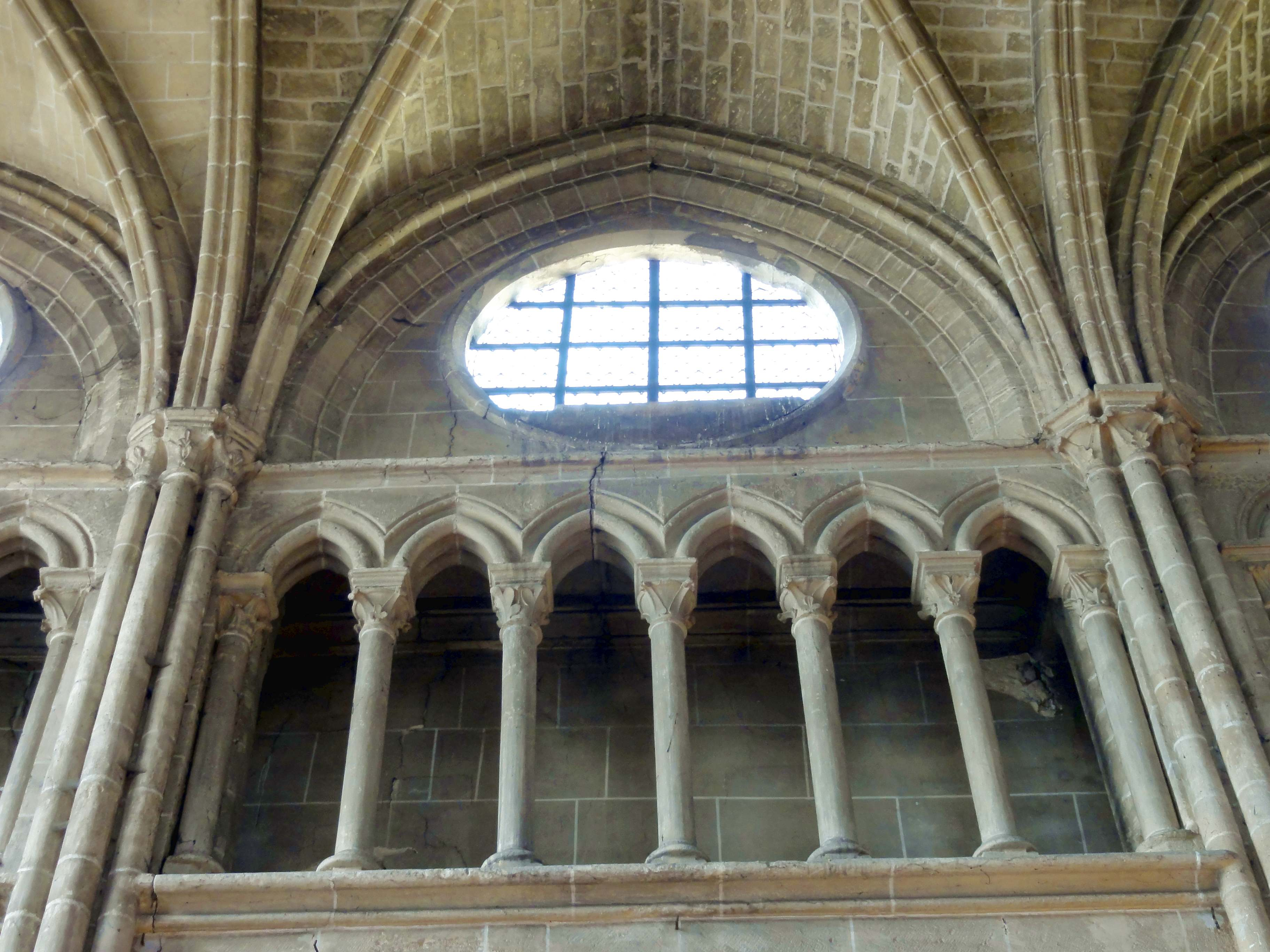
2e travée, parties hautes côté sud.
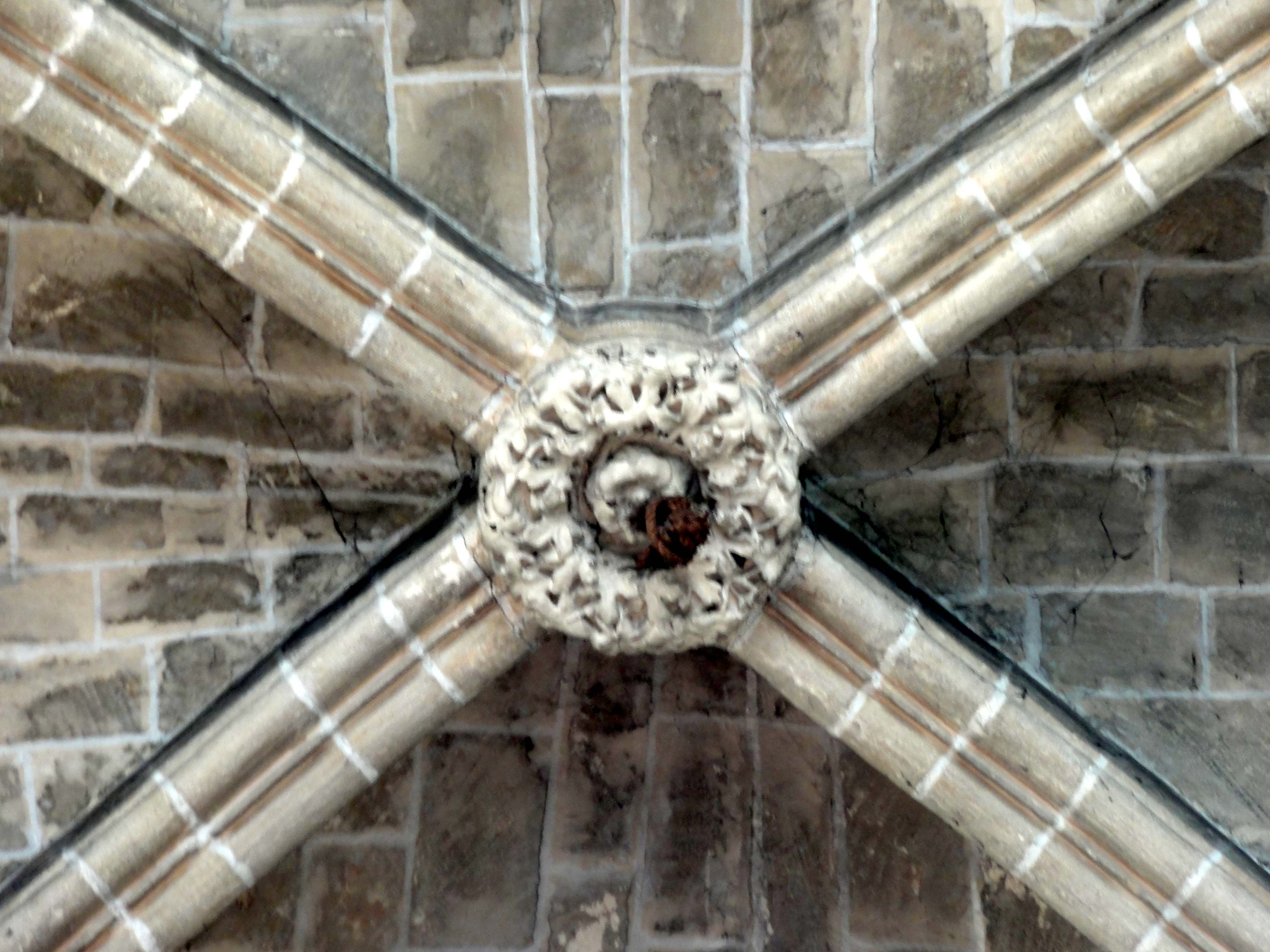
Clé de voûte de la 2e travée.

#### Bas-côté sud gothique

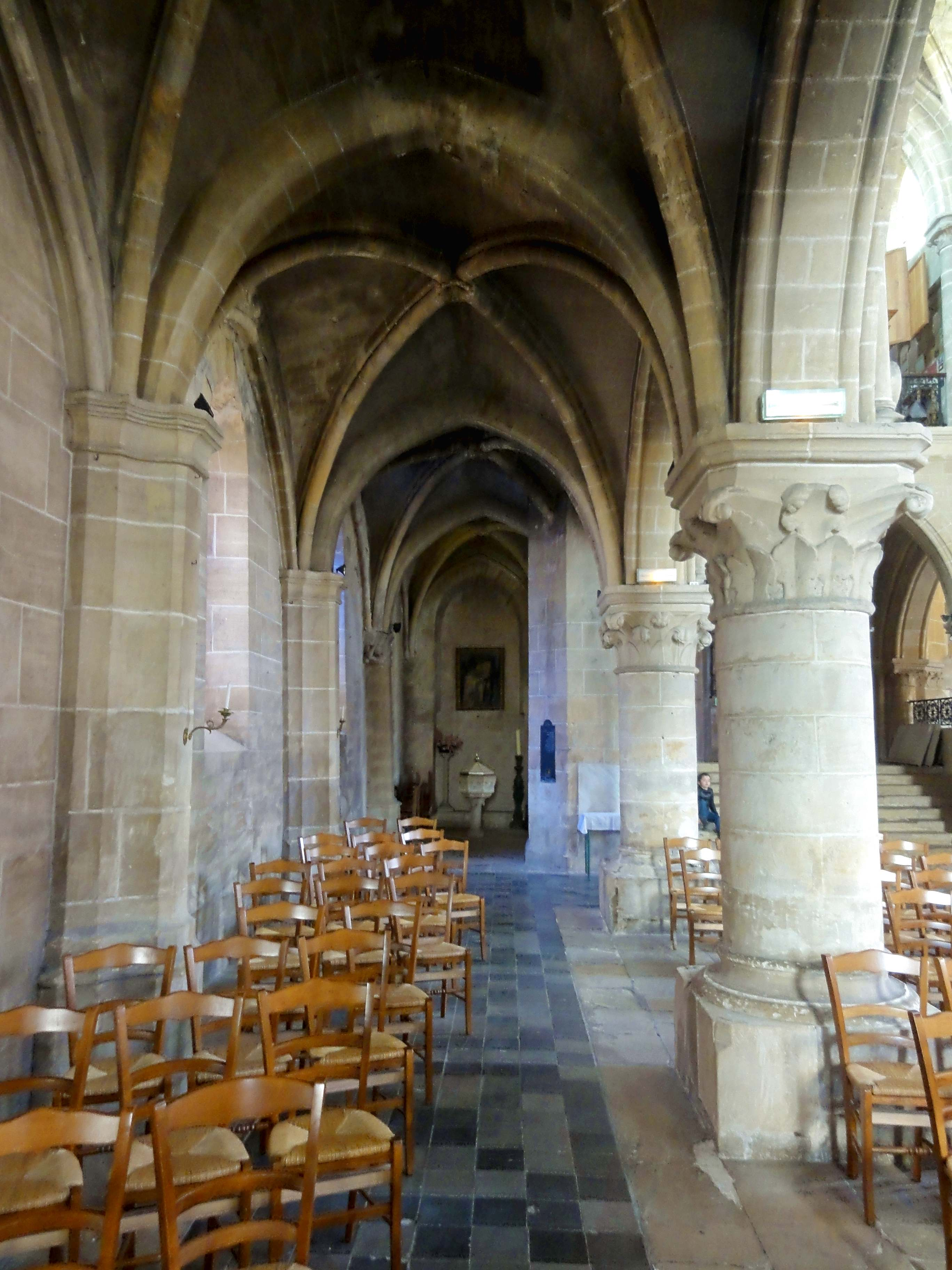
4e travée, vue vers l'ouest.

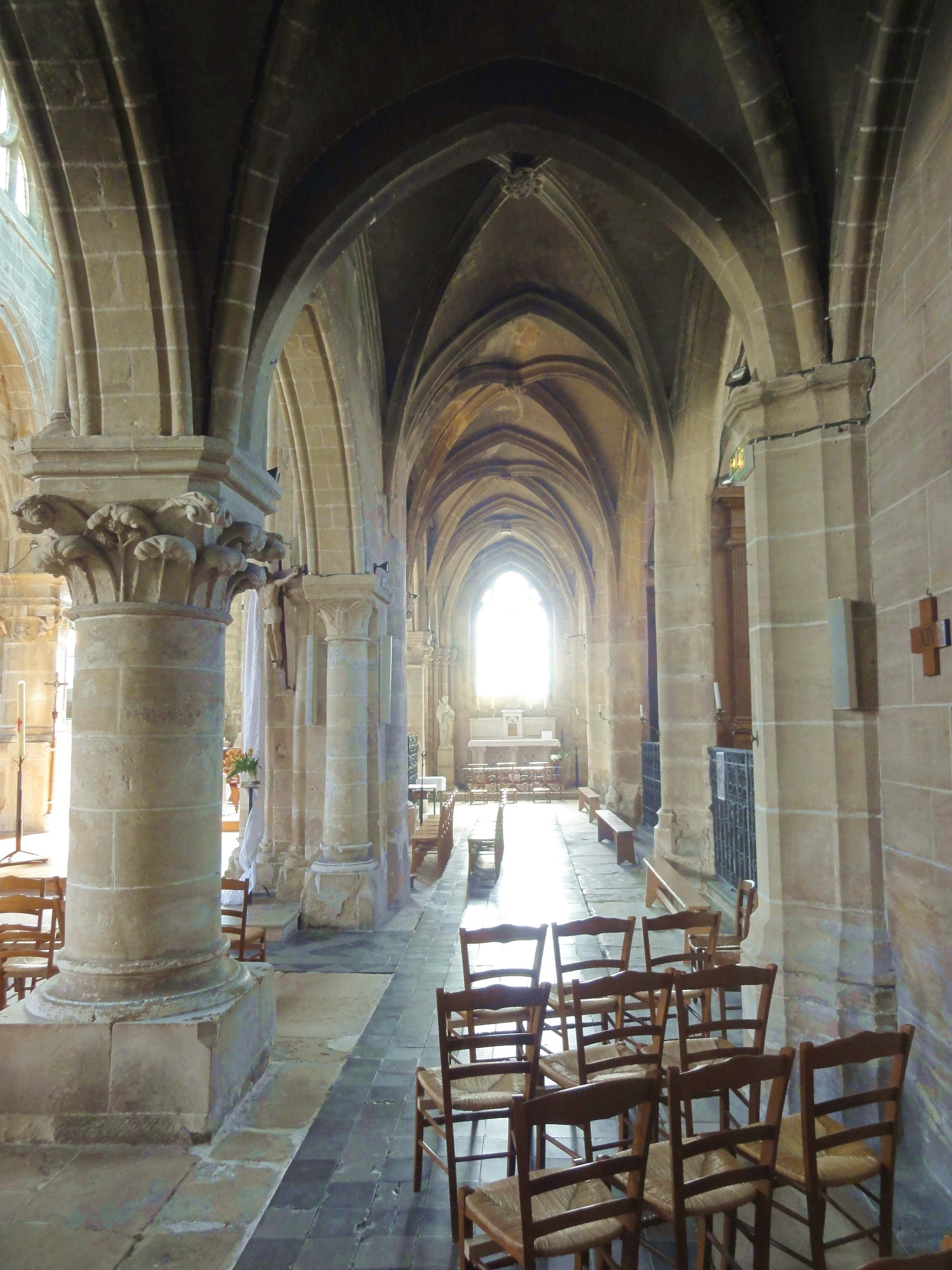
4e travée, vue vers l'est.

Le bas-côté sud du dernier quart du XIIe siècle ne subsiste plus que le long des quatre premières travées de la nef, car la cinquième travée a été rebâtie à la période flamboyante en même temps que le bas-côté sud du chœur, et munie d'une chapelle latérale. Mais même les quatre premières travées n'ont pas été épargnées par les évolutions. Presque tous les piliers engagés dans le mur gouttereau ont en effet été renforcés à la période flamboyante, mais pas en même temps que les travées orientales, car l'on y trouve des piliers ondulés qui sont ici absents. Le pilier engagé au sud du premier doubleau intermédiaire est un pilier carré à angles abattus assez mince. L'astragale qui va tout autour suggère que ce pilier n'a peut-être pas été cantonné de colonnettes. Il conserve son tailloir d'origine, qui ressemble à ceux des chapiteaux du second ordre du chœur, et correspond à trois chapiteaux ou culs-de-lampe, dont le premier et le dernier devaient être implantés à 45°. La corbeille du chapiteau du milieu reste seule en place, et affiche quatre feuilles polylobées en deux rangs. À sa gauche, le chapiteau ou cul-de-lampe qui s'y trouve actuellement à probablement changé de place, comme le donne à penser une rupture dans le tailloir. Il est sculpté d'un personnage dans une posture anormale, qui semble représenter un contorsionniste sur un champ de foire. Les trois piliers suivants sont assez volumineux. Leur plan, peu habituel, est globalement trapézoïdal. De face, les piliers affichent un méplat entre deux biseaux, et de chaque côté, un étroit méplat près du mur, un biseau, et un large pan oblique concave. Ces piliers sont munis de tailloirs moulurés, qui s'accompagnent d'une frise restée vide. En plus des piliers, le mur lui-même semble aussi avoir été refait, car ne faisant apparaître aucune marque de vieillissement. Il est enduit et peint en faux-appareil, et percé de lancettes simples sans aucune décoration, dont celle de la quatrième travée est obturée par le local de chauffage qui se situe derrière.
La première travée à l'ouest, qui n'est pas accessible depuis la nef en raison de la présence de l'escalier sous la tribune d'orgue, est la seule où les murs et la voûte sont à pierres apparentes. Le bel appareil régulier suggère que ces surfaces n'étaient pas destinées à être enduites, contrairement aux murs de moellons. Le mur occidental comporte une niche en arc brisé, qui pourrait représenter l'ébrasement d'une ancienne porte extérieure. Dans l'angle sud-ouest, les ogives et formerets sont reçus ensemble sur un cul-de-lampe, qui est très fortement érodé. Le tailloir devait être à angle abattu, et la corbeille sculptée d'un homme en buste. Il n'y avait donc peut-être jamais des faisceaux de colonnettes le long du mur méridional. Dans l'angle nord-ouest, trois colonnettes à chapiteaux sont logées dans l'angle entre le mur occidental et la forte colonnette du rouleau inférieur de la première grande arcade. La colonnette médiane, dédiée à l'ogives, est implantée à 45°, conformément à la disposition dans le chœur, qui n'a curieusement pas été adoptée dans la nef voisine. Parmi les deux autres, l'une correspond au formeret au droit du mur occidental, et l'autre ou rouleau supérieur de l'arcade. Le bas-côté sud est en effet munie de formerets dans toutes ses travées, alors que l'emploi des formerets ne s'est pas encore généralisé dans les bas-côtés à la seconde moitié du XIIe siècle. La simplicité des doubleaux va à l'encontre de ce traitement soigné, car ils ne sont pas moulurés, et ont seulement les angles chanfreinés. Les ogives, monotoriques, sont apparemment le principal élément qui justifient une datation aussi haute du bas-côté. Les clés de voûte ne vont pas dans le même sens, car elles sont sculptées de rosaces dont le diamètre dépasse déjà celui des ogives, ce qui n'est pas le cas au cours des premières décennies du voûtement d'ogives. La première clé est « tournante », suggérant un mouvement de rotation, comme quelques exemplaires dans les bas-côtés de Trumilly ; le croisillon nord d'Ableiges, le croisillon sud de Montgeroult ; la chapelle de la Vierge de Condécourt, les chapelles nord de Brenouille et Glaignes ; et les chœurs de Borest et Sarcelles. Ces clés datent toutes du XIIIe siècle, et la plupart ne sont pas antérieures aux années 1220. Plus intéressante encore est la clé de la quatrième travée, qui s'inscrit dans la même ligne que celle de la dernière travée de la nef, et représente saint Jean-Baptiste désignant l'Agnus Dei qui porte une croix.

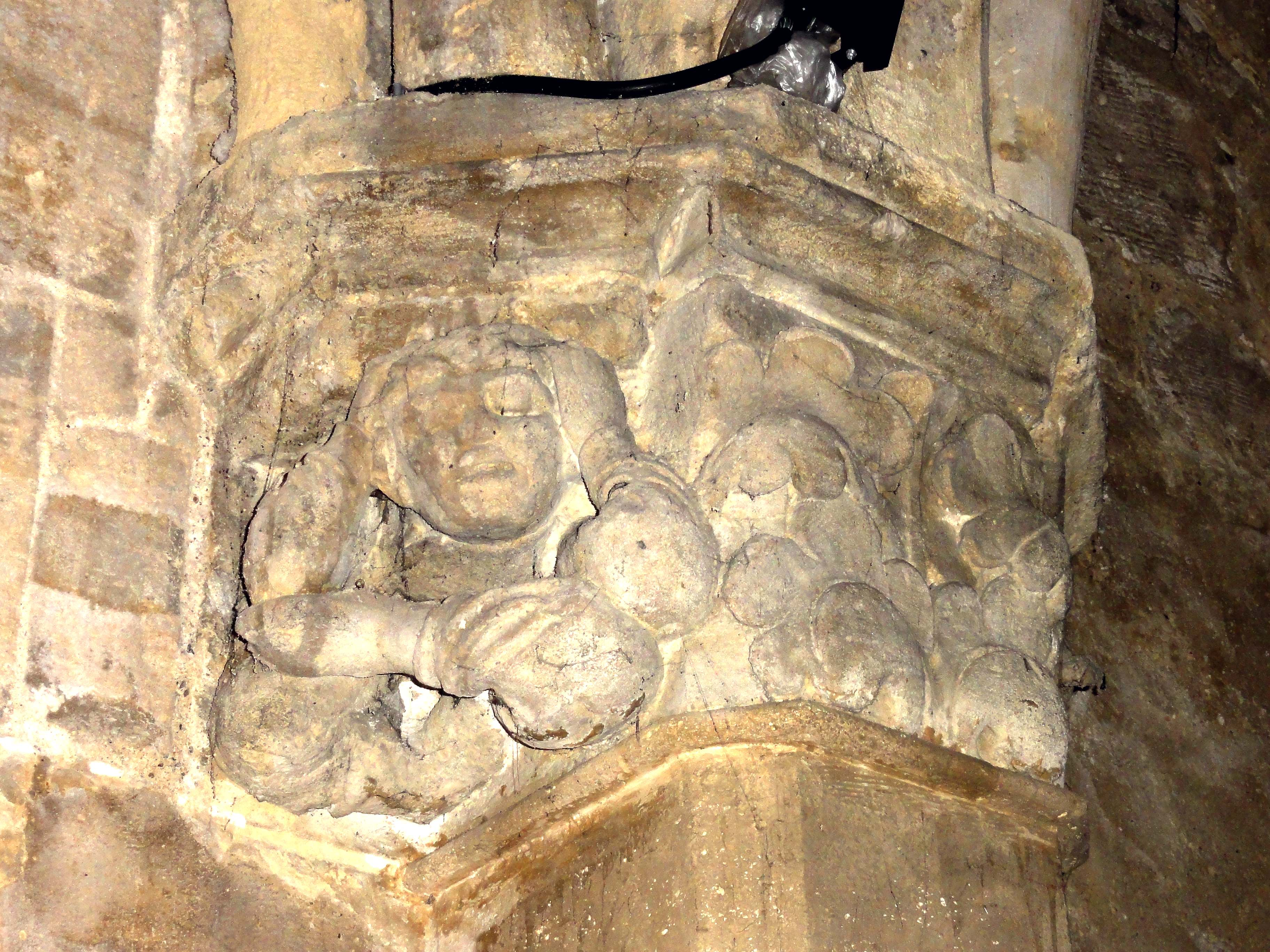
Supports au sud du 1er doubleau intermédiaire.
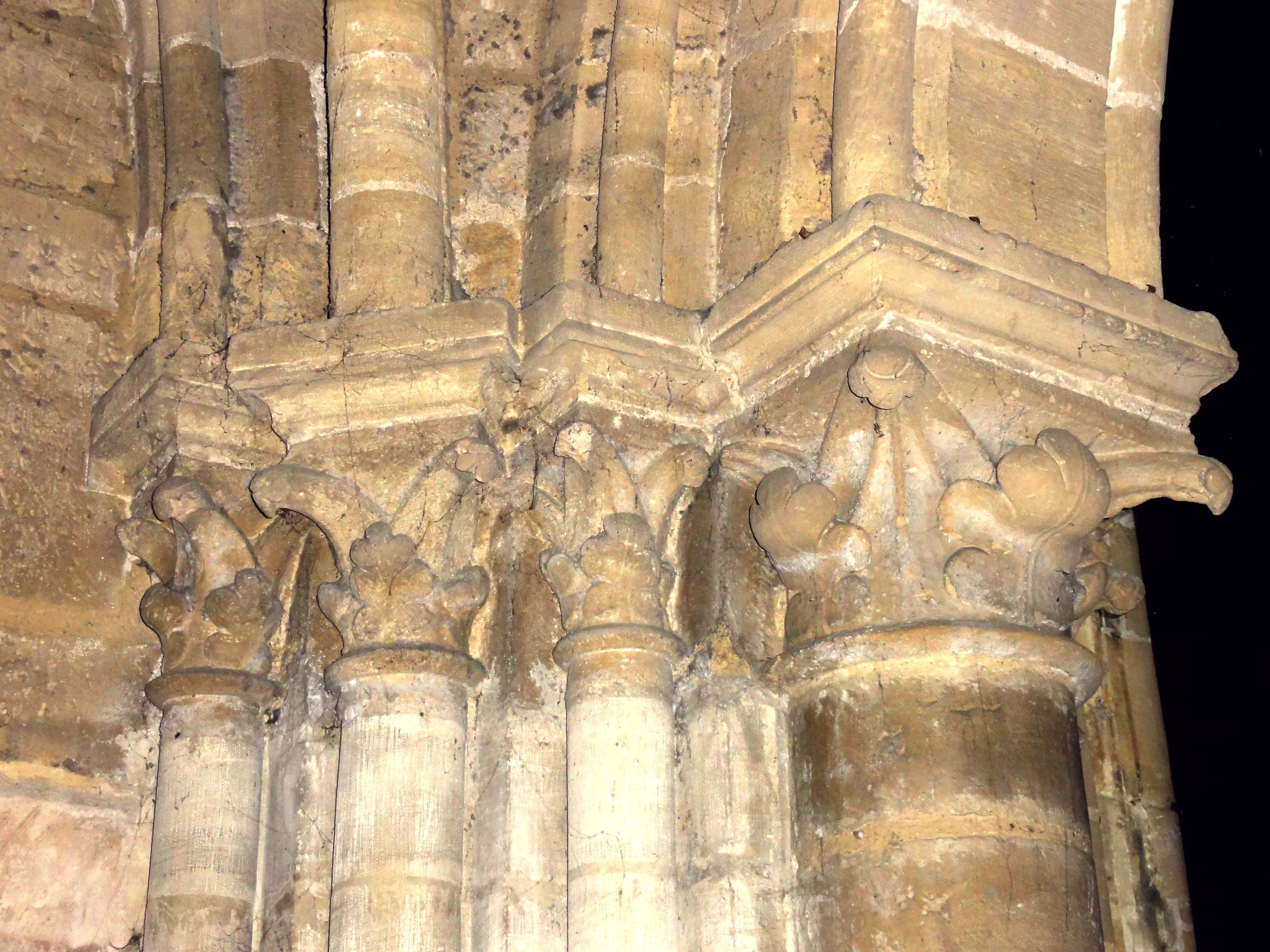
Chapiteaux dans l'angle sud-ouest.
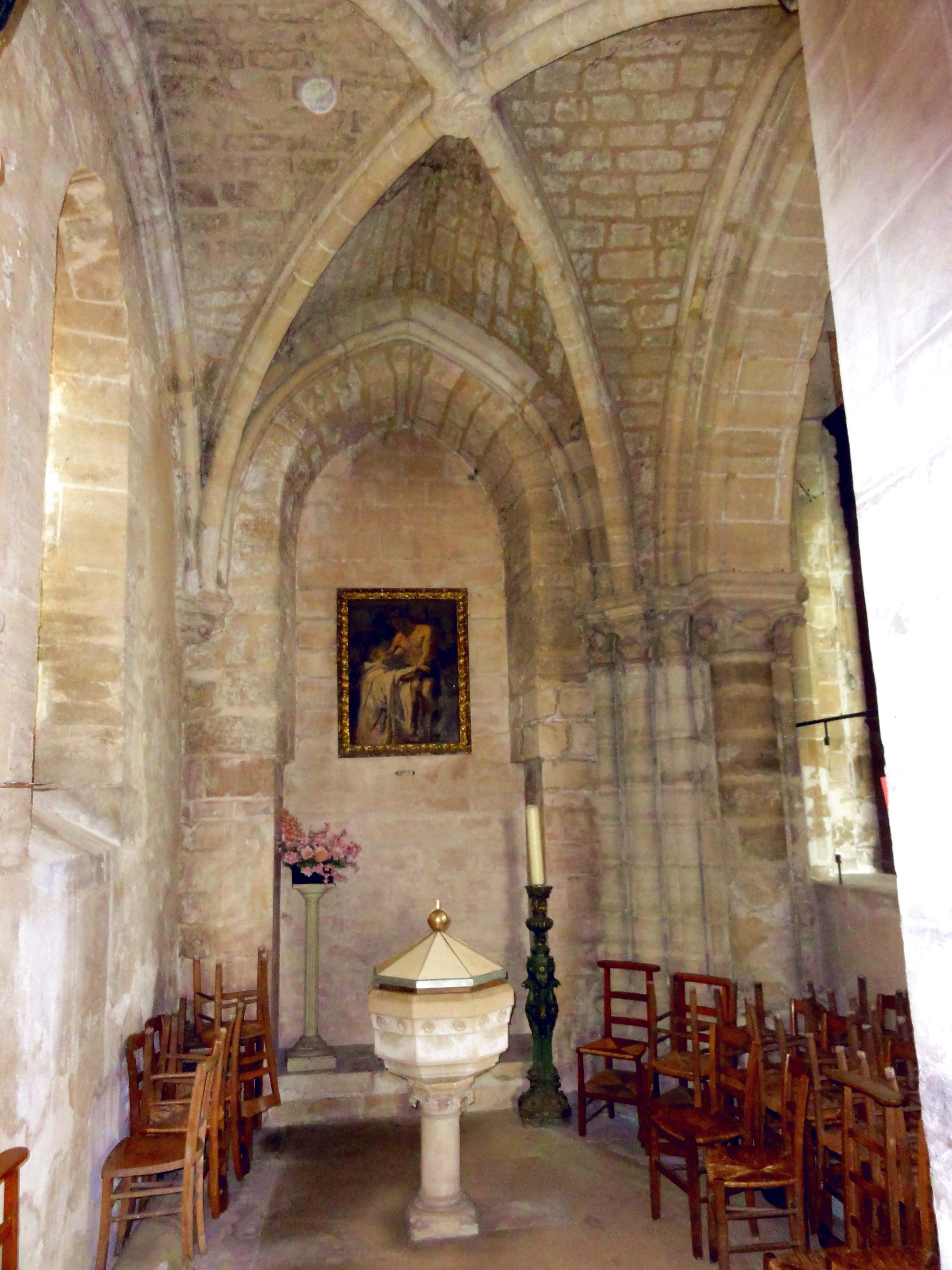
1re travée, vue vers l'ouest contre le mur occidental.
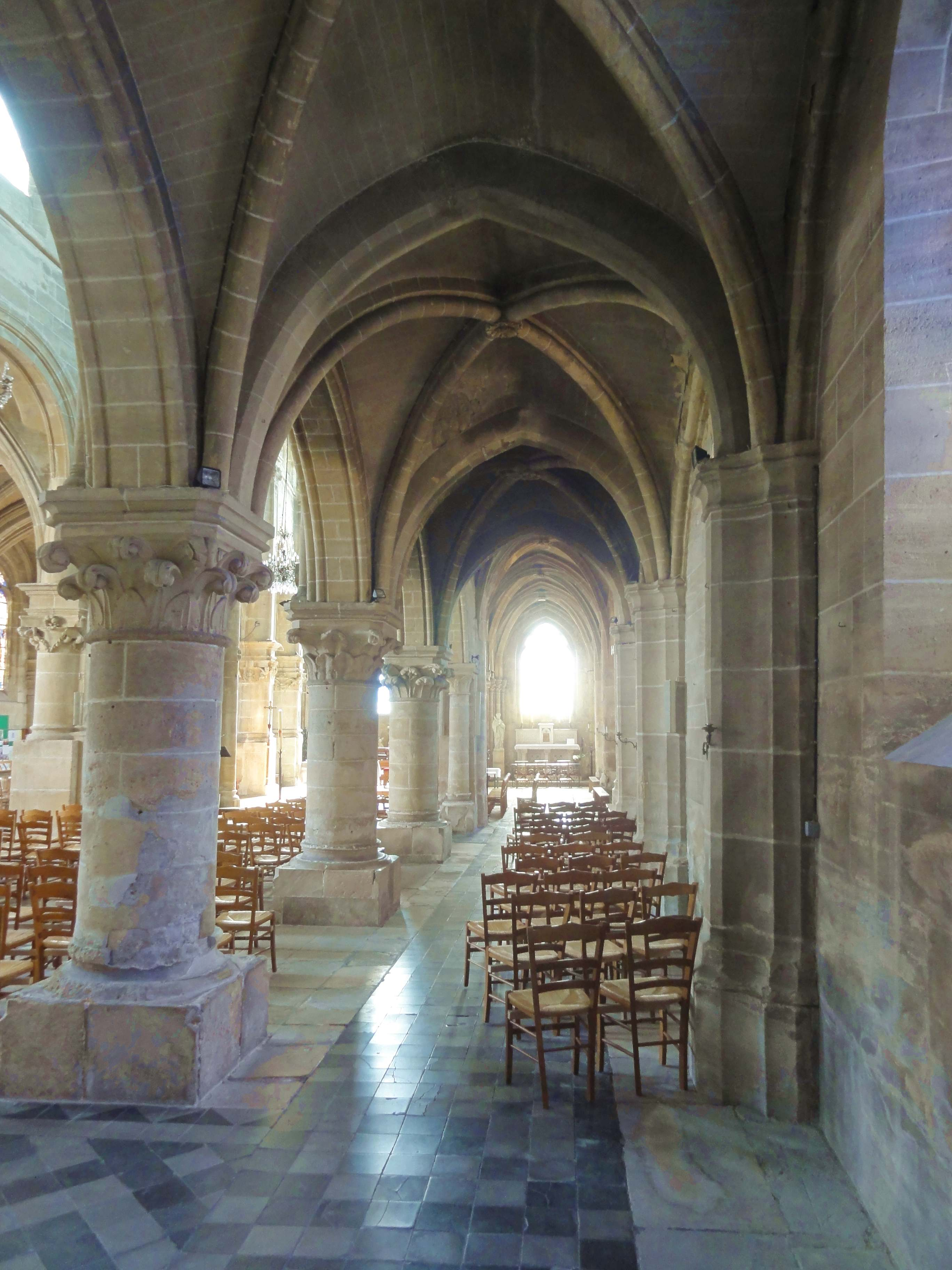
2e travée, vue vers l'est.
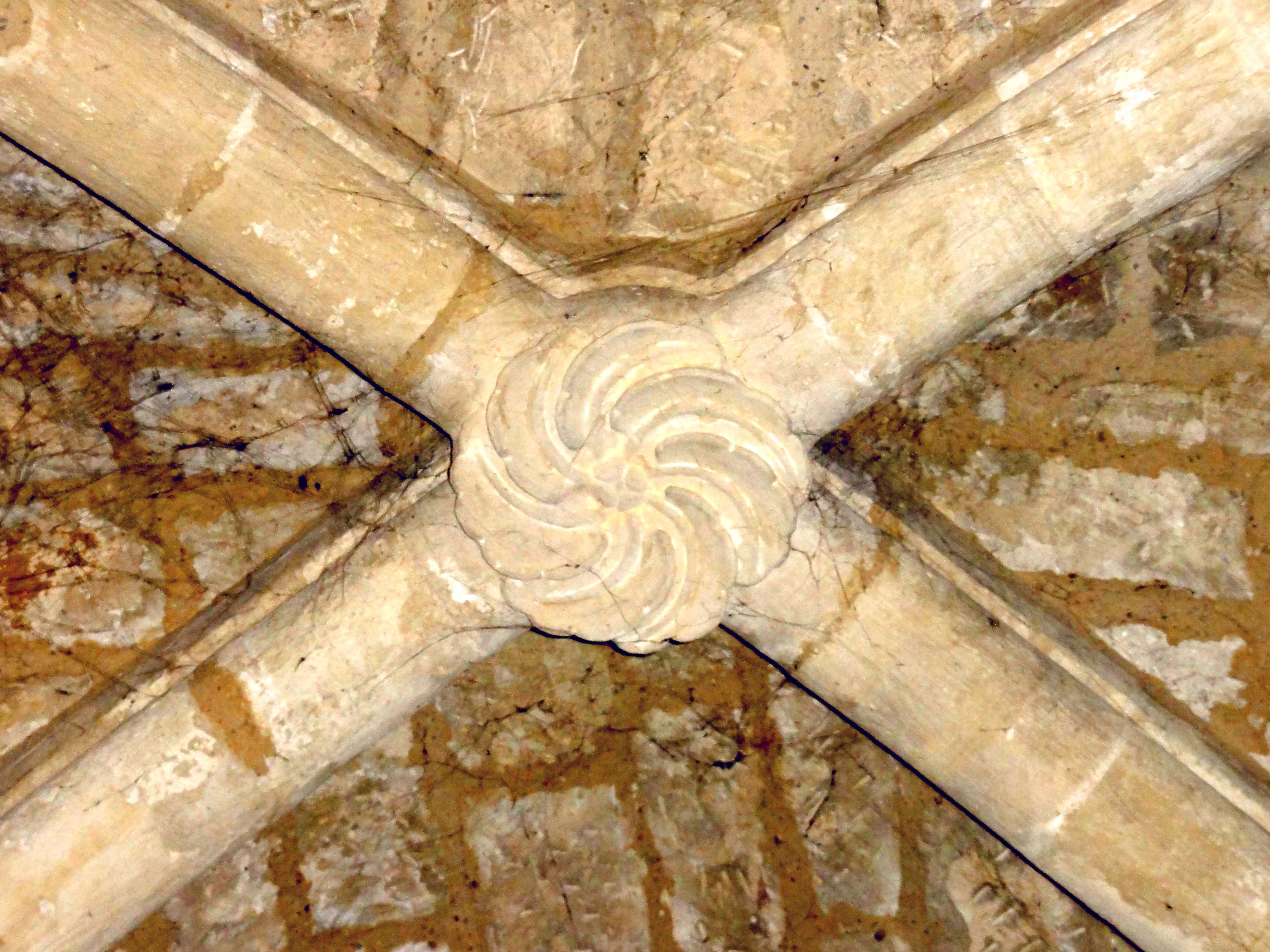
Clé de voûte « tournante » de la 1re travée.
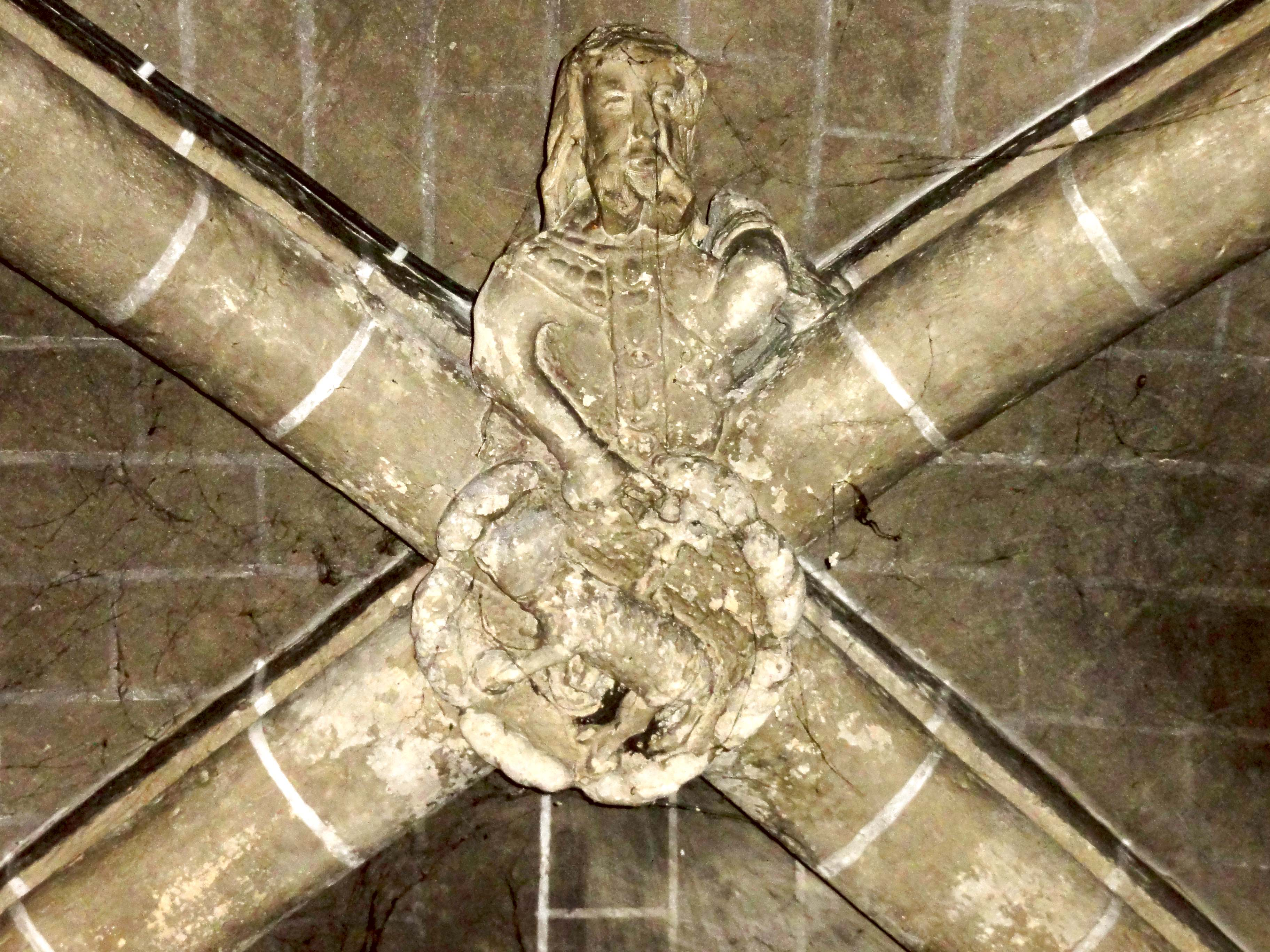
Clé de voûte de la 4e travée - st Jean Baptiste.

#### Bas-côté sud flamboyant et chapelles

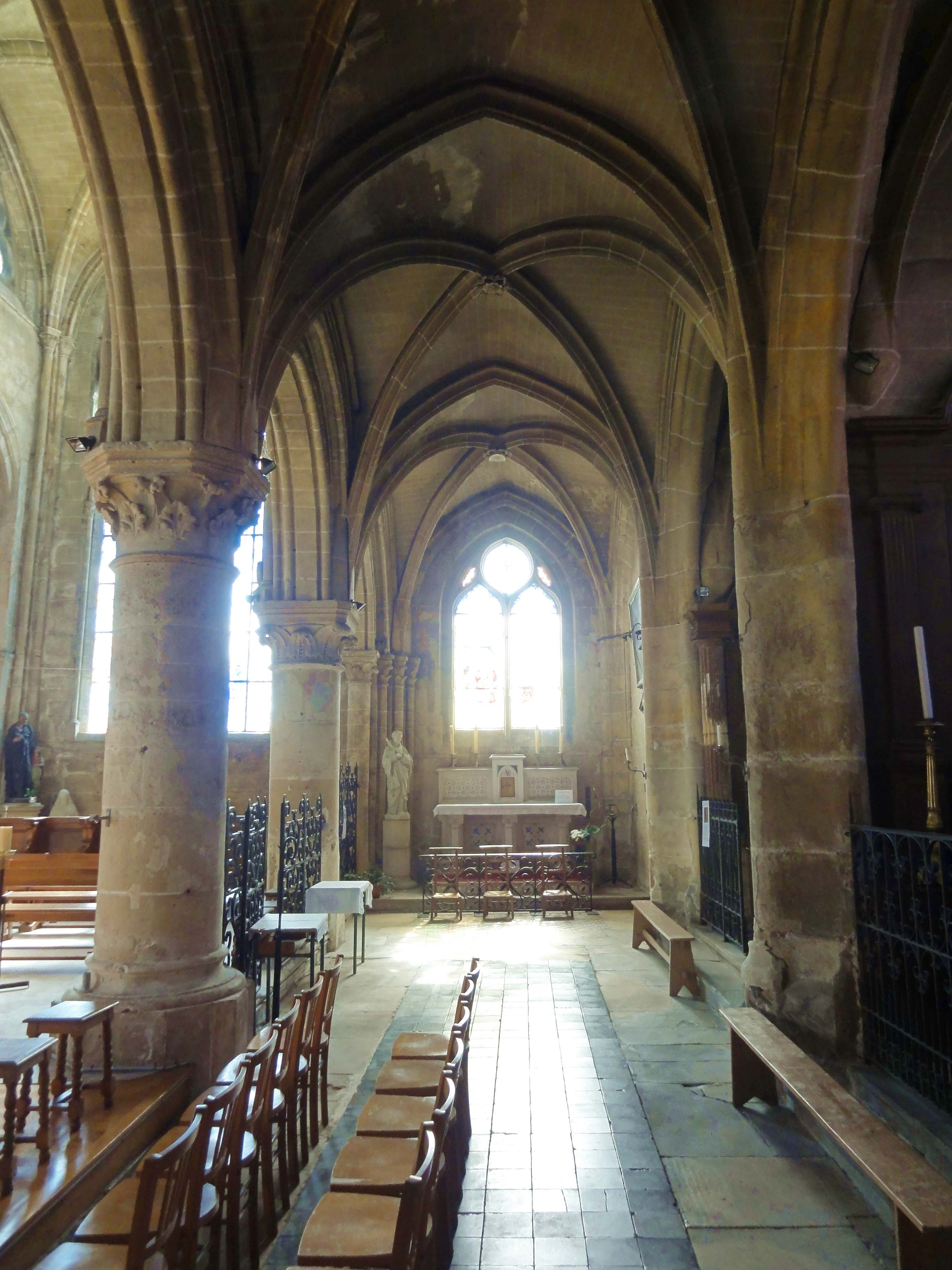
Vue vers l'est.

La reconstruction du bas-côté sud du chœur et de la dernière travée du bas-côté sud de la nef, après 1517, ne concerne pas les grandes arcades, qui sont maintenues en l'état, de même que le faisceau de colonnettes du premier quart du XIIIe siècle au droit du chevet, à la fin des grandes arcades. En revanche, les voûtes sont jetées bas, et refaites avec des nervures prismatiques en vogue à la période flamboyante. Les ogives et les doubleaux intermédiaires se présentent comme des arêtes saillantes avec un filet entre deux fines moulures concaves de face, et un biseau dégagé du voûtain par un filet de chaque côté. Les clés de voûte associent des fleurs, des rosaces ou un écusson à des découpages flamboyants sous la forme d'étoiles à six branches assemblées d'arcatures trilobées à l'extrados fleuronné et festonné. Les doubleaux longitudinaux vers les quatre chapelles, dont la première est bouchée pour servir de sacristie, adoptent un profil propre aux grandes arcades à l'époque de construction. Le rouleau supérieur s'apparente à un formeret, et le rouleau inférieur affiche un gros boudin formé par une double doucine entre deux larges moulures concaves. Telles sont, par exemple, les grandes arcades d'Armancourt, Cléry-en-Vexin, Serans, Survilliers et Vauréal. Ces arcades et les autres nervures des voûtes du bas-côté pénètrent directement dans des piliers ondulés à quatre renflements, qui sont ici conçus comme des piliers libres de grandes arcades. On trouve des piliers semblables à Baron, Borest, Ève, Montagny-Sainte-Félicité et Saint-Sauveur. En plus des voûtes et des piliers engagés, les constructeurs remplacent également la fenêtre du chevet, qui reçoit un réseau flamboyant assez simple constitué de deux lancettes terminées en accolade, et surmontées d'un soufflet simplifié entre deux mouchettes.
Les chapelles sont de faible profondeur, ce qui évite de rendre le bas-côté trop sombre, et éclairées chacune par une fenêtre analogue à la baie orientale, sauf que de très fines têtes trilobées s'inscrivent dans les lancettes et dans le soufflet. On ne saura dire si les fenêtres restantes étaient primitivement elles aussi pourvues de ce réseau secondaire, car aucune ne conserve ses vitraux d'origine. Les voûtes des chapelles font appel aux mêmes profils que leurs homologues du bas-côté. Mais contrairement à la logique des nervures pénétrantes, les ogives et formerets ne se fondent pas dans les piliers ondulés, mais dans des culs-de-lampe sous la forme de courts fûts engagés reposant sur des culots coniques. Cette disposition n'est pas rare. Elle est plus justifiée dans les angles à gauche et à droite des fenêtres, où elle évite la création de piliers engagées, et permet donc une économie des frais de construction. Contrairement à la règle, l'on n'a pas agrémenté les culs-de-lampe de sculptures, qui, à la période flamboyante, représentent souvent des pampres, des animaux fantastiques, des personnages tendant des phylactères ou prenant des poses grotesques. Quant aux clés de voûte, la première et la troisième arborent une rosace non entourée de découpages flamboyants, et la seconde, un disque affichant un écusson surmonté d'un heaume et flanqué de feuillages tenant lieu de lambrequins.

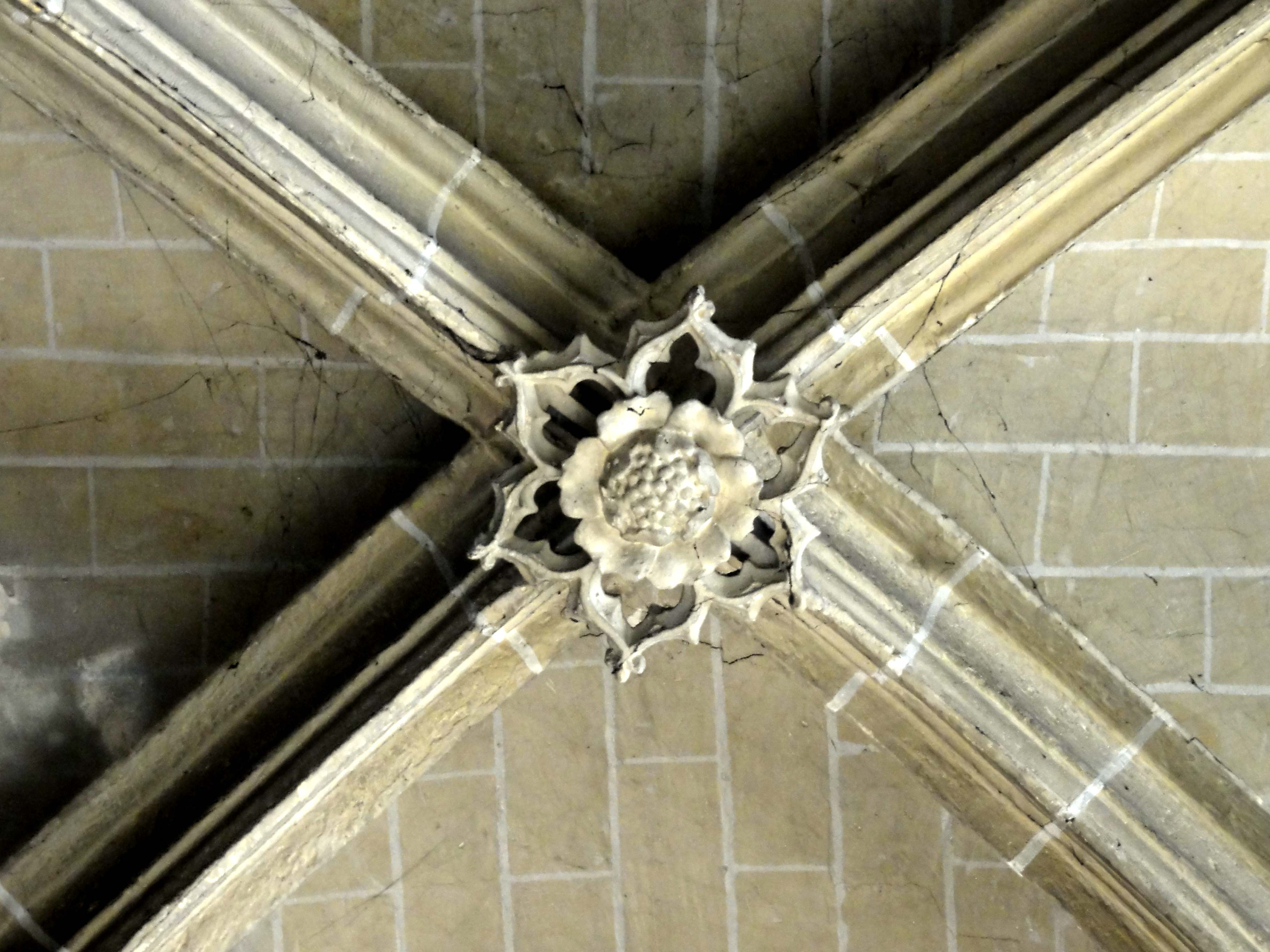
Clé de voûte de l'avant-dernière travée.
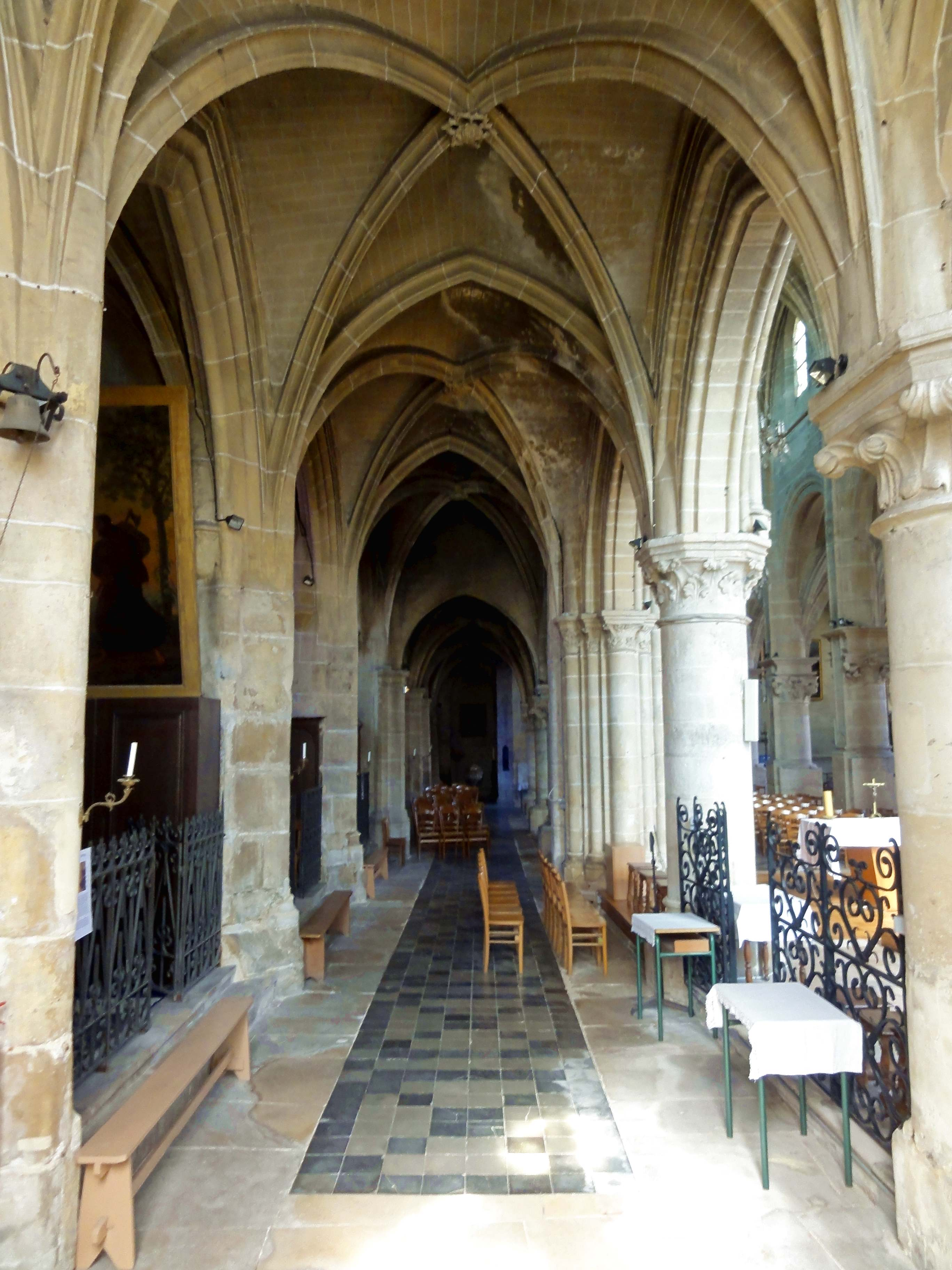
Vue vers l'ouest depuis le chevet.
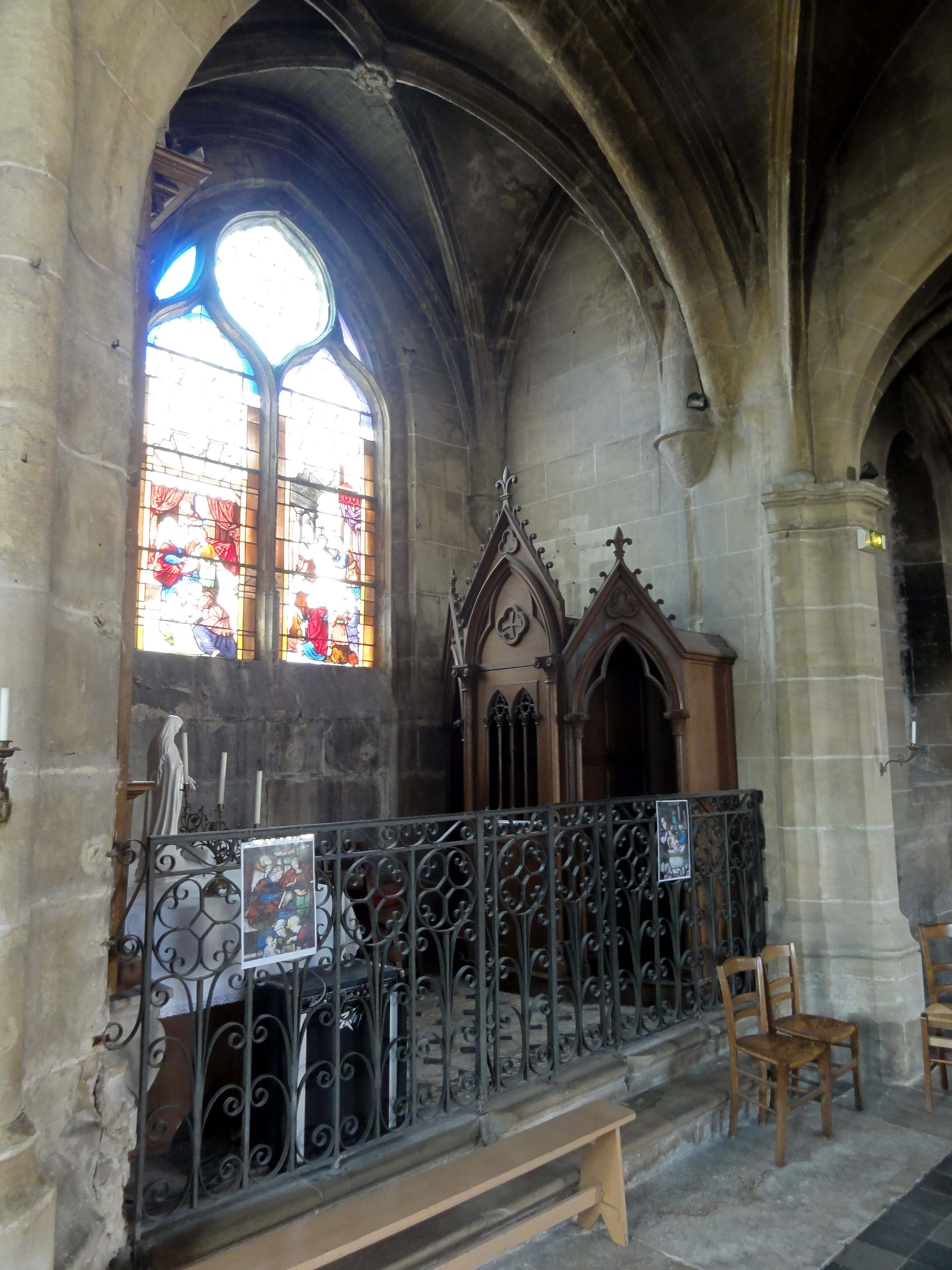
1re chapelle du sud, vue vers le sud-ouest.
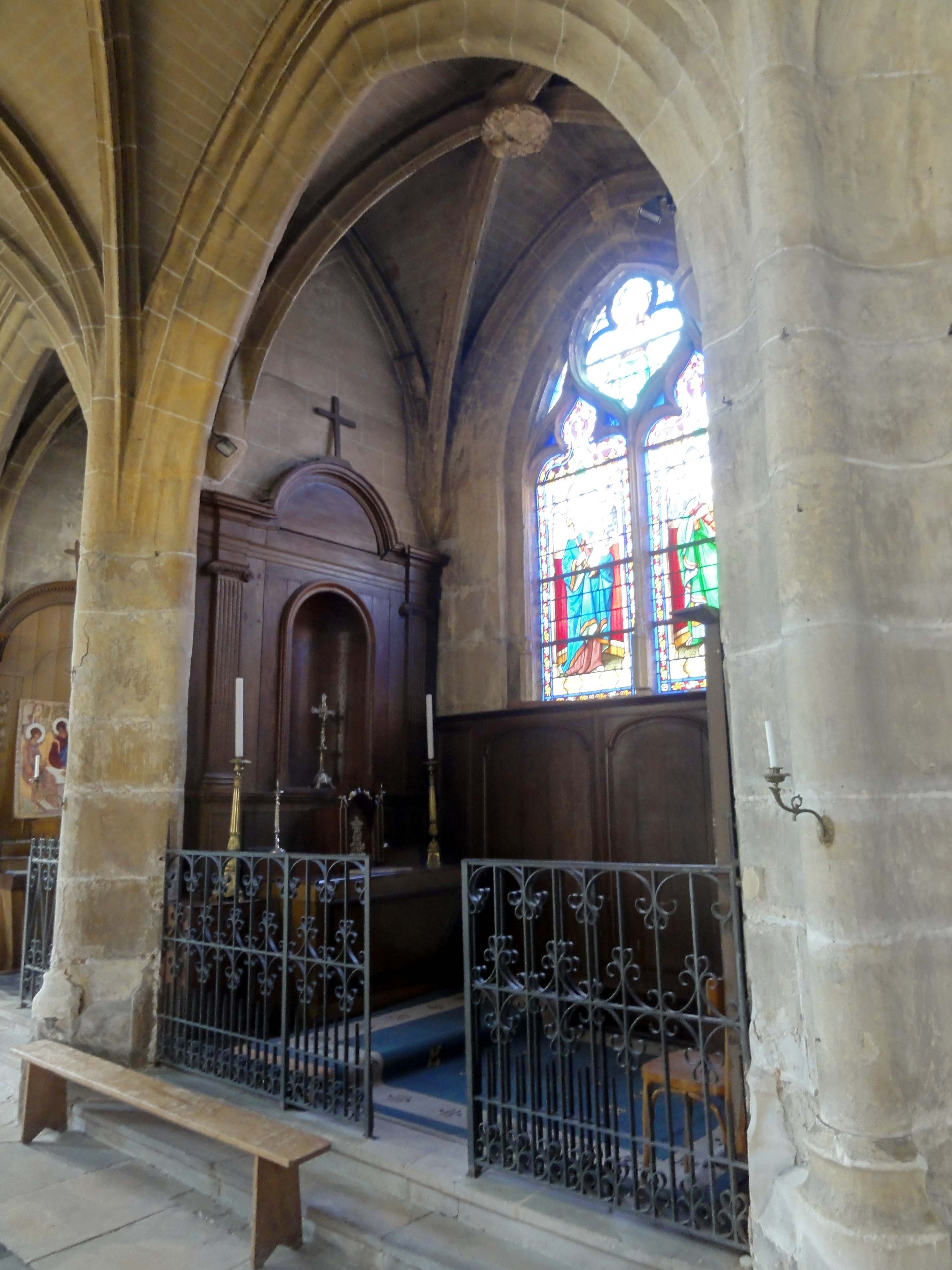
2e chapelle du sud, vue vers le sud-est.
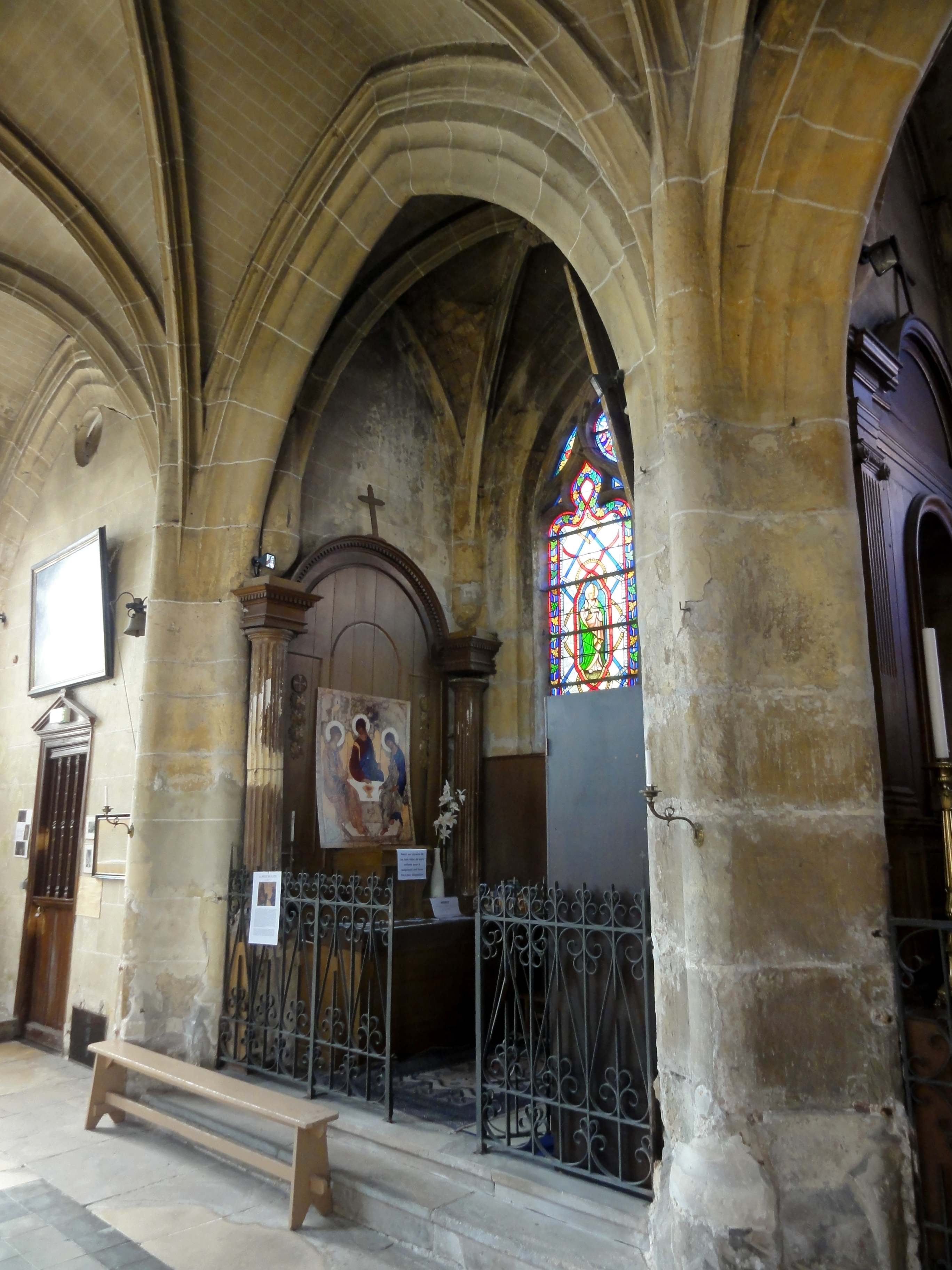
3e chapelle du sud, vue vers le sud-est.
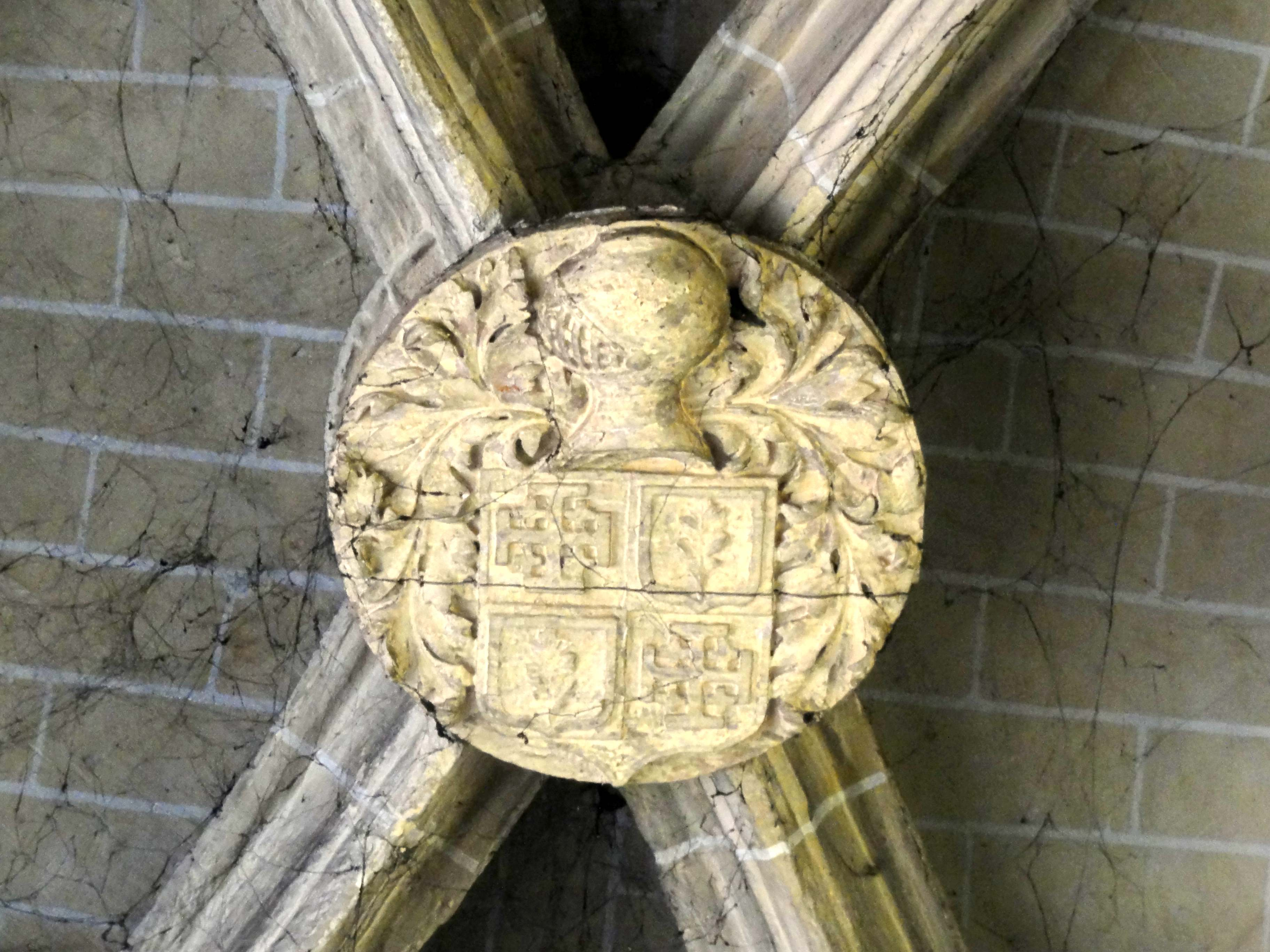
2e chapelle du sud, clé de voûte.

### Extérieur

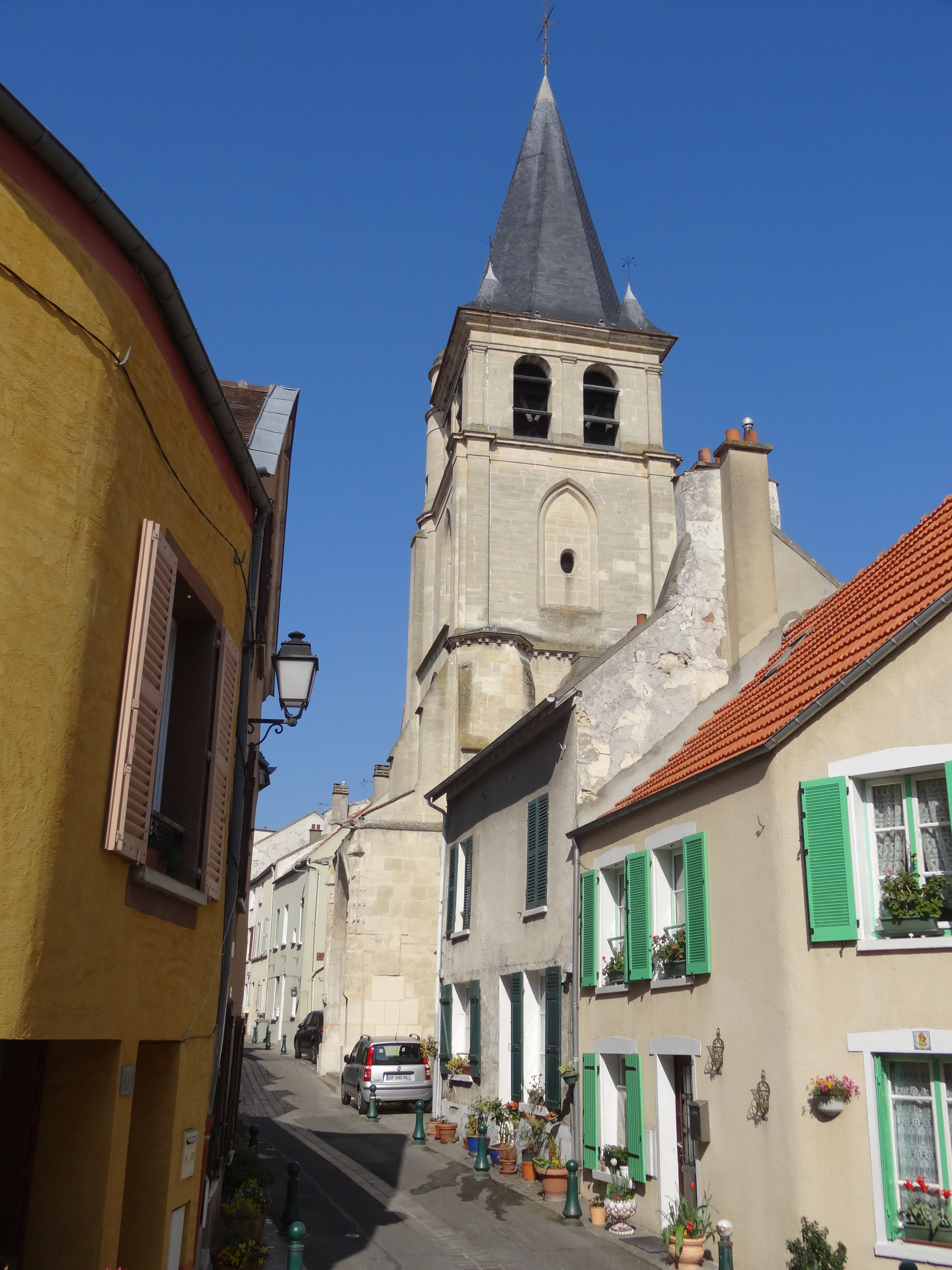
Vue depuis le sud.

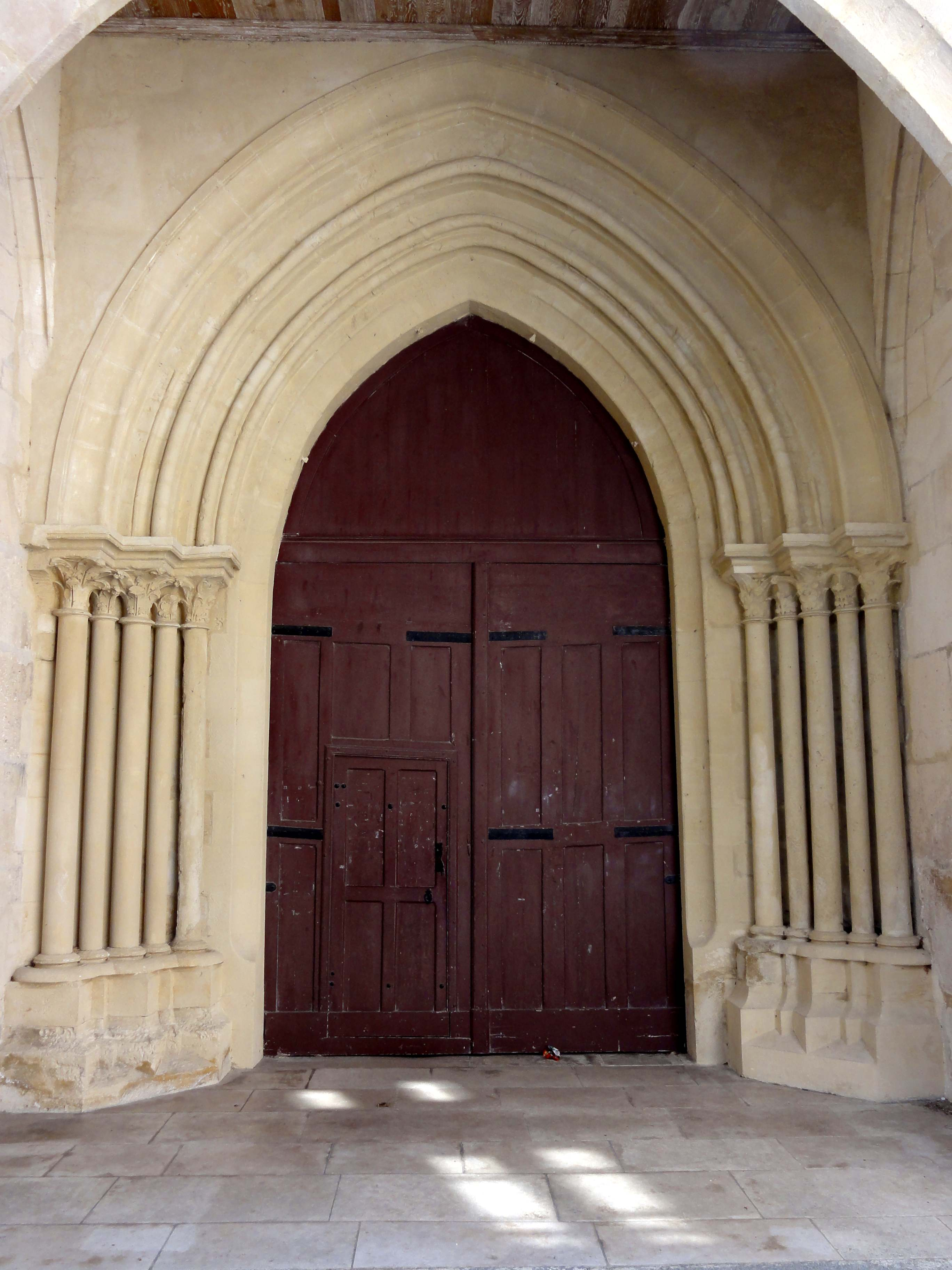
Portail occidental.

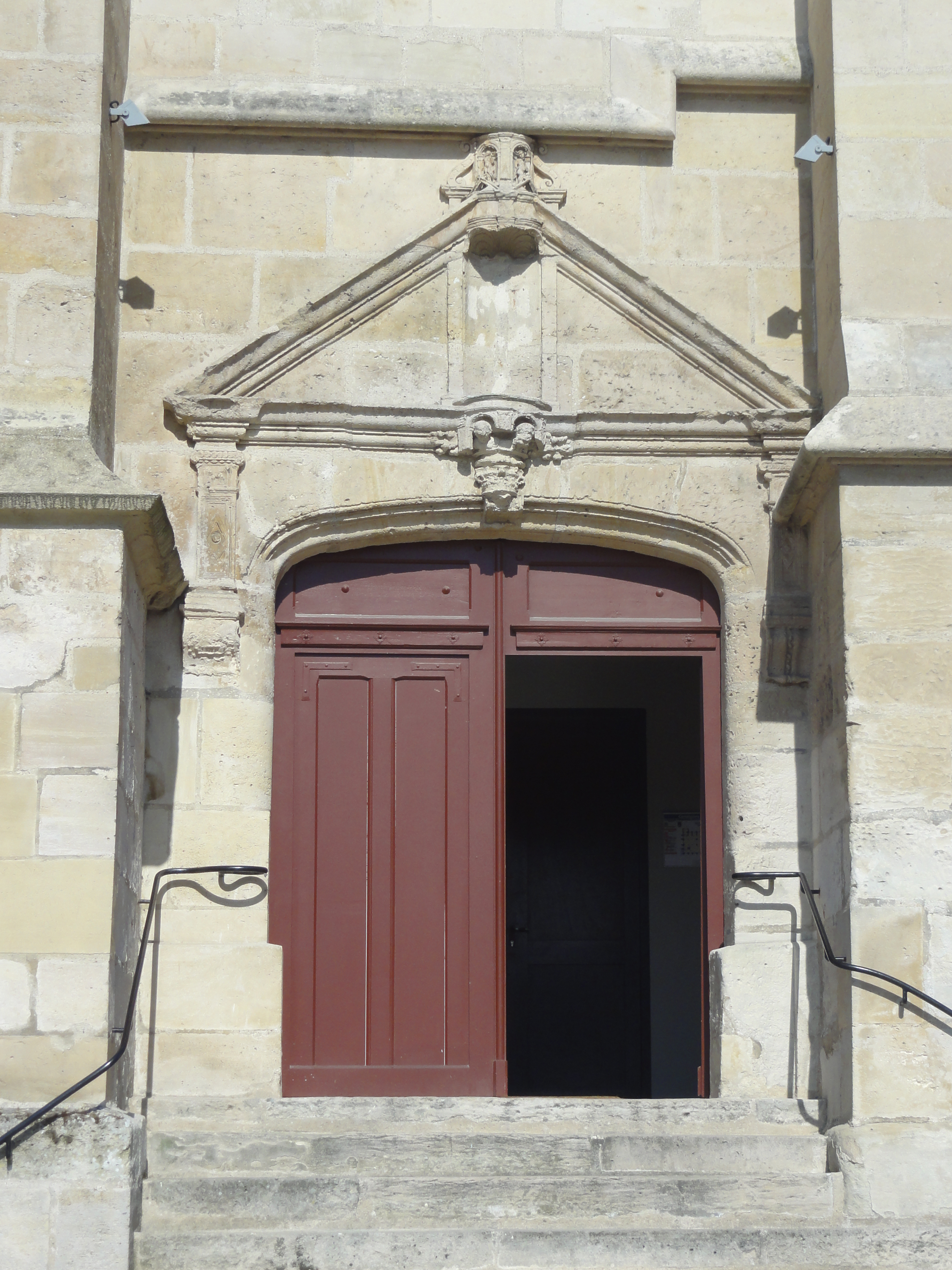
Portail est du collatéral.

Le clocher, mal visible, est une construction composite, dont la structure date en grande partie du début du XIIIe siècle, et le parement extérieur et l'étage de beffroi majoritairement de la période classique. Les principaux éléments du début du XIIIe siècle sont les fenêtres en arc brisé, entourées d'un double chanfrein, du premier étage au-dessus de la nef. À la période classique appartiennent les contreforts sous la forme de pilastres plats et les entablements qui terminent ce premier étage et l'étage de beffroi. Au niveau du premier étage, les pilastres sont larges, dépourvus de chapiteaux, et l'entablement est seulement ébauché. Au niveau de l'étage de beffroi, les pilastres sont étroits, munis de chapiteaux doriques, et la corniche de l'entablement est très saillante. Chacune des faces est percée de deux baies abat-son en plein cintre, et le trumeau est garni d'un pilastre supplémentaire. Cette architecture très dépouillée cadre mal avec l'année 1605 énoncée dans l'Inventaire général du patrimoine culturel, car c'est alors la Renaissance finissante relayée par l'architecture baroque. La flèche de charpente de plan octogonal est recouverte d'ardoise, et cantonnée de quatre pyramidons aux angles.
En dessous du clocher, la façade occidentale s'organise en deux niveaux d'élévation. Le niveau supérieur comporte la fenêtre haute de la nef, qui est entouré, du bas vers le haut, d'un chanfrein ; d'une gorge entouré de deux baguettes, moulure particulière appliqué au formeret au nord de la chapelle latérale nord d'Ableiges, au pourtour des baies des galeries du chœur de Montgeroult, à l'entrée de la niche d'autel de Puiseux-Pontoise, au portail occidental de Seraincourt, et aux piliers du transept de Triel-sur-Seine ; et d'un deuxième chanfrein accompagné d'une moulure concave, qui semblent remplacer un tore. Ces moulures retombent en effet sur deux chapiteaux sommairement épannelés, qui devraient remplacer des chapiteaux anciens reposant sur des colonnettes en délit, dont les emplacements sont encore bien visibles. Le niveau inférieur de la façade comporte uniquement le portail, qui est abrité sous un porche ajouté postérieurement. La triple archivolte du portail est moulurée d'une façon étrange. L'archivolte inférieure est garni de deux tores séparés par une fine arête, ce qui est plutôt un profil propre aux ogives. Le tore unique de l'archivolte médiane est logé dans une moulure du même type que signalée au-dessus de la fenêtre haute. L'archivolte supérieure présente une large gorge délimitée inférieurement par une baguette, et supérieurement, par un listel. Ces trois voussures sont reçues sur les tailloirs carrés de trois chapiteaux sculptés de feuillages, dans les intervalles desquels s'insèrent deux autres chapiteaux un peu plus petits. Ces cinq chapiteaux reposent sur des colonnettes en délit de deux diamètres différents, qui ont chacune leur base. Le portail est dépourvu de tympan. Sur le porche couvert en appentis, l'on note surtout les deux paires de clochetons plaqués très effilés aux angles, qui sont d'une facture élégante, mais fortement abîmés. Ces clochetons appartiennent au style gothique flamboyant, qui se traduit également par les trois moulures concaves taillées dans l'arcade par laquelle on entre dans le porche. Il se pose donc la question si la datation du XIVe siècle est pertinente, car le style flamboyant débutant n'a laissé que très peu de manifestations dans la région. Nettement mieux conservées que les clochetons sont les gargouilles qui jaillissent aux deux angles du porche, en haut des clochetons.
L'élévation méridionale de la nef, dont seulement le début est visible depuis la rue de l'Église, se caractérise par des fenêtres entourées d'un double ressaut chanfreiné, comme sur le premier étage du clocher ; des contreforts amortis par des glacis formant larmier ; et une corniche de corbeaux cubiques assez rapprochés, comme à Nesles-la-Vallée (où un rang de têtes de clous s'y ajoute). L'angle sud-ouest du bas-côté est couronné d'un pinacle sur plan carré, dont chaque face affiche une arcature trilobée plaquée sous une accolade, et qui est coiffé d'une flèche pyramidale garni de crochets. Ce pinacle semble dater de la même époque que le porche. Le collatéral nord de la Renaissance est pratiquement dépourvue d'ornementation. Elle se limite à des consoles renversées qui coiffent les contreforts, mais elles ne sont pas sculptées. Un mince larmier court en dessous. Il y a une corniche en forme de doucine, et le pourtour des fenêtres est mouluré comme à l'intérieur.
Le chevet, qui remplit à Andrésy la fonction de la façade principale, se compose de quatre parties bien distinctes, dont le point commun est l'appareil très régulier de pierres d'un teint beige très clair. La partie tout à gauche est la dernière chapelle, transformée en sacristie ; elle passerait inaperçue si son toit en bâtière perpendiculaire à l'axe de l'édifice n'était pas couronné de cinq pinacles de dimensions différentes, dont les plus grands se situent près du toit en appentis du bas-côté, et le plus petit, au sommet du pignon, tandis que les deux autres servent d'acrotères. Le contrefort à gauche du bas-côté est scandé par un larmier, et s'amortit par un glacis formant larmier. Les autres contreforts sont d'un type différent, où le larmier passe tout autour, et se poursuit latéralement à la limite des allèges. Les fenêtres du bas-côté et du vaisseau central ont déjà été décrites. À droite, le mur du chevet du collatéral Renaissance est dominé par un pignon aux rampants garnis de crochets, comme à la période flamboyante, et épaulé par un contrefort au milieu, mais légèrement désaxé vers la gauche. Ce mur est ajouré d'une fenêtre en plein cintre à gauche, et comporte un portail à deux vantaux à droite. Son arc en anse de panier est pourvu de moulures prismatiques. Il est surmonté d'un fronton triangulaire plaqué, qui repose à gauche et à droite sur deux pilastres délicatement sculptés, qui butent bientôt sur des culs-de-lampe au lieu de retomber sur des stylobates proches du sol. Au milieu, le fronton comporte une niche à statue vide, dont le dais est un petit temple à deux arcades en plein cintre, qui abritent des statuettes d'Adam et d'Ève. Deux volutes flanquent ce dais, et son dessous est en forme de coquille. Également intéressante est la console qui supportait la statue. Il ressemble à la partie supérieure du dais, et abrite deux personnages en buste, un homme et une femme, entre des feuillages, et au-dessus d'un cul-de-lampe apparenté à un chapiteau corinthien.

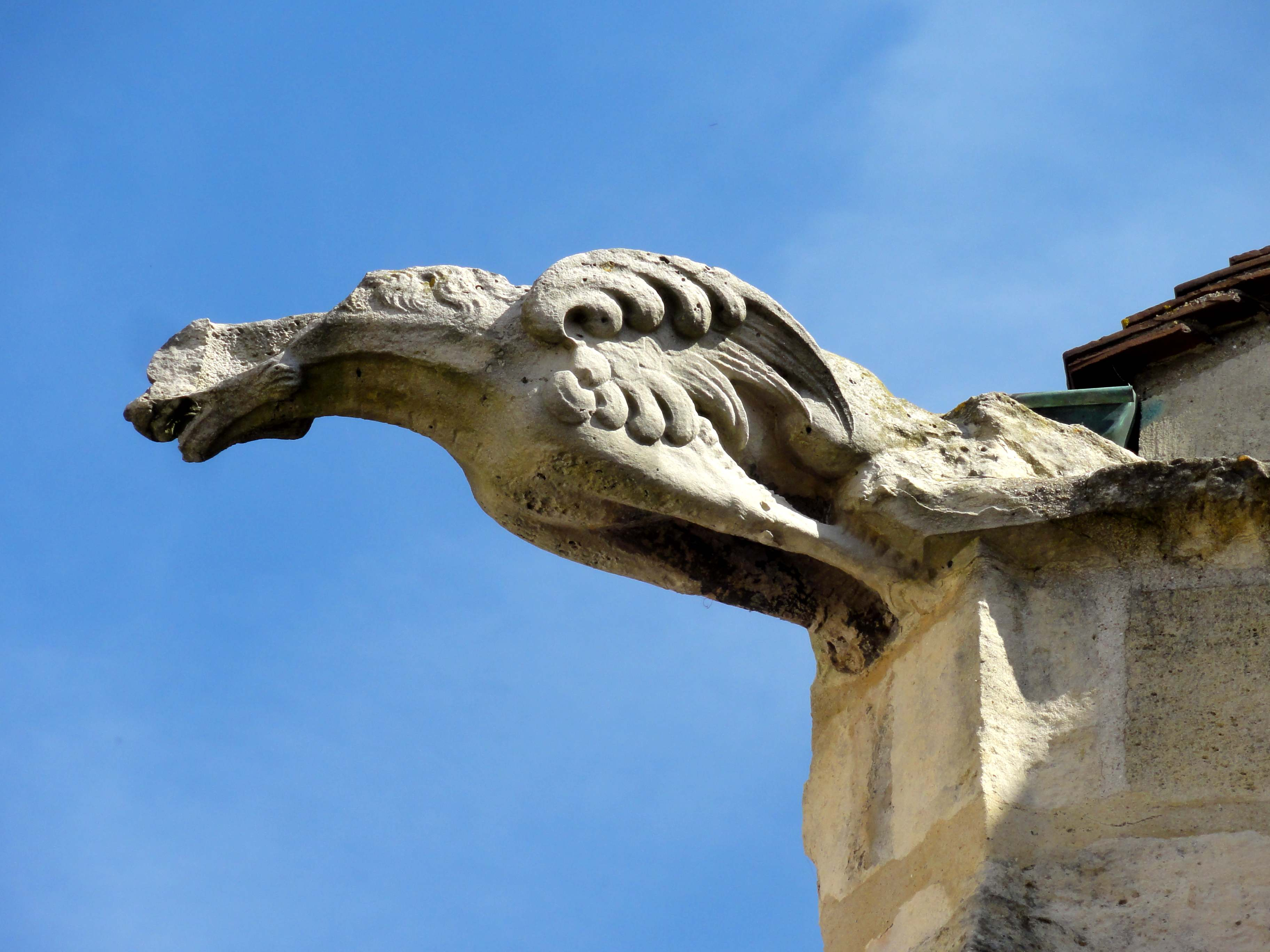
Gargouille du porche.
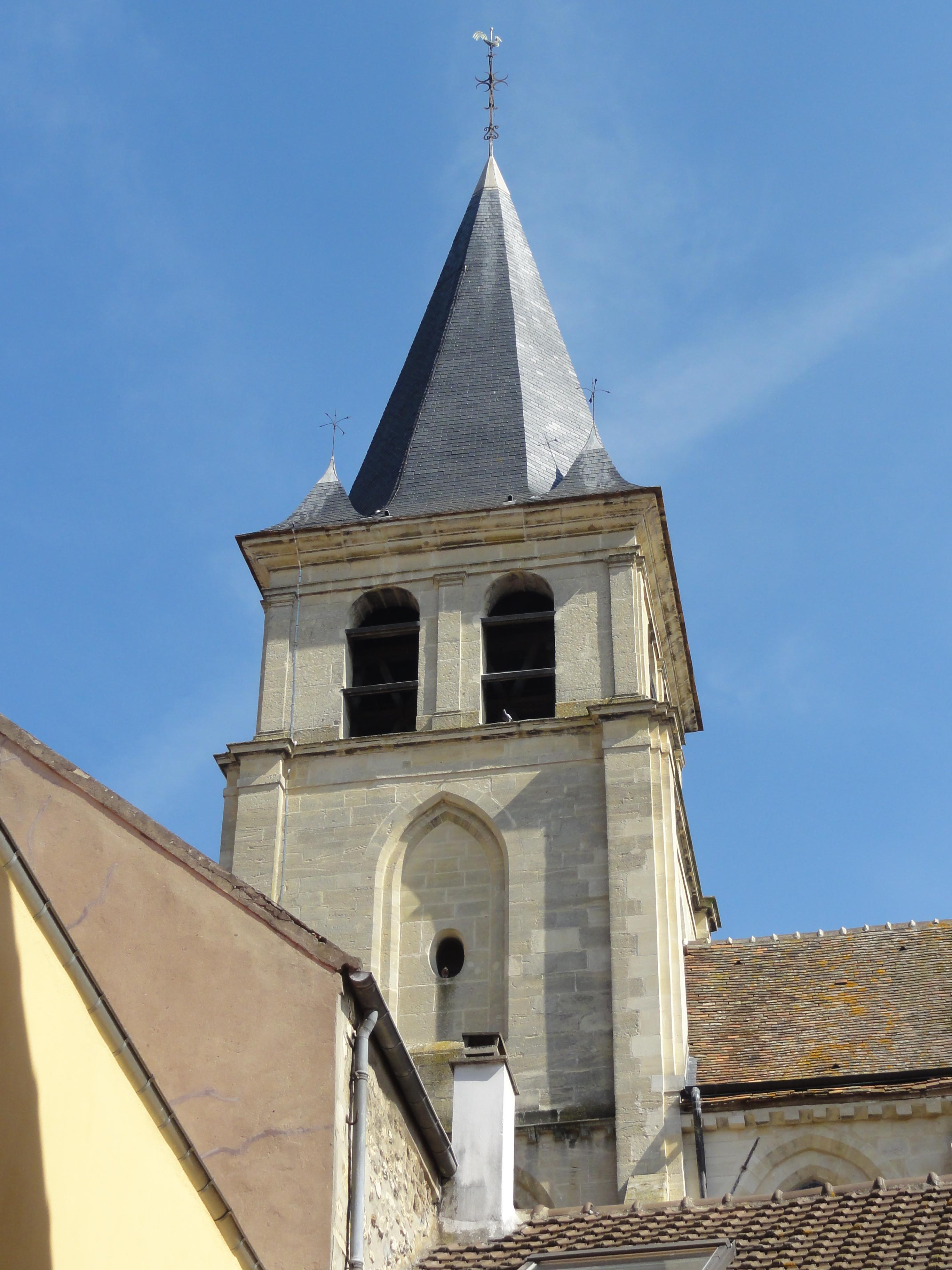
Clocher, côté sud.
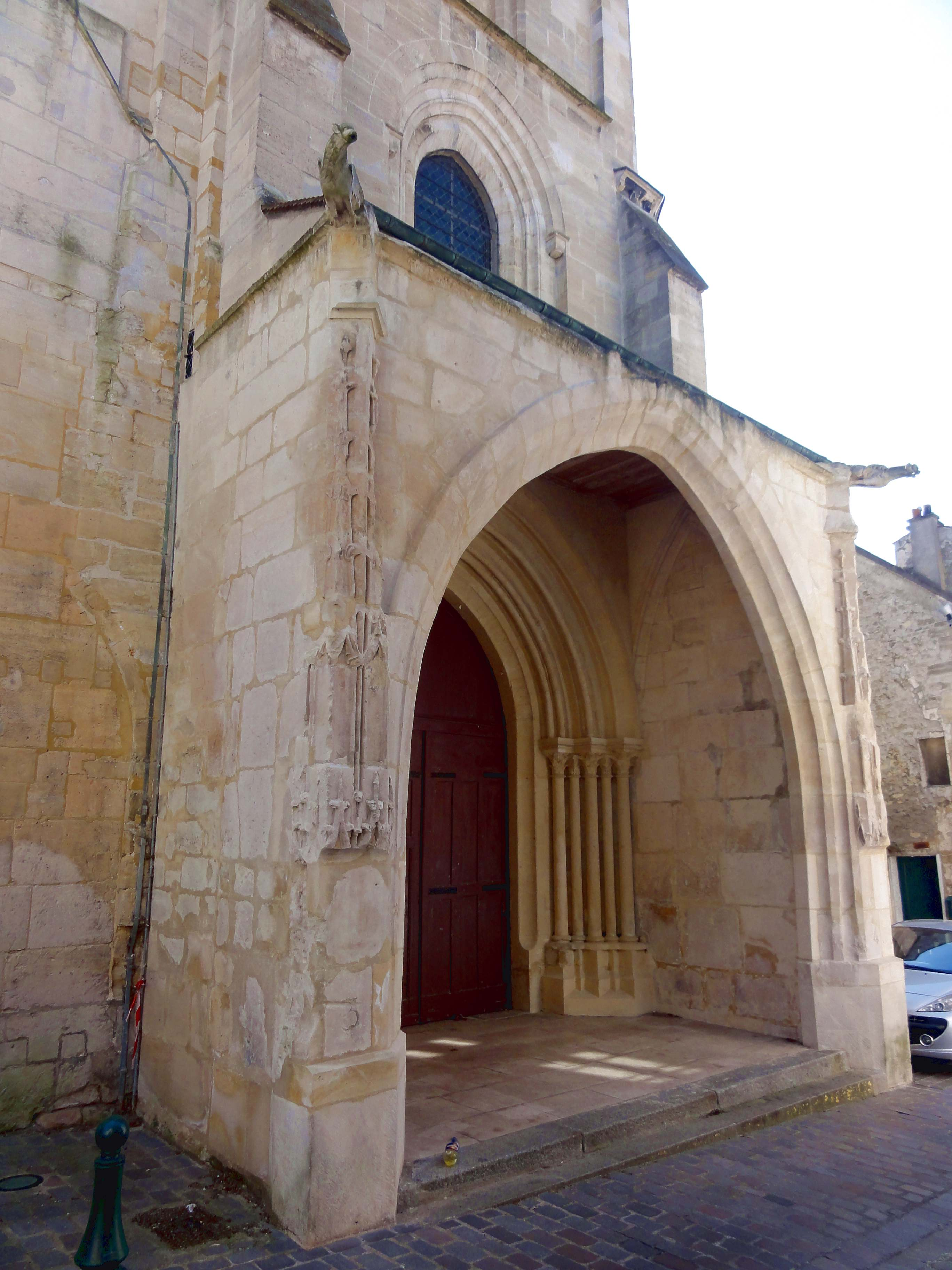
Porche devant la façade.
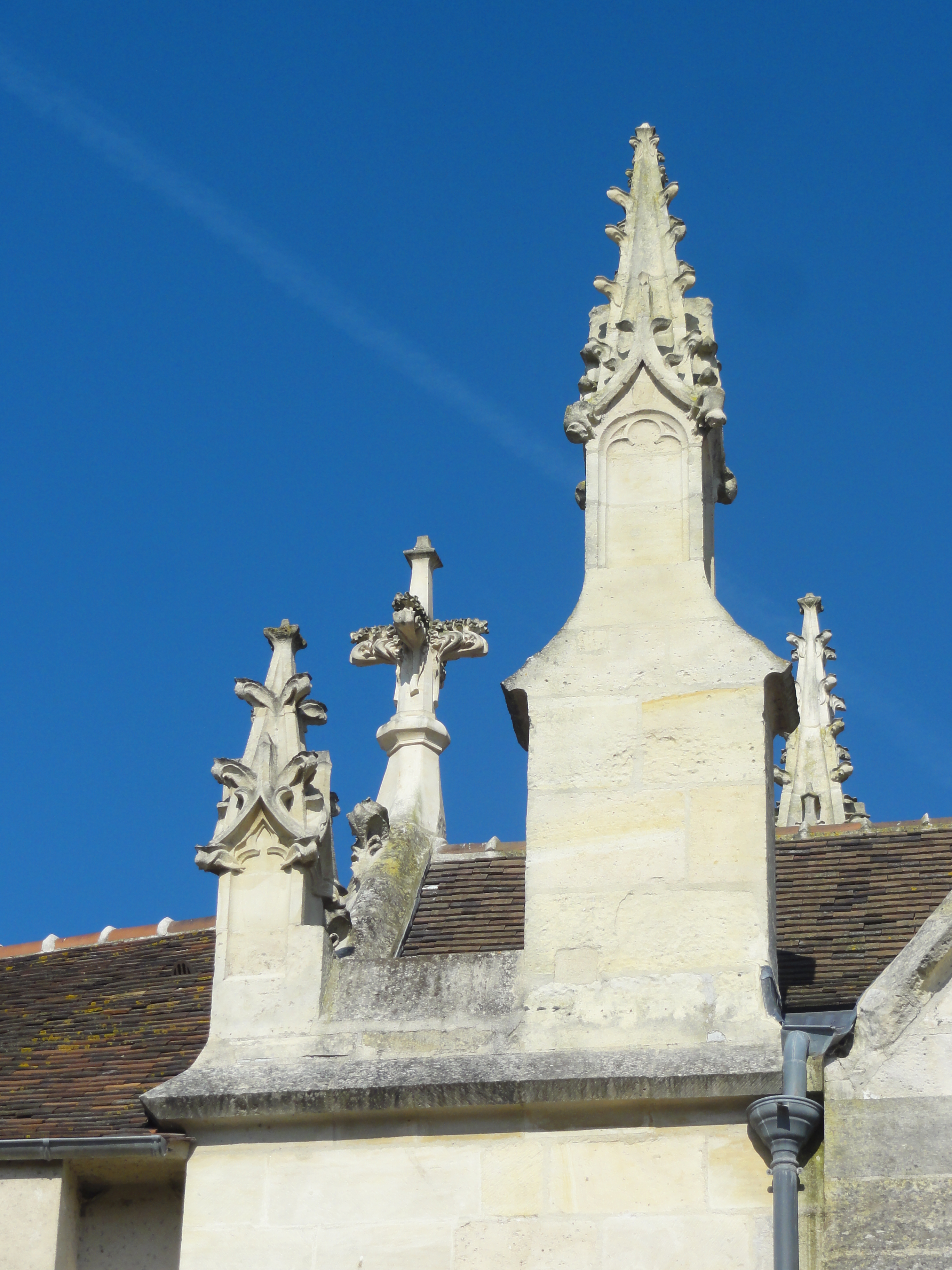
Pinacles de la sacristie.
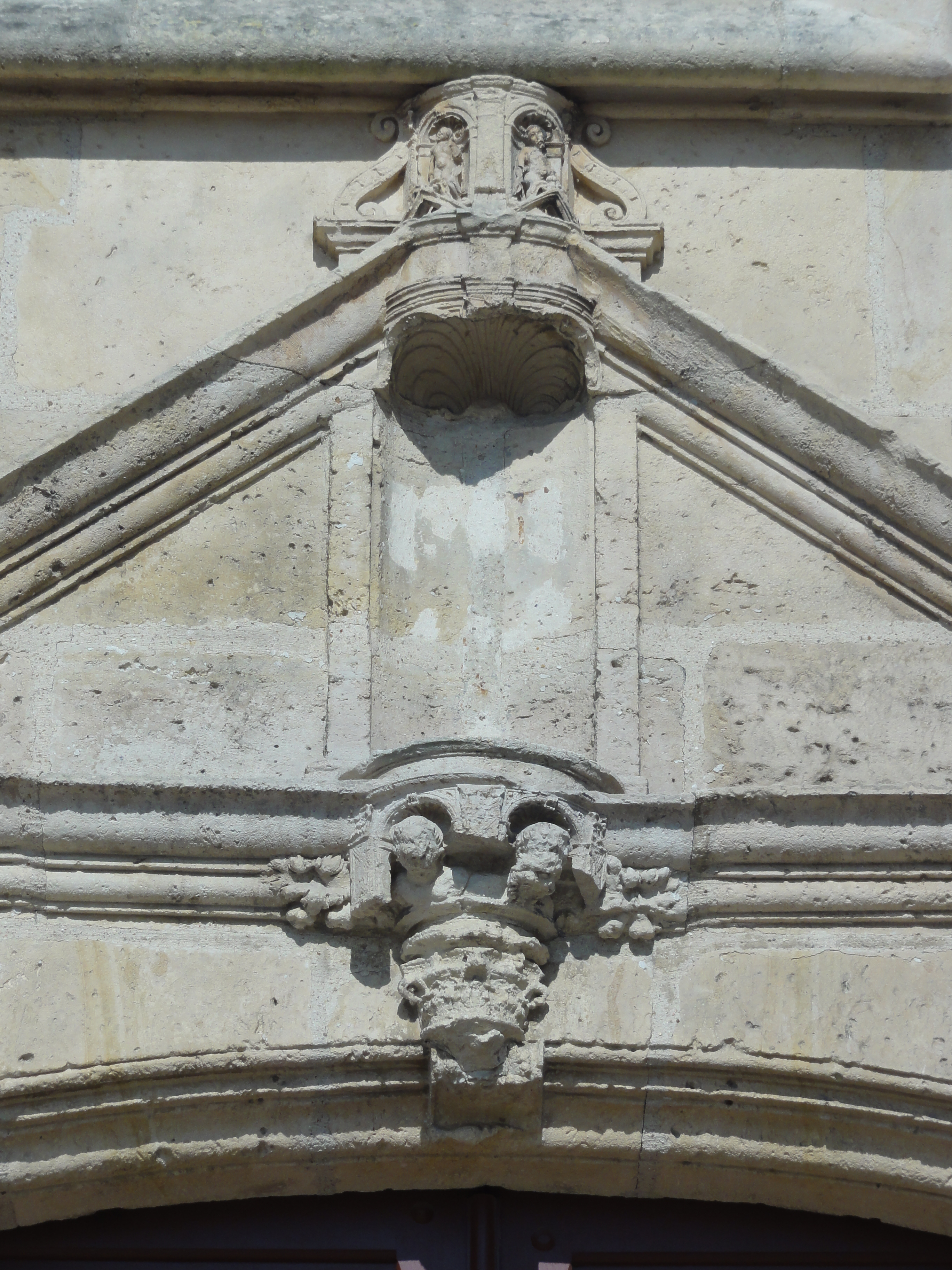
Fronton du portail.
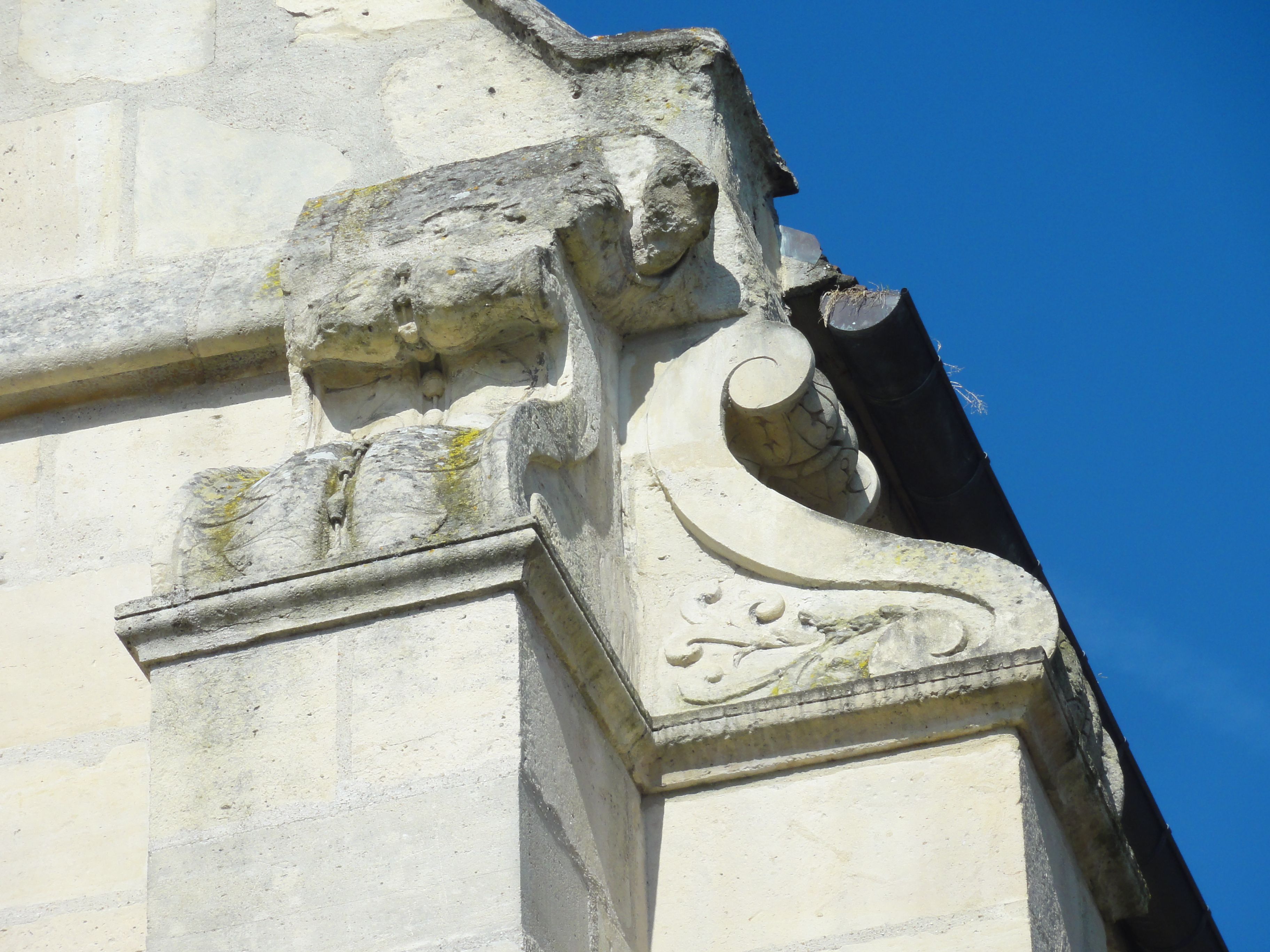
Contreforts du collatéral.

## Mobilier
Parmi le mobilier de l'église, deux tableaux sont classés monument historique au titre objet, et trois sont inscrits. Une verrière datant de 1520 environ et quatre autres datant du milieu du XVIe siècle, toutes fortement restaurées et complétées au XIXe siècle, sont également classées au titre objet, ainsi qu'une cloche en bronze de 1605.

### Sculpture et peinture

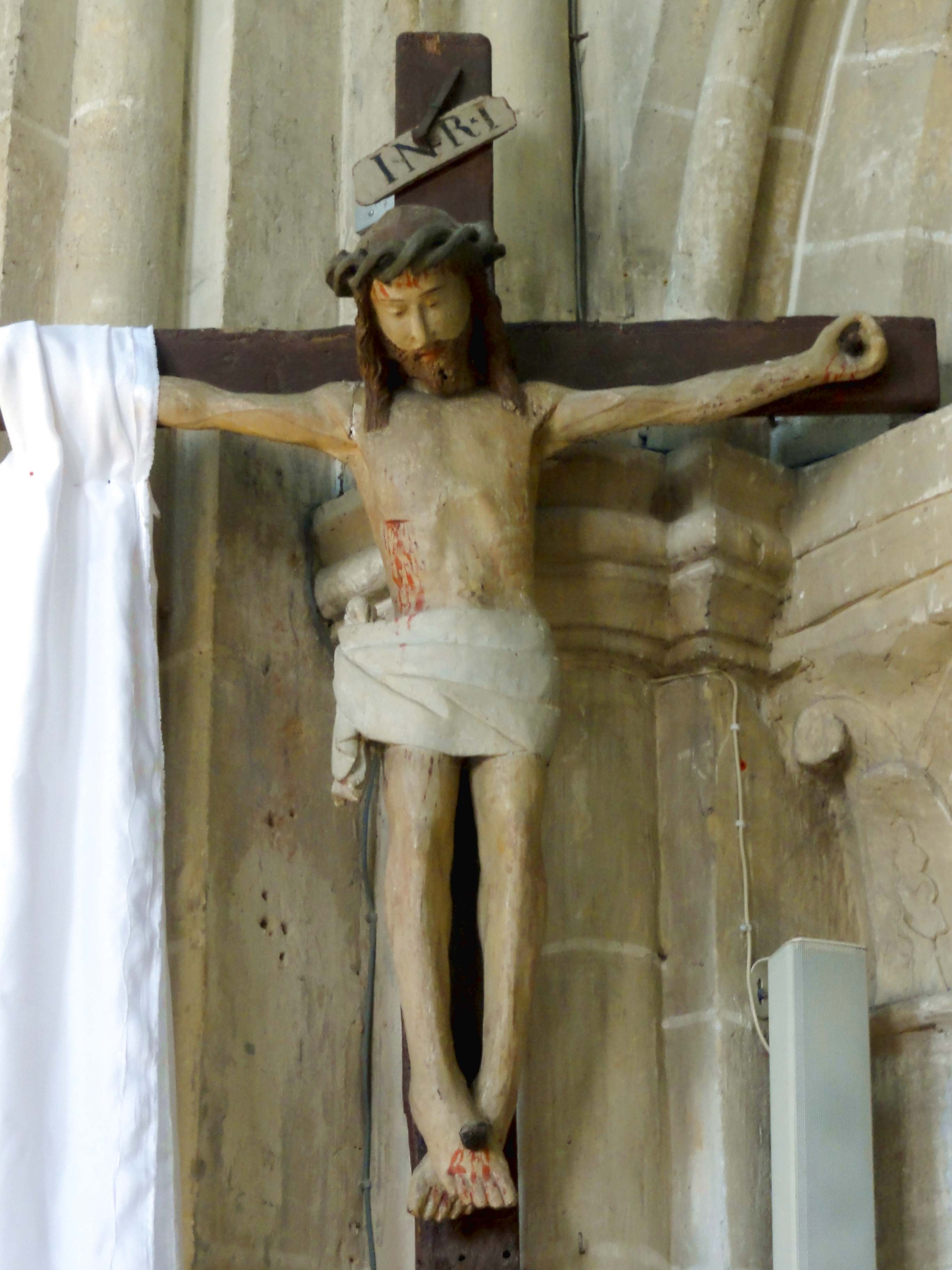
Christ en croix.

Parmi les œuvres d'art sacré présentes dans l'église, deux tableaux sont classés, et trois sont inscrits au titre objet.
- Le Christ en croix du XVIe siècle à l'entrée du chœur constitue l'une des très rares œuvres de sculpture religieuse antérieures à la Révolution conservées dans l'église Saint-Germain. Il n'est toutefois pas protégé au titre des monuments historiques. Le Christ est en bois, et mesure environ un mètre de hauteur sans la croix. Il est représenté mort, les pieds cloués l'un sur l'autre, et vêtu d'un perizonium drapé. La croix a été rallongée en partie inférieure[13].
- Le tableau représentant le Christ et la veuve de Naïm, dont il réanima le fils déjà mort (Lc 7,11-17), est l'œuvre d'un artiste anonyme peut-être du premier quart du XVIIIe siècle, à moins qu'il ne s'agisse d'un des tableaux peints en 1783 pour le prix de Rome par l'un des peintres concurrents : le sujet et les dimensions du tableau concordent avec les toiles peintes à cette occasion. Le style évoque d'ailleurs la manière de plusieurs peintres actifs dans les années 1770-1780, tels Jean-Bernard Restout et Noël Hallé. Il est peint à l'huile sur toile, et mesure 110 cm de hauteur et 144 cm de largeur. Son classement est intervenu en octobre 1988[14].
- Le tableau de retable représentant saint Michel archange terrassant le démon, dans la première chapelle du bas-côté sud, est une copie fidèle d'une œuvre originale de Guido Reni. Elle a été exécutée au troisième quart du XIXe siècle par Ludovic Lepic, dont la signature, mal lisible, figure en bas à gauche. Ce tableau est peint à l'huile sur toile, et mesure 184 cm de hauteur et 144 cm de largeur. Il est inscrit depuis avril 1986[15].
- Le tableau représentant le Christ en croix est une copie interprétée d'une œuvre originale d'Antoine van Dyck, qui se trouve dans l'église San Zaccaria de Venise. Elle a été exécutée au XIXe siècle par un peintre dont le nom n'est plus connue, et offerte à la paroisse après la loi de 1905, si bien qu'elle reste la propriété de l'association diocésaine. Le tableau est peint à l'huile sur toile, et mesure 110 cm de hauteur et 102 cm de largeur sans le cadre. Il n'est pas protégé au titre des monuments historiques à ce jour[16].
- Le tableau représentant l'Apparition du Christ à saint Bernard a été peint d'après une œuvre originale de Francisco Ribalta par un artiste anonyme, probablement au cours du XIXe siècle. Il est peint à l'huile sur toile, et mesure 127 cm de hauteur et 96 cm de largeur. Son inscription date de juin 1990[17].
- Le tableau représentant l'Adoration des bergers a été attribué à Lubin Baugin par Jacques Thuillier en 1963[18], et s'inscrit dans la production religieuse du peintre après son retour d'Italie en 1640[19]. Il est peint à l'huile sur toile, et mesure 158 cm de hauteur et 168 cm de largeur. Cette œuvre est classée depuis septembre 1963[20].
- Le tableau représentant la Fuite en Égypte a été peint en 1808 par Alphonse Alexandre Niquevert, peintre né à Janville en 1776. Il est peint à l'huile sur toile, et mesure 251 cm de hauteur et 220 cm de largeur avec le cadre. Son inscription est intervenue en avril 1984[21] (sans illustration).

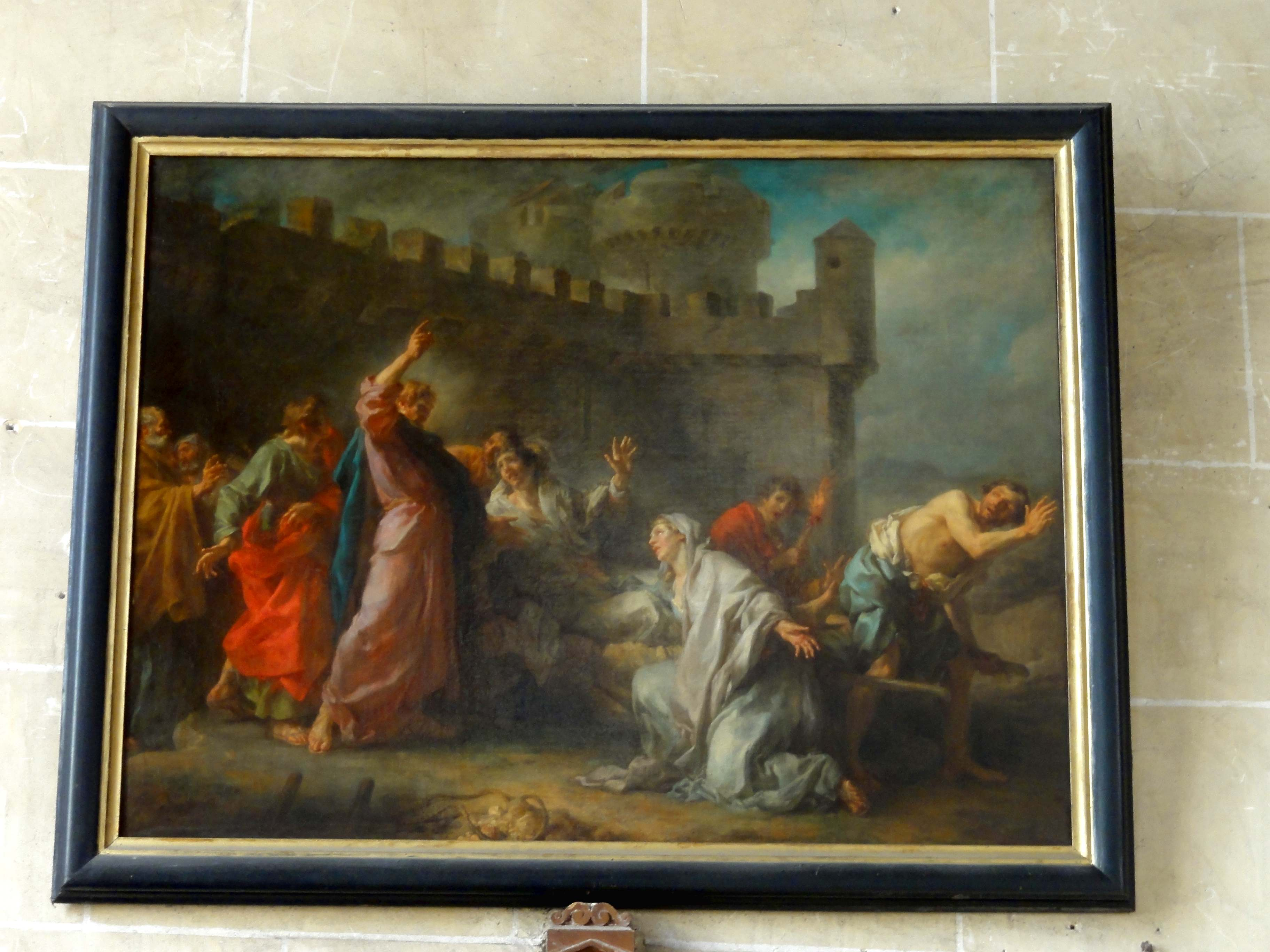
Tableau - le Christ et la veuve de Naïm.
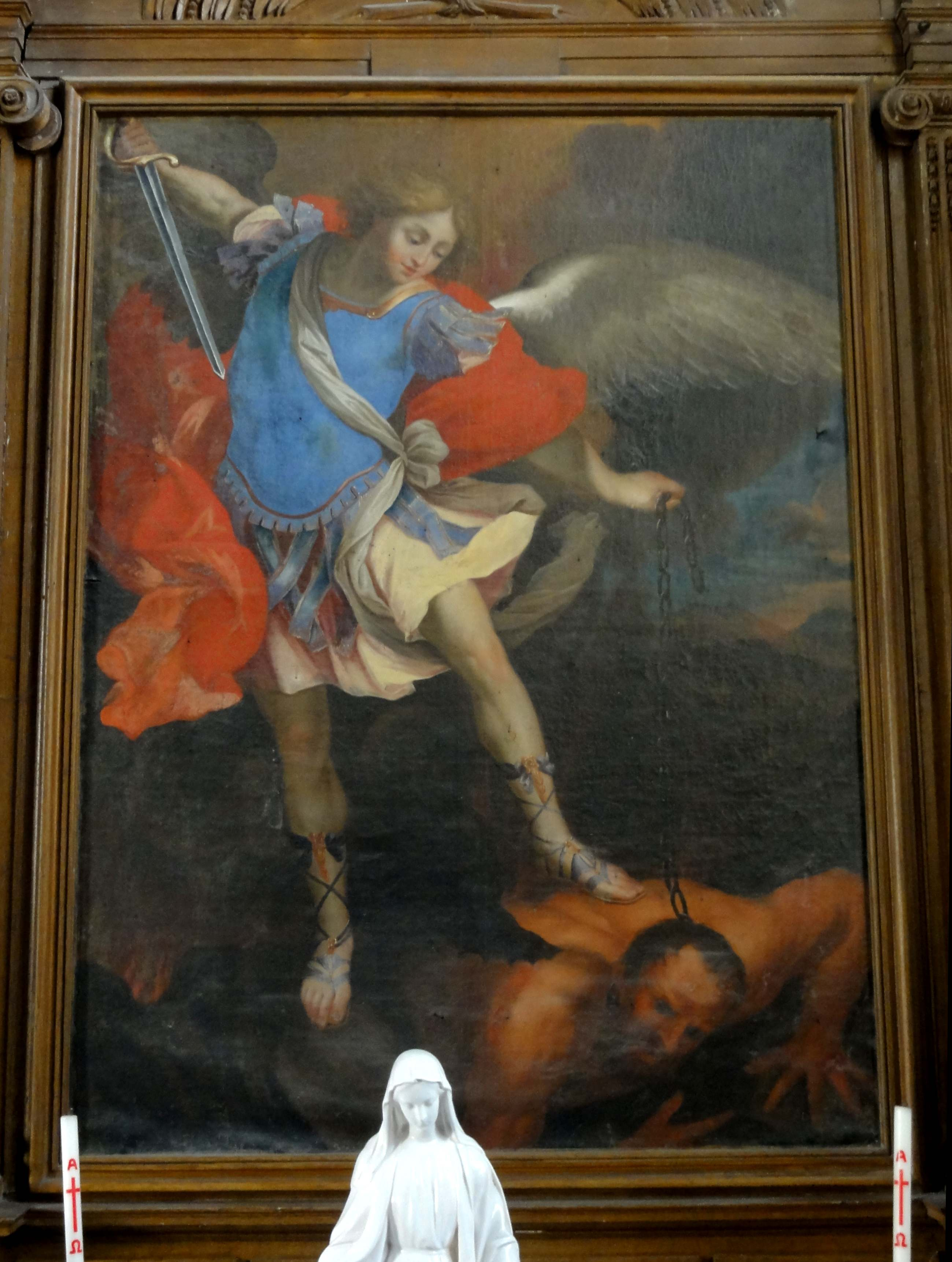
Tableau - Saint Michel terrassant le démon.
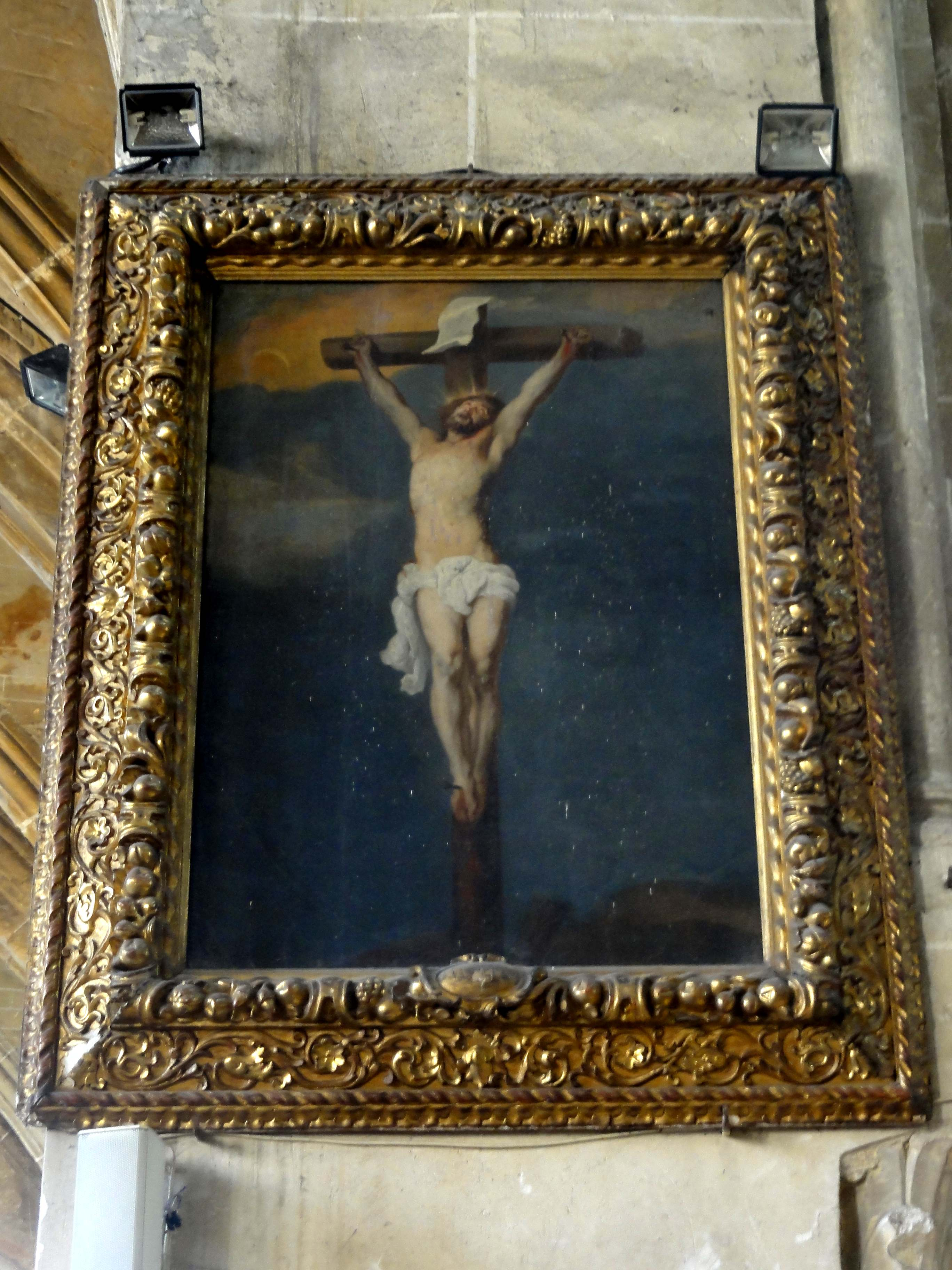
Tableau - Christ en croix.
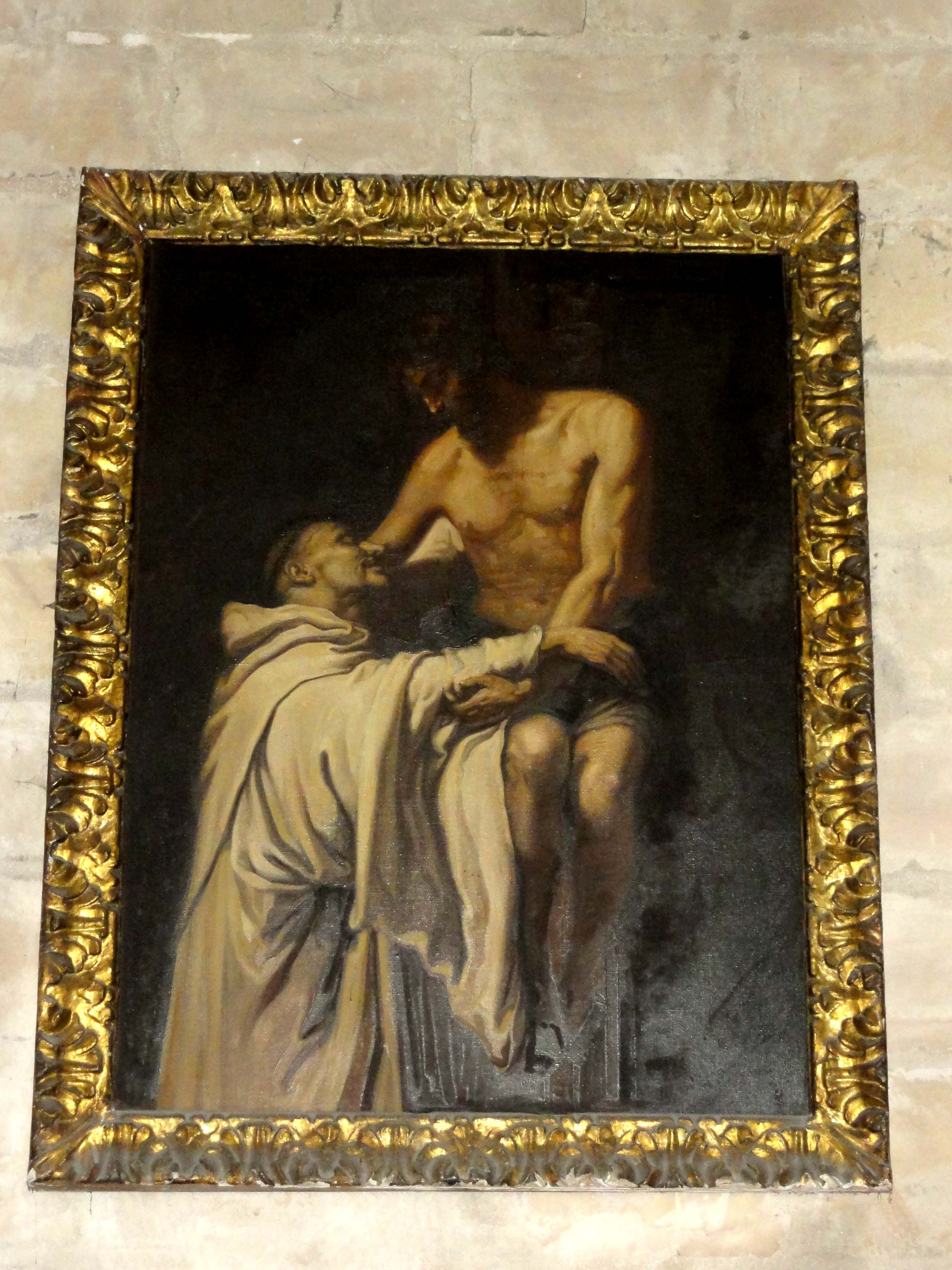
Tableau - Apparition du Christ à saint Bernard.
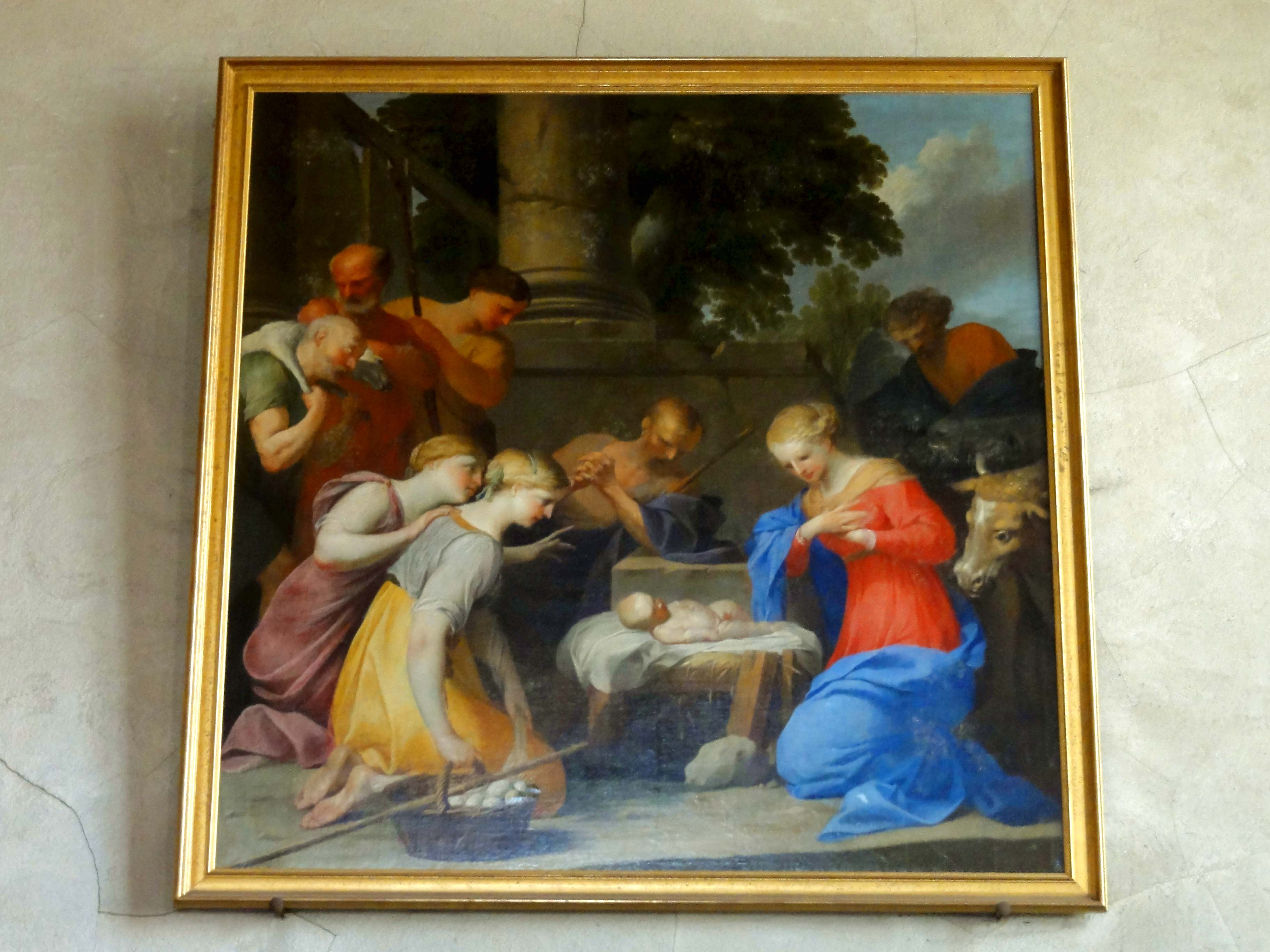
Tableau - Adoration des bergers.

### Vitraux

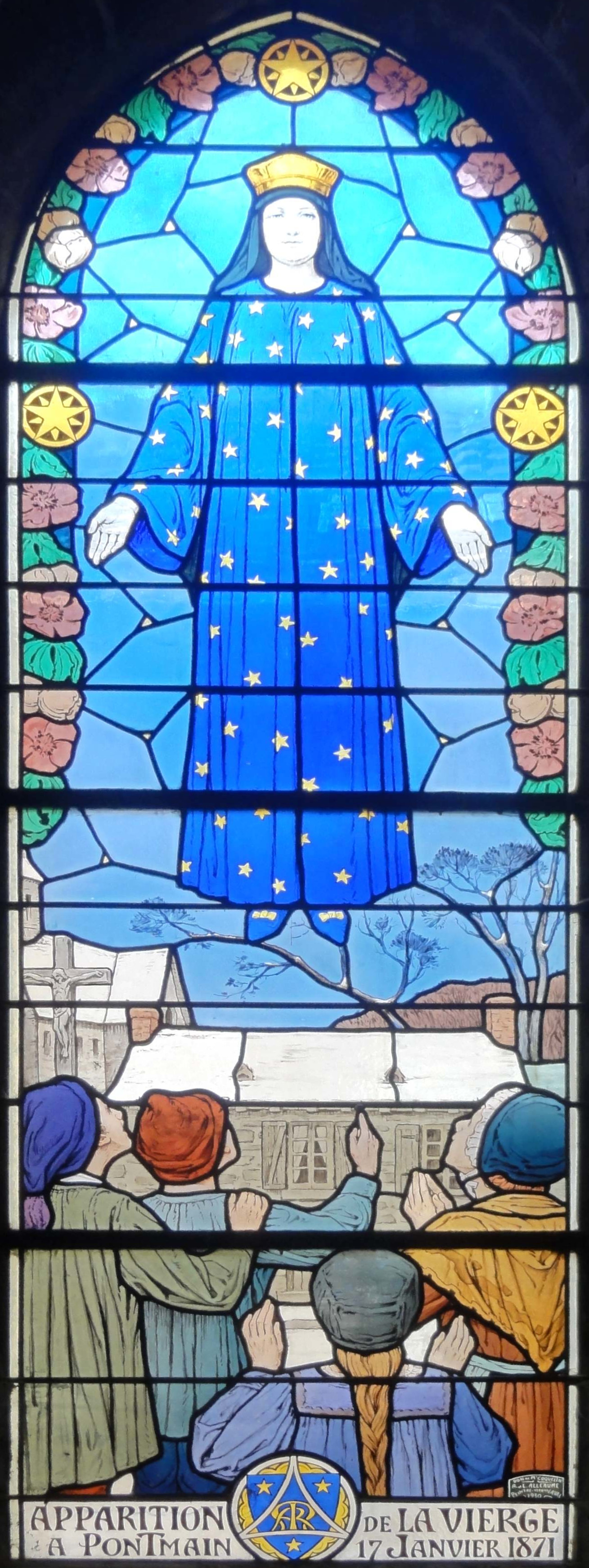
Apparition de la Vierge à Pontmain en 1871 (1930).

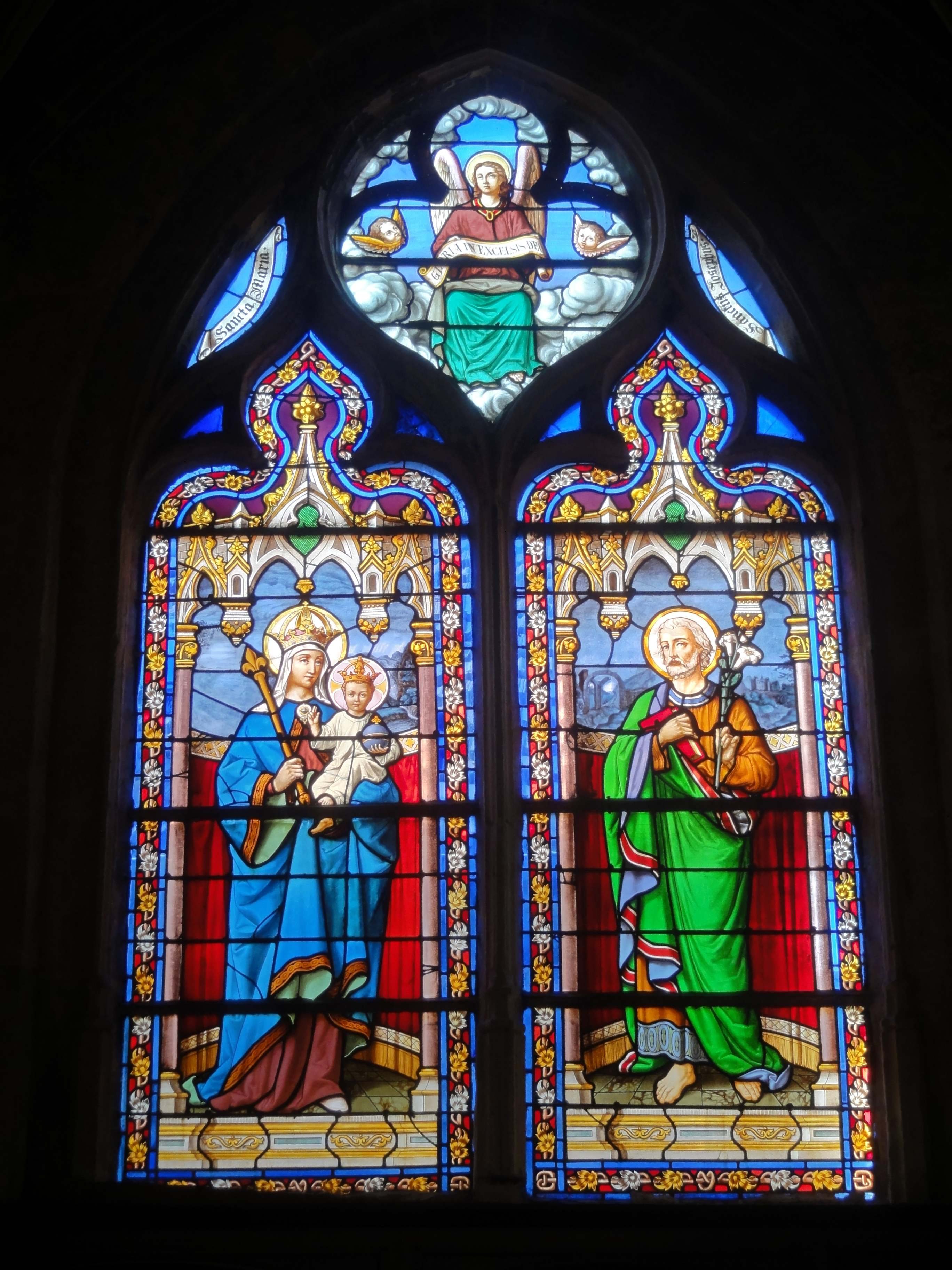
Vierge à l'Enfant et saint Joseph (vers 1874).

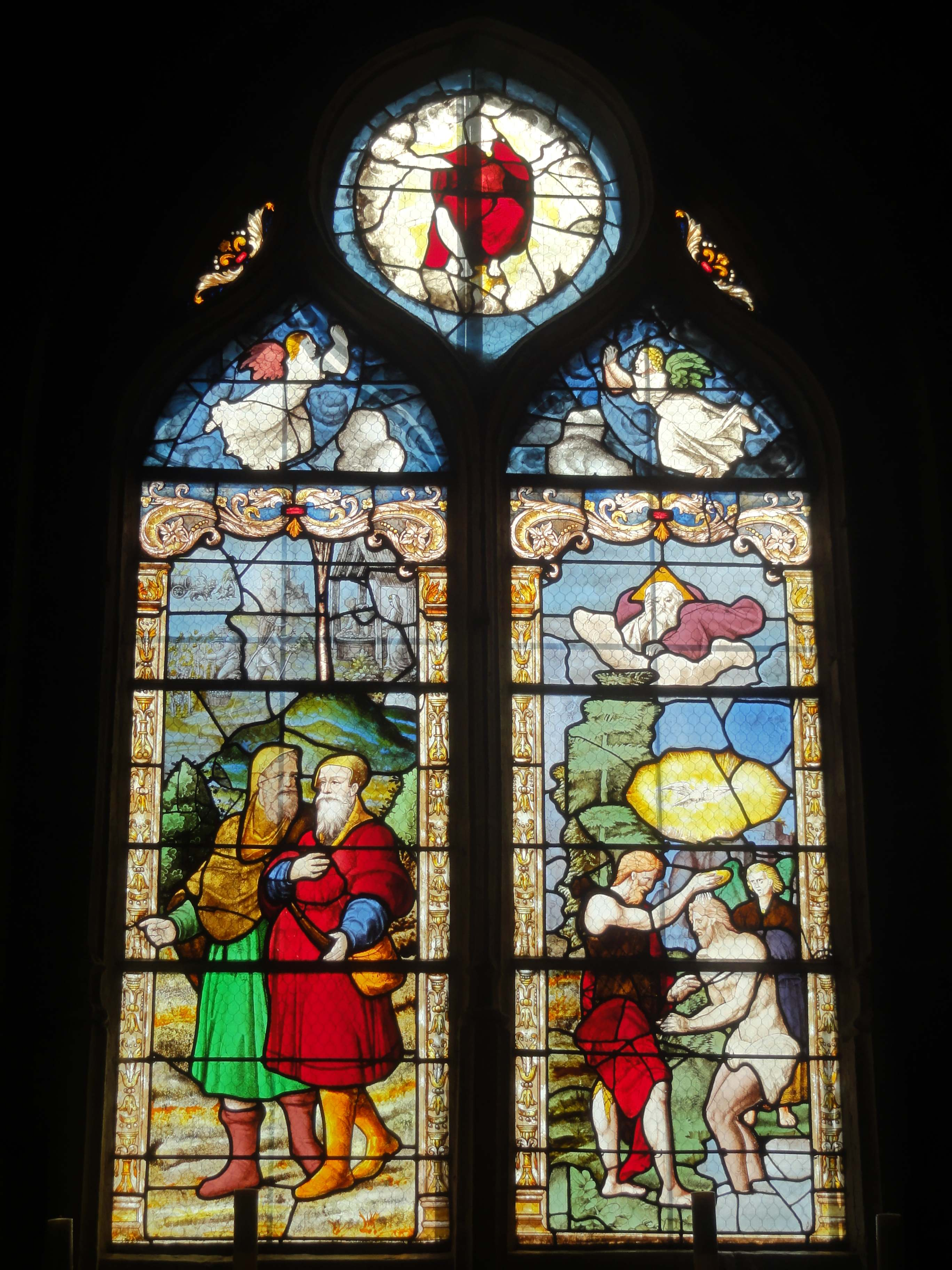
Les pèlerins d'Emmaüs ou le pressoir mystique, et le baptême du Christ (vers 1520, complété en 1879).

Les vitraux de l'église datent du XVIe, du XIXe et du XXe siècle. Parmi ceux du XXe siècle, il faut d'abord signaler la verrière no 18 au début du bas-côté sud, qui a été réalisée en 1958 par le vitrailliste André Ripaux, de Versailles, mais prête à confusion avec une verrière médiévale. Au milieu de verre blanc, elle contient trois médaillons circulaires copiés sur des vitraux du XIIIe siècle, qui représentent tous des scènes de martyr. La verrière no 16, dans la travée suivante, occupe également une place de choix parmi les vitraux de l'église, et ceci pour son style particulier entre Art nouveau (pour la partie supérieure) et bande dessinée (pour la partie inférieure). Elle a été confectionnée par les frères Auguste Alleaume et Ludovic Alleaume, et a été offerte à la paroisse par Me Coquelin, notaire à Andrésy, en 1930. Son sujet est l'apparition de la Vierge à Pontmain le 17 janvier 1871. Quatre autres verrières ont été réalisées entre 1968 et 1986 par l'atelier Cot Dezande, selon des cartons de Michel Gigon, et sous la direction du centre des Monuments historiques. Ce sont des verrières abstraites illustrant des pensées religieuses. Elles concernent la grande baie du chevet (no 18), les deux verrières de la dernière travée du collatéral Renaissance, une côté chevet (no 1) et une côté nord (no 3), et la toute première verrière de ce même collatéral (no 17).
Les verrières du XIXe siècle sont au nombre de six, sans compter les apports à des verrières Renaissance incomplètes et restaurées à cette époque. Une verrière est de style Néo-Renaissance, et s'apparente assez à certaines verrières Renaissance de l'église Saint-Germain. C'est la verrière no 8 dans la deuxième chapelle latérale du bas-côté sud. Au milieu d'un décor architecturé, ses deux lancettes représentent la Vierge à l'Enfant, à gauche, et saint Joseph, à droite. Un ange adorateur tendant un phylactère avec les mots Gloria in excelsis Deo figure au tympan. Malgré sa date assez récente, probablement le troisième quart du XIXe siècle, l'Inventaire général du patrimoine culturel n'apporte strictement aucun renseignement précis sur cette verrière ; ni le nom du peintre verrier, ni l'année, ni le nom du donateur ou de la donatrice, et ni même les dimensions. C'est aussi le cas des cinq autres verrières du XIXe siècle. Ce sont, pour l'essentiel, des grisailles agrémentées de motifs ornementaux végétaux en couleurs, dans le goût néo-gothique. Elles datent probablement de la restauration entamée en 1874. L'une, la verrière no 14, dans la troisième travée du bas-côté sud, a du reste été omise par l'Inventaire. Ensuite, la verrière no 6, dans la troisième chapelle du bas-côté sud, contient au milieu de ses lancettes des petites représentations de saints figurés de face et en pied. Ce sont un saint évêque, vraisemblablement saint Germain de Paris, patron de l'église, et saint Paul. Les trois autres verrières en grisaille du XIXe siècle se situent toutes dans le collatéral nord Renaissance, à savoir dans les baies no 7, 13 et 15 (sixième, troisième et deuxième travée ; la première et la dernière travée contenant des verrières abstraites, et la septième, la cinquième, la troisième, des verrières Renaissance). Parmi ces trois verrières, seule celle de la deuxième travée comporte un vitrail figuré, en l'occurrence un Christ en croix, dans la lancette médiane. À ses pieds, un prêtre en prière représente sans doute le donateur, dans la tradition du XIXe siècle. Les deux autres verrières sont exclusivement ornementales, et n'ont aucune originalité, ni valeur artistique.
Les verrières du XVIe siècle sont au nombre de cinq seulement, et concernent deux fenêtres flamboyantes à deux lancettes, dans la première chapelle du bas-côté sud (no 8), au chevet du bas-côté sud (no 2) ; ainsi que trois fenêtres Renaissance à trois formes en plein cintre, dans le collatéral nord (no 5, 9 et 11). Elles sont classées depuis juin 1908. La verrière no 8 comporte des fragments du second quart du XVIe siècle, qui proviennent de la baie no 11, et ont été recomposés et complétés après 1874. La largeur est de 160 cm, et la hauteur est de 350 cm. Le registre inférieur de la lancette de gauche montre la naissance de saint Jean-Baptiste, et le registre inférieur de la lancette de droite, la Circoncision de Jésus. Le registre supérieur comporte les plafonds des pièces ; un dais architecturé comme sur le fronton du portail du collatéral, avec une tête de femme au milieu et des chimères à gauche et à droite ; ainsi que des personnages allongés au milieu des fruits des champs. Le tympan affiche un ange voletant dans le ciel. La verrière no 2 est d'une facture toute différente, ce qui vaut pour la composition générale, qui accorde peu de place au décor architecturé, mais aussi les scènes représentées, qui se tiennent à l'extérieur, et motivent un décor paysager. Ce n'est pas pour autant que cette verrière soit plus authentique. La lancette de gauche représente deux Apôtres sur le chemin d'Emmaüs. En 1844, il ne restait que deux visages de vieillards et un phylactère, qui ont inspiré le vitrailliste Nicolas Lorin pour composer la scène que l'on voit actuellement, en 1879. En 1889, l'abbé Léopold-Henri Marsaux en 1889, conscient de la profonde restauration, conclut qu'il doit s'agir du prophète Isaïe et de son interlocuteur, auquel il relate l'épisode du pressoir mystique (Es 5,1), qui est symbolisé par quatre scènes intégrées dans le décor paysager en arrière-plan : les vendanges, le vendangeur se rendant au pressoir, un homme et une femme à l'œuvre au pressoir, le transport d'un fût de vin. La lancette de droite représente le baptême du Christ dans le Jourdain par saint Jean-Baptiste. Ici, l'encadrement a été refait par Lorin. Le  Christ en gloire et les anges du tympan ont été complétés assez récemment, en 1986, par l'atelier Hermet-Juteau, successeur de Lorin,.
Parmi les trois verrières du milieu du XVIe siècle du collatéral nord, qui mesurent 200 cm de largeur et 350 cm de hauteur, seule la verrière no 5 est actuellement visible, les deux autres ayant été déposées en vue d'une restauration. La verrière no 5 est hagiographique, et appartient globalement au même type que la verrière no 8, dont les vitraux proviennent de la verrière no 11. Fortement restaurée à l'instar des deux précédentes, cette verrière no 5 entretient elle aussi un rapport avec la verrière no 11 dans son ancienne configuration, car elle en tient le décor architecturé du registre inférieur. Celui-ci est particulièrement développé, et occupe le premier et le troisième registre, soit plus que la moitié de la superficie des lancettes, sans compter les colonnettes à chapiteaux posées sur des stylobates entre lesquelles se tiennent les personnages. Ce sont, de gauche à droite, saint Benoît, saint Pierre et saint Jean-Baptiste. Lors d'une restauration, saint Pierre et saint Jean-Baptiste ont été inversés. Au tympan, figurent l'Ecce homo et deux anges musiciens. La verrière no 9 est elle aussi recomposée, ce qui est ici plus évidente que sur les autres. En effet, la lancette médiane contient des fragments d'un arbre de Jessé, avec seulement six rois, dont Manassé occupe un mauvais emplacement depuis une restauration, tandis que les deux autres lancettes représentent des saints diacres martyrs dans un décor architectural perspectivique tout à fait remarquable. Il s'agit de deux parmi saint Laurent, saint Vincent et saint Étienne. Au sommet de ces deux lancettes et dans les mouchettes, figurent deux anges thuriféraires et deux anges musiciens, et la Vierge à l'Enfant occupe le tympan. Enfin, la verrière no 11 ne conserve plus que quelques panneaux parmi ceux qui la composaient encore au XIXe siècle (voir ci-dessus). Parmi eux, les deux panneaux qui forment le vitrail du festin du mauvais riche (Lc 16,19-31) représentent sans doute l'œuvre la plus intéressante de l'église. Elle est inspirée d'une gravure de Heinrich Aldegraver conservée à la bibliothèque nationale de France (sans illustration).

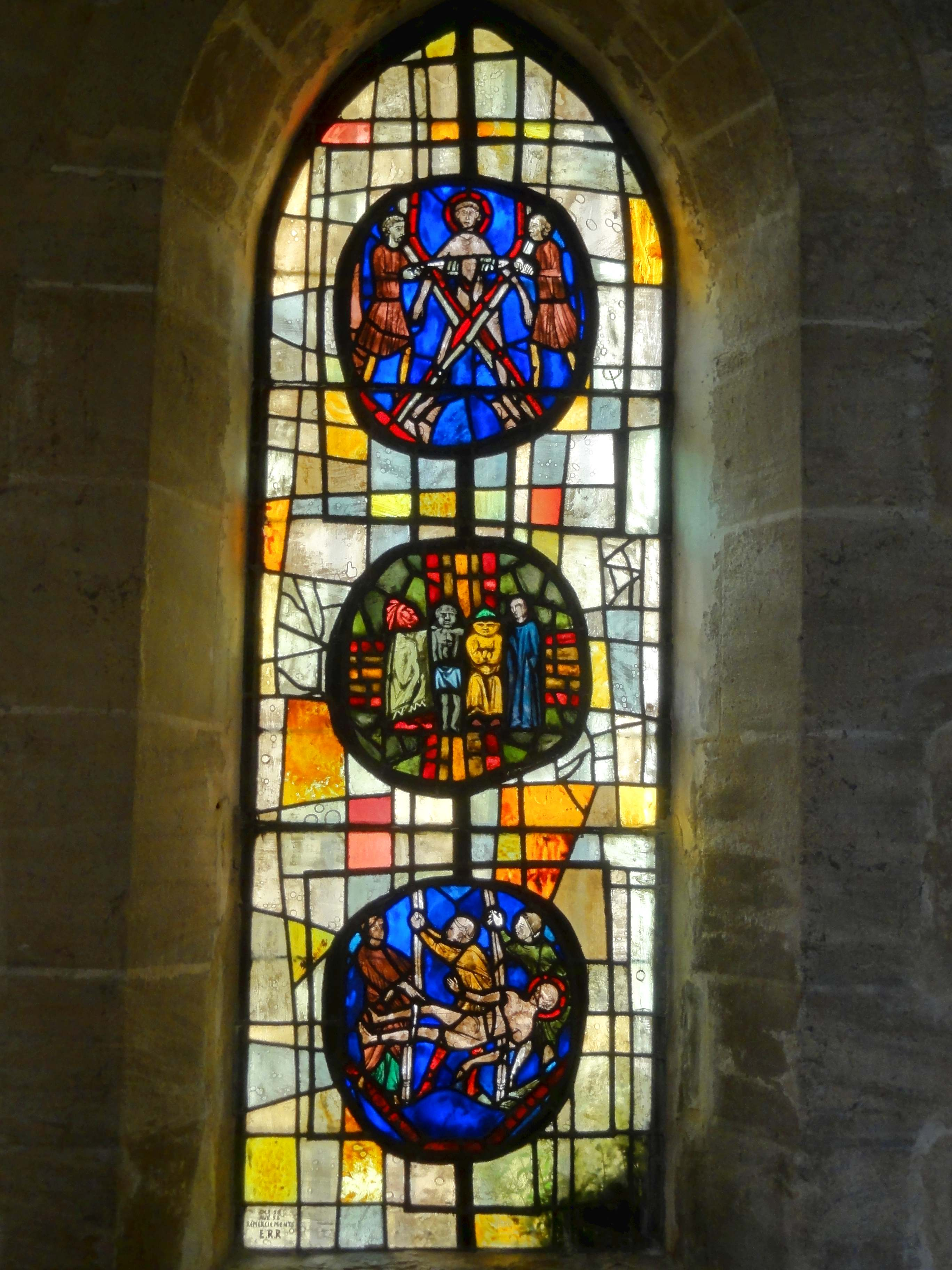
Trois martyrs (copies d'originaux du XIIIe siècle).
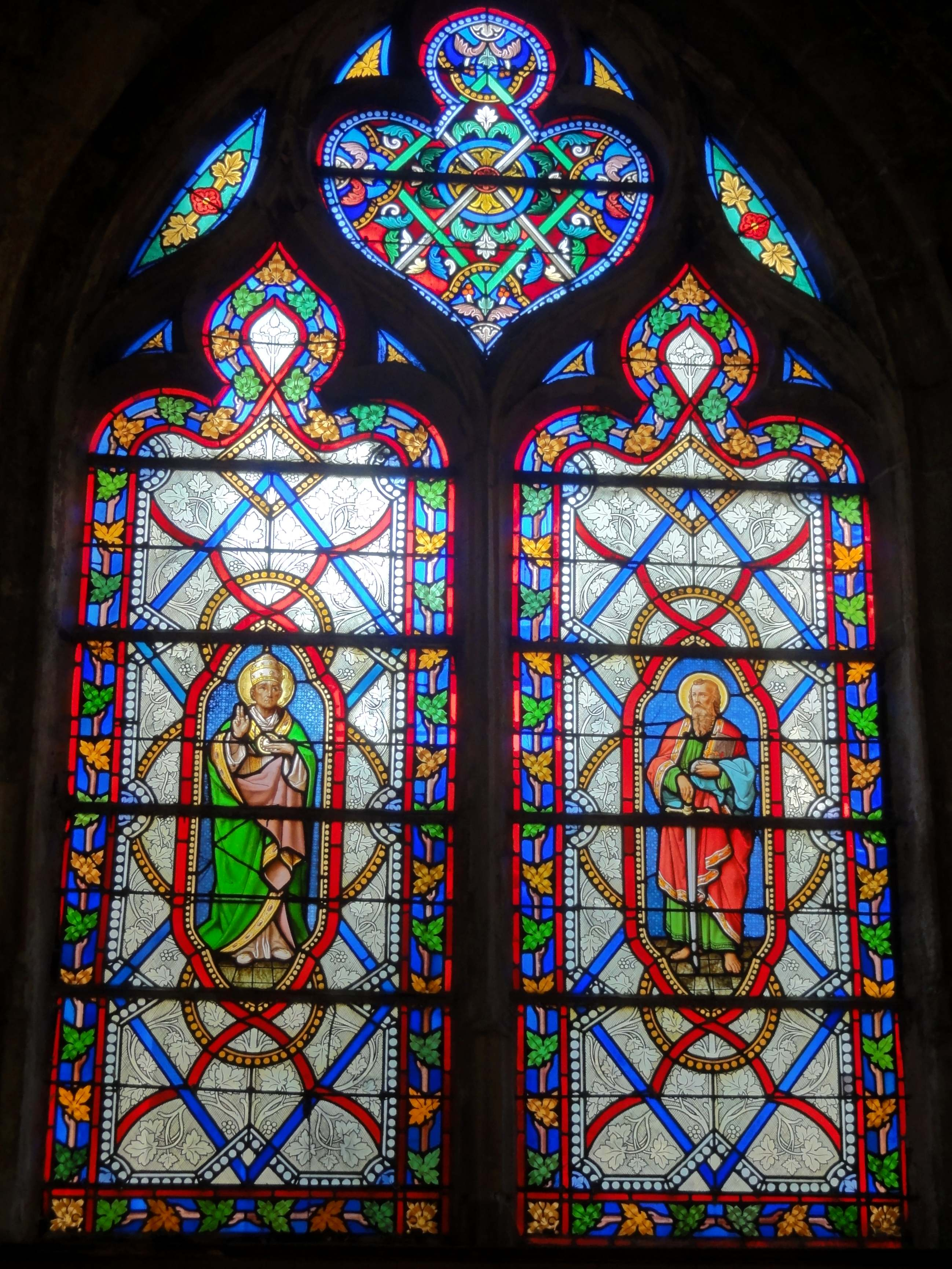
Saint Germain et saint Paul (vers 1874).
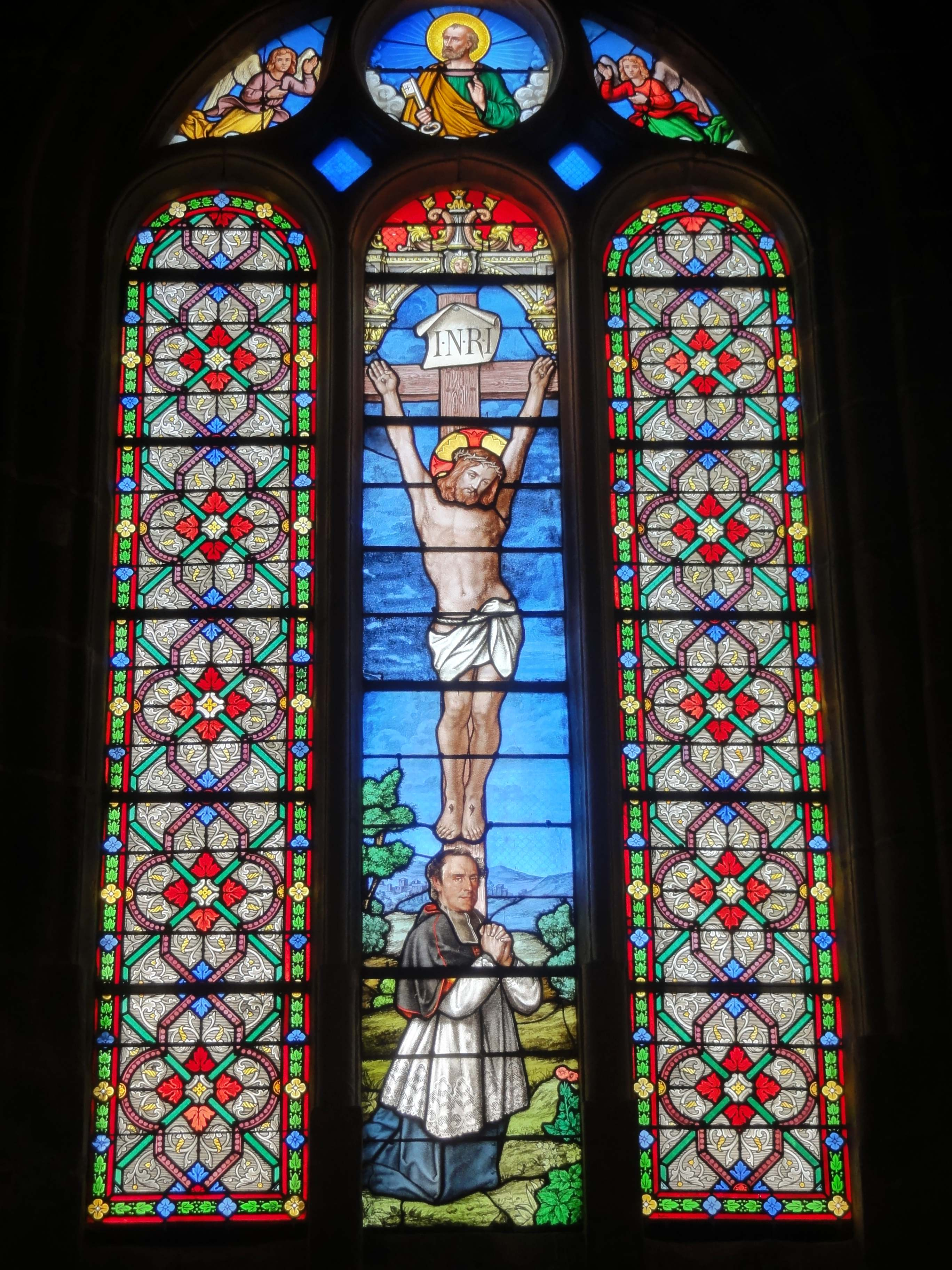
Christ en croix et donateur (vers 1874).
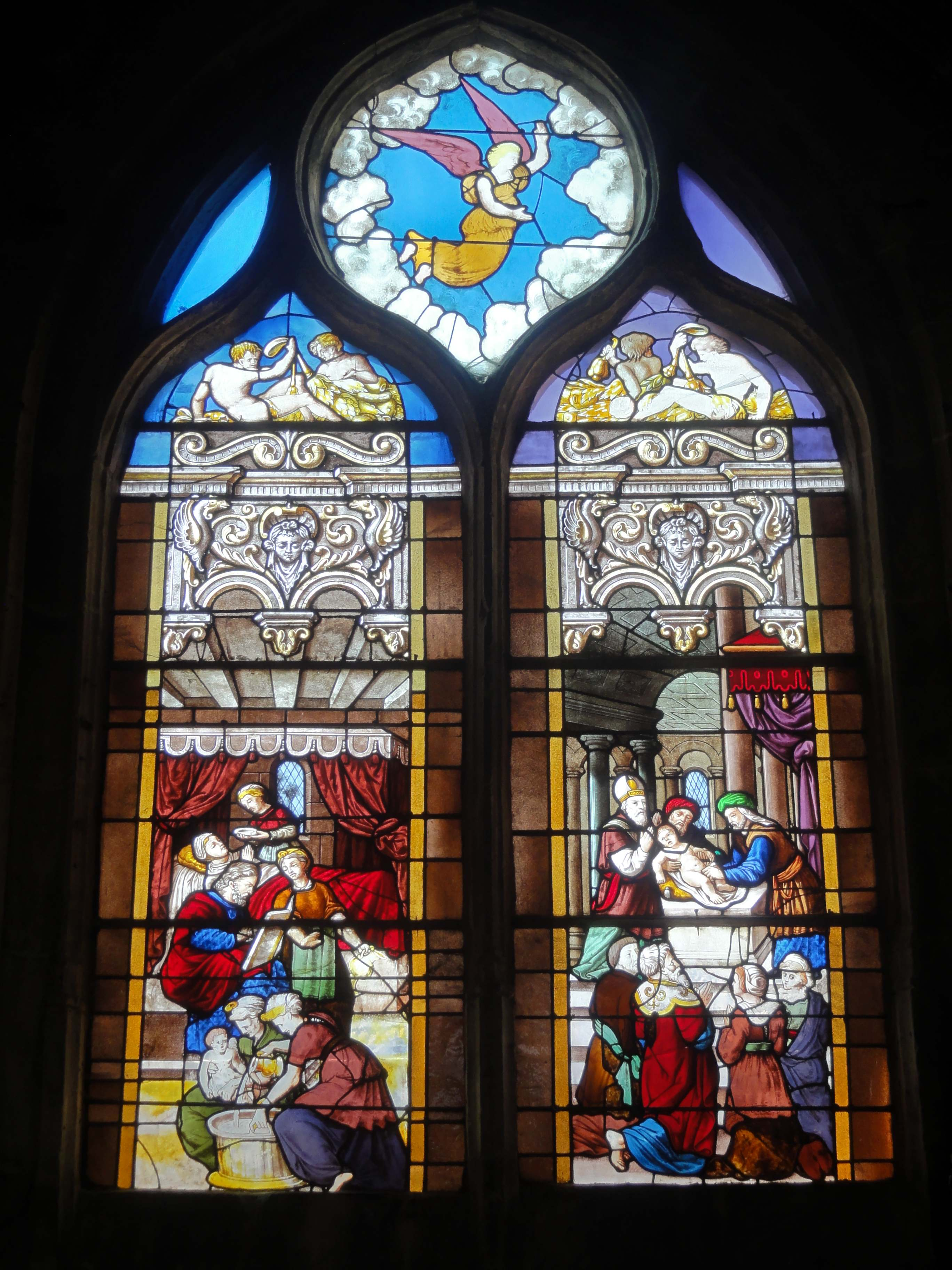
Naissance de saint Jean-Baptiste et Circoncision (vers 1520).
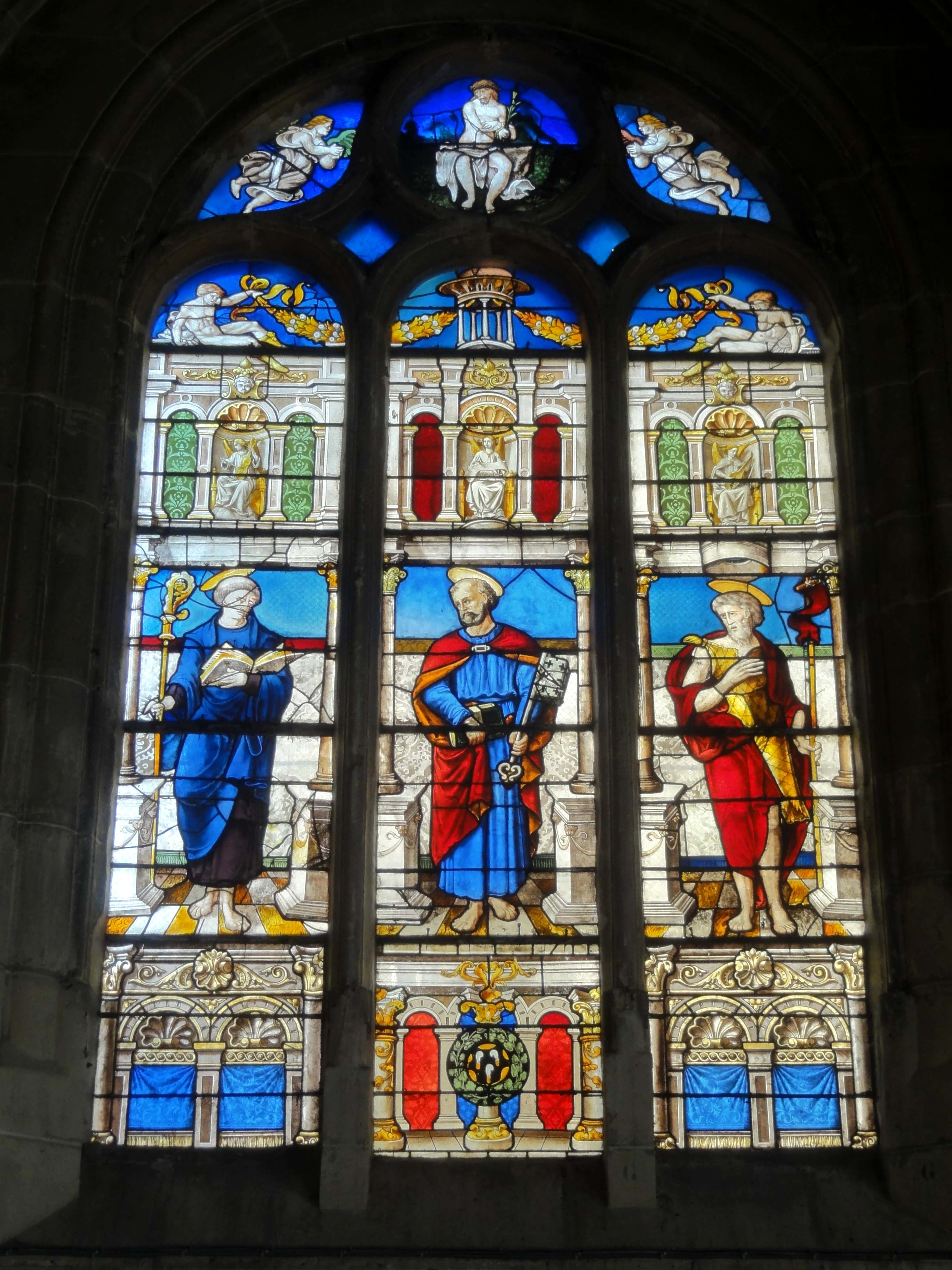
Saint Benoît, saint Pierre et saint Jean-Baptiste (vers 1550).
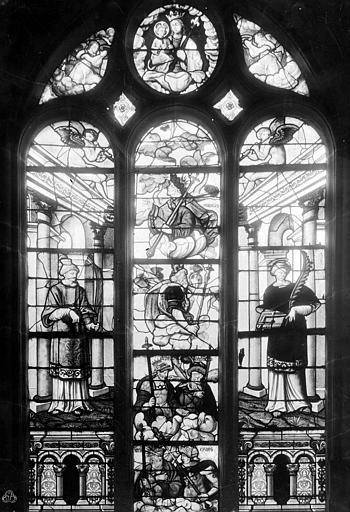
Arbre de Jessé et deux saints diacres martyrs.

### Plaques de fondation

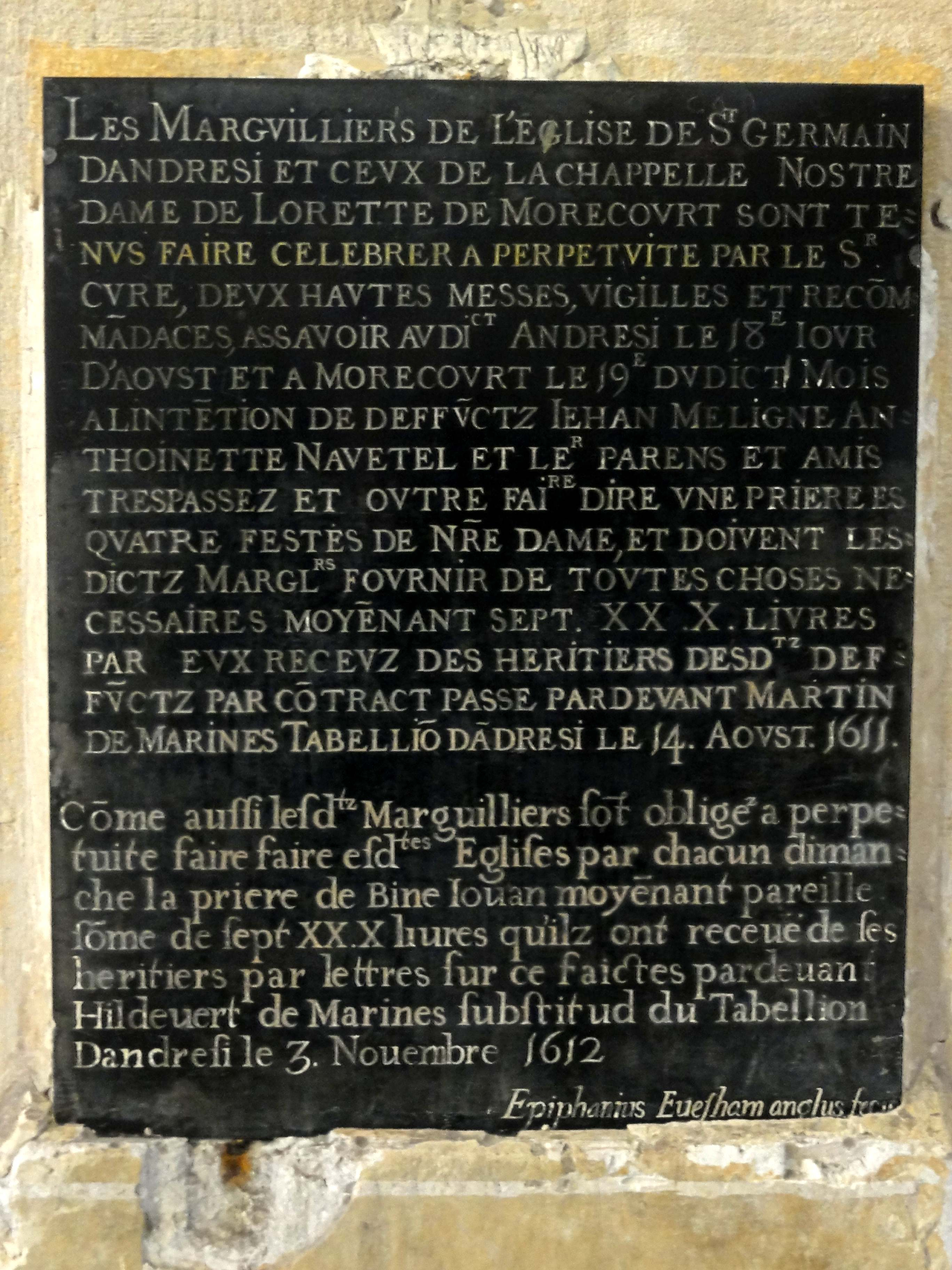
Plaque de fondation de Jean Meligne, 1612.

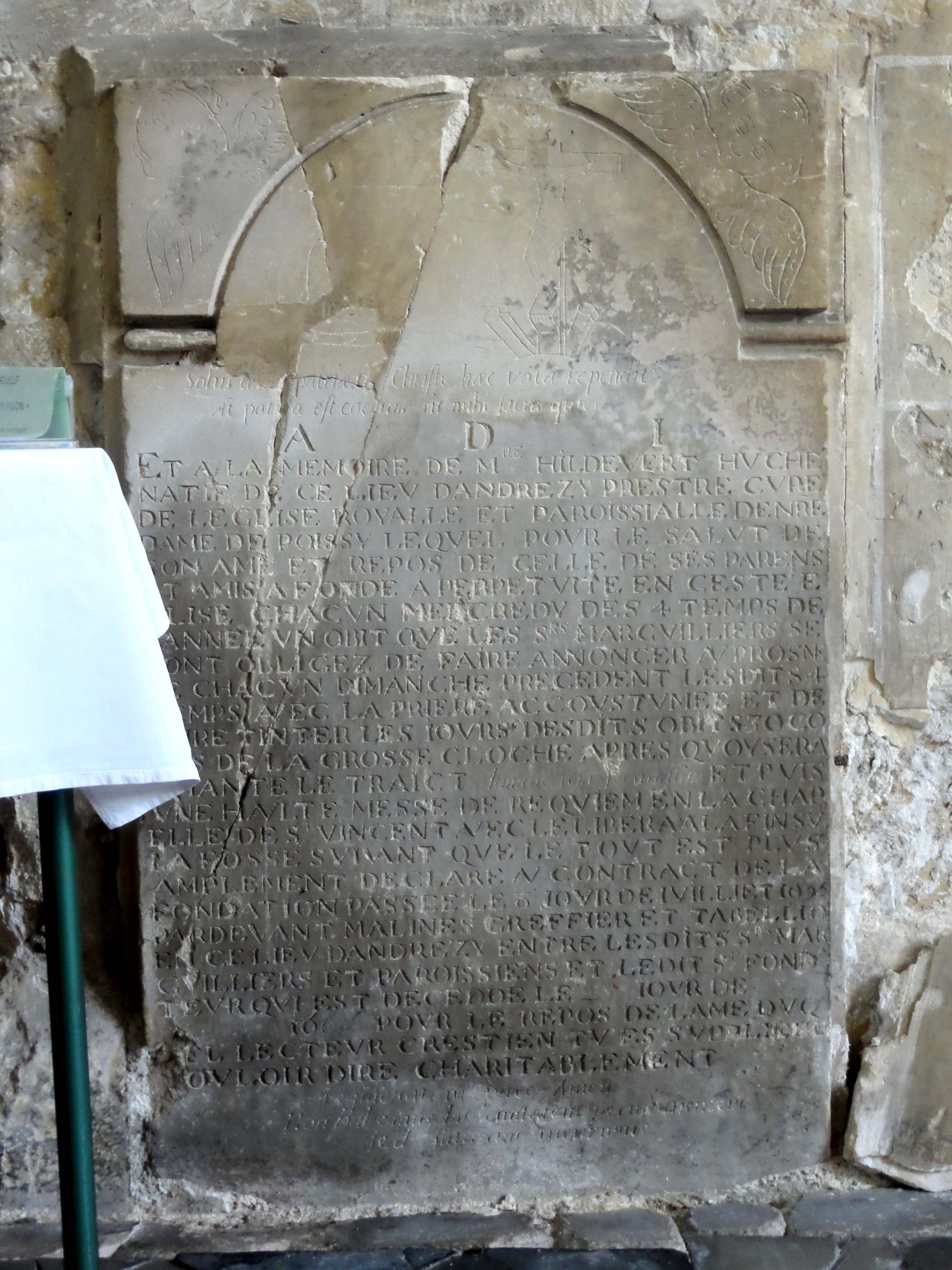
Plaque de fondation de Hildevert Huche, 1666.

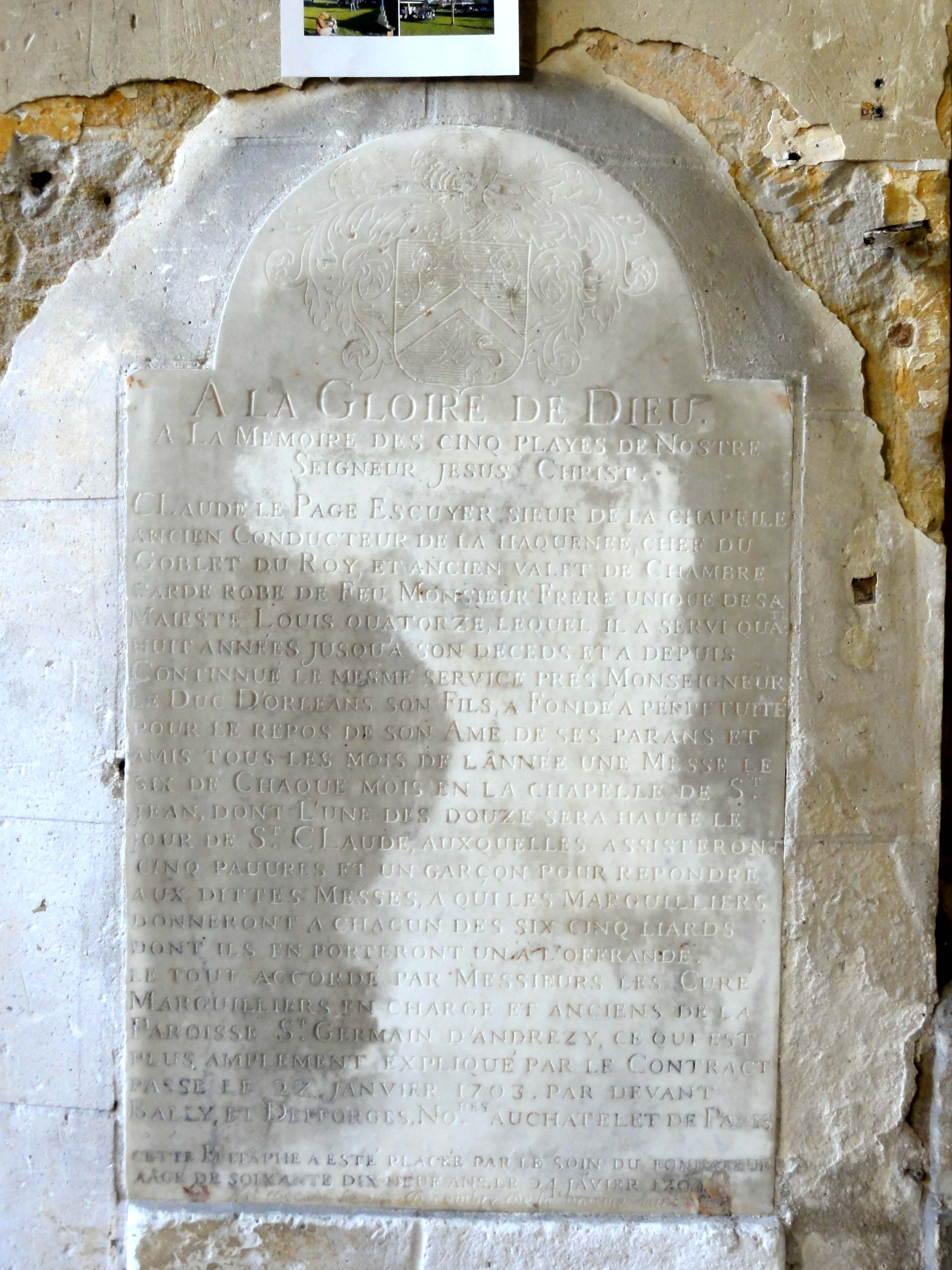
Plaque de fondation de Claude Le Page, 1704.

- La plaque de fondation de Jean Meligne et Anthoinette Navetel, son épouse, est en marbre noir, et mesure 59 cm de hauteur pour 50 cm de largeur. Elle est accrochée au premier pilier des grandes arcades du nord, et daterait de 1612. Cette plaque, dépourvue de toute ornementation, ne mentionne pas la date de décès du donateur, mais seulement la date du contrat passé devant Martin de Marines, tabellion à Andrésy, le 14 août 1611. Les défunts laissent à leurs héritiers le soin de remettre la somme de 150 livres aux marguilliers, et demandent qu'en contrepartie, deux messes hautes soient célébrées chaque année à perpétuité, dont une à Andrésy, et une à Maurecourt[34].
- La plaque de fondation de Messire Hildevert Huche, curé de la collégiale Notre-Dame de Poissy natif d'Andrésy, mort en 1666, est en pierre calcaire, et mesure 112 cm de hauteur pour 70 cm de largeur. Elle se trouve, comme la précédente, dans la première travée à gauche. Un fronton en arc de cercle est gravé dans la partie supérieure de la plaque, et affiche, conformément à la tradition au XVIIe siècle, le défunt agenouillé en prière devant le Christ en croix. Des têtes de chérubins flanquées d'ailes déployées occupent les écoinçons en haut à gauche et à droite. Le jour de décès est un 2, mais le mois n'est plus lisible. Le testament a déjà été fait en 1655. L'épitaphe ne mentionne pas quel est le legs que Messire Huche laisse à la fabrique. Il fonde en la chapelle Saint-Vincent, qui se trouve au chevet du collatéral nord, une messe haute d'obit à célébrer chaque mercredi des Quatre-Temps à perpétuité, à annoncer par le prône et par trente coups sur la grosse cloche[35].
- La plaque de fondation de Pierre de Marines, écuyer sieur du Plessis et conseiller secrétaire du roi, et de Catherine Rouget, son épouse, est en marbre blanc, et mesure 68 cm de hauteur pour 71 cm de largeur. Elle provient de la chapelle Saint-Vincent au chevet du collatéral nord, mais a été remontée dans la première travée, à droite. Cette plaque est dépourvue de toute décoration, et les dates de décès ne sont pas indiquées, mais seulement les dates des contrats passés devant Louis Malines, tabellion en la prévôté d'Andrésy, à savoir le 5 janvier 1675 et le 27 avril 1655. Les époux laissent à la fabrique plusieurs parties de rentes foncières non spécifiées, et fondent ainsi trois messes basses de requiem à célébrer chaque semaine, le mardi, le jeudi et le samedi, à perpétuité, dans la chapelle Saint-Vincent et dans la chapelle Sainte-Marguerite. Les instructions pour les prières à réciter à la fin de ces messes sont particulièrement précises. Par un post-scriptum, cinq messes basses par an sont ajoutées pour le repos de l'âme de Catherine Rouget[36] (sans illustration).
- La plaque de fondation de Claude Le Page, écuyer sieur de La Chapelle, chef du goblet du roi et ancien valet de chambre du duc Philippe d'Orléans, mort le 14 décembre 1704, est en marbre blanc, et mesure 100 cm de hauteur pour 60 cm de largeur. Elle est encastrée dans le quatrième pilier de la nef, à droite. Cette plaque possède un fronton en arc de cercle, où est gravé un écu surmonté d'un heaume à lambrequins. Les armes du défunt se blasonnent ainsi d'azur au chevron d'or surmonté d'un oiseau ; accompagné en chef de deux roses et d'un lion en pointe. Au-dessus de l'épitaphe, se lisent les mots « À la goire de Dieu. À la mémoire des cinq playes de Nostre Seigneur Jésus-Christ ». La nature de la donation faite à la fabrique n'est une fois de plus pas mentionnée, et il est renvoyé aux termes du contrat passé devant Bally et Defforges, notaires au Châtelet de Paris. Le défunt fonde une messe à célébrer le 6 de chaque mois à perpétuité dans la chapelle Saint-Jean, qui est contigu au bas-côté sud. Ce sont des messes basses, sauf une, le jour de la Saint-Claude. Cinq pauvres et un garçon assisteront aux messes pour répondre, et les marguilliers sont tenus à leur donner cinq liards à chacun, dont un est à porter à l'offrande[37].